# ريال مدريد
نادي مدريد الملكي لكرة القدم (بالإسبانية: Real Madrid Club de Fútbol) المعروف باسم ريال مدريد هو نادٍ كرة قدم محترف إسباني تأسس في 6 مارس 1902، مقره العاصمة الإسبانية مدريد. يلعب في الدوري الإسباني واختير أفضل فريق كرة قدم في القرن العشرين، وقد فاز بالدوري الإسباني 36 مرة (رقم قياسي)، وعشرون مرة بكأس ملك إسبانيا وأحرز رقمًا قياسيًا بحيازته 15 بطولة في دوري أبطال أوروبا. وهو أيضا أحد أعضاء جي–14 للأندية القيادية في أوروبا التي تم إلغاؤها حاليًا واستبدلت برابطة الأندية الأوروبية.
ظهر النادي بقوة على ساحة كرة القدم الأوروبية والإسبانية خلال عقد الخمسينيات من القرن العشرين، وبحلول عقد الثمانينيات من القرن سالف الذكر كان هذا النادي يتمتع بإحدى أفضل الفرق الرياضية في أوروبا، المعروفة باسم «خماسي النسر» (بالإسبانية: Quinta del Buitre)، الذي فاز بالدوري الأوروبي – كأس الاتحاد الأوروبي آنذاك – مرتين متتاليتين، وخمس بطولات إسبانية، وكأس إسبانيا مرة واحدة، وثلاثة كؤوس سوبر إسبانية. يُعد واحدًا من ثلاثة أندية إسبانية لم يسبق لها أن هبطت من قمة كرة القدم الإسبانية، إلى جانب أثلتيك بلباو وبرشلونة، كما أنه أحد أوسع النوادي من حيث القاعدة الشعبية حول العالم. ويشتهر النادي كذلك بمنافسته طويلة الأمد مع ناديا برشلونة و‌أتلتيكو مدريد، حيث تعرف المنافسة الأولى باسم الكلاسيكو (بالإسبانية: El Clásico)، والثانية باسم ديربي مدريد (بالإسبانية: El Derbi madrileño).
يلعب الفريق جميع مبارياته الرسمية في ملعب سانتياغو برنابيو في العاصمة مدريد. ويختلف هذا النادي عن العديد من الأندية الأخرى حول العالم، كونه مملوكًا لأعضاء النادي (socios) الذين يسيرون أمور ناديهم باختيار رئيس ينوب عنهم في هذا، منذ تأسيس النادي عام 1902. وفي 23 ديسمبر 2000، اختارت الفيفا الفريق الإسباني ليكون «أفضل نادي في القرن العشرين»، ثم اختاره الاتحاد الدولي لتاريخ وإحصاءات كرة القدم بتاريخ 11 مايو 2010 ليكون أفضل ناد أوروبي في القرن العشرين. حصل النادي على وسام الاستحقاق من الفيفا سنة 2004، كما أعاد الاتحاد الدولي سالف الذكر تصنيف ريال مدريد أفضل ناد في العالم سنة 2015، التي تصدر فيها أيضا قائمة أندية الدوري الأوروبي لكرة القدم.
يعتبر ريال مدريد أكبر نادٍ من حيث القاعدة الجماهيرية وذلك حسب دراسة لجامعة هارفارد عام 2007. وأيضًا يعتبر حاليًا أغنى نادي في العالم حسب الميزانية السنوية، وأعلى النوادي قيمةً، إذ تُقدّر قيمته بنحو 1.4 مليار يورو، وقد حقق إيرادات هائلة في سنة 2011، قُدّرت بنحو 438.6 ملايين يورو. بلغت إيرادات النادي وفق قائمة ديلويت لموسم 2014–15 مبلغ 577 مليون يورو وفي المرتبة الأولى لأندية كرة القدم. وفي سنة 2015 قدرت مجلة فوربس قيمة هذا النادي بنحو 3.24 مليار يورو، أي ما يعادل 3.65 مليار دولار، مع ثبات أرباحه السنوية عند 577 مليون يورو تقريبًا.

## التاريخ

### السنوات الأولى (1897–1945)

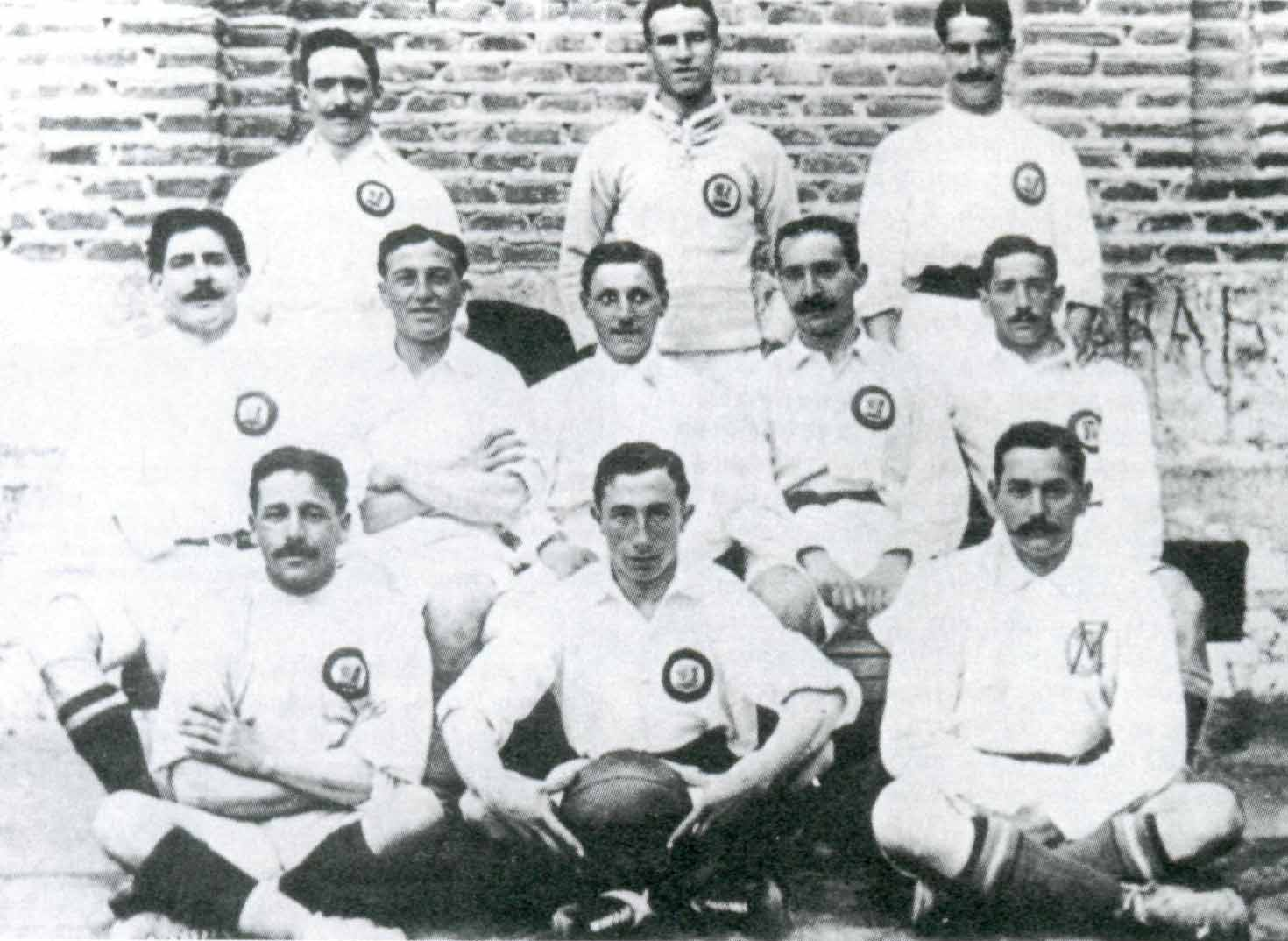
فريق ريال مدريد الفائز بأول بطولة رسمية عام 1906.

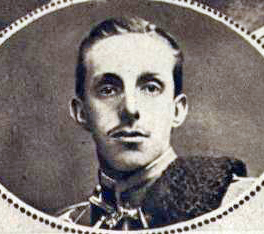
ملك إسبانيا ألفونسو الثالث عشر، خلع لقب «ملكي – ريال» على نادي مدريد لكرة القدم.

تعرفت مدينة مدريد على كرة القدم عن طريق أساتذة وطلاب مركز «مؤسسة التعليم الحرة» التعليمي (بالإسبانية: Institución Libre de Enseñanza)، والذين كانوا خريجي جامعتي أوكسفورد وكامبريدج في بريطانيا. أسس هؤلاء الأساتذة والطلاب فريقاً في المدينة عام 1897 وأطلقوا عليه اسم «فريق سكاي لكرة القدم» (بالإنجليزية: Football Club Sky)، وكانوا يلعبون الكرة نهار كل يوم أحد في منطقة «مونكلوا» الواقعة في مدريد. وفي عام 1900 انقسم الفريق إلى فريقين مختلفين: أحدهما سمي بفريق «مدريد الجديد لكرة القدم» (بالإنجليزية: New Foot-Ball de Madrid) والآخر سمي بفريق مدريد الإسباني (بالإنجليزية: Club Español de Madrid). وانقسم الفريق الأخير مرة أخرى عام 1902، ليتأسس «فريق مدريد لكرة القدم» (بالإنجليزية: Madrid Football Club) المعروف حاليا بريال مدريد وكان ذلك بتاريخ 6 مارس 1902.
وبعد ثلاث سنوات من التأسيس، أي في عام 1905، استطاع الفريق المسمى آنذاك «بنادي مدريد لكرة القدم» الفوز بأول بطولة رسمية محلية وذلك بعد الفوز على أتلتيك بيلباو في نهائي كأس إسبانيا. واستطاع الفريق المحافظة على لقب البطولة مدة أربعة أعوام متتالية (إذ أن هذه البطولة كانت هي البطولة الوحيدة الرسمية المقامة آنذاك). وكان النادي من الأعضاء المؤسسين للاتحاد الإسباني لكرة القدم في 4 يناير 1909، حيث مثل الفريق رئيسه أدولفو ملينديز للتوقيع على اتفاقية تأسيس الاتحاد. وفي عام 1912، انتقل الفريق لملعبه الجديد المسمى «ميدان أودونيل» (بالإسبانية: Campo de O'Donnell) بعد أن كان يتنقل سابقا من مكان لآخر لعدم توفر ملعب خاص. وفي عام 1920، عدل ملك إسبانيا ألفونسو الثالث عشر اسم الفريق ليصبح ريال مدريد حيث منح لقب «ريال» والتي تعني «ملكي» للفريق.
في عام 1929، انطلق الدوري الإسباني لكرة القدم، وتصدر ريال مدريد الترتيب حتى آخر مباراة في الموسم، ولكنه خسر آخر مباراة أمام أتلتيك بيلباو في سان ماميس وخسر بالتالي صدارته والبطولة. وقد حل وصيفاً للبطل حينها، برشلونة، وبفارق نقطة واحدة. أحرز ريال مدريد أول بطولة دوري في تاريخه بموسم 1931–32، وأتبعه في الموسم التالي بالفوز بالبطولة مرة أخرى، ليصبح أول فريق يحرز بطولة الدوري مرتين على التوالي منذ بدايتها.

### عهد سانتياغو برنابيو والنجاح على المستوى الأوروبي (1945–1978)

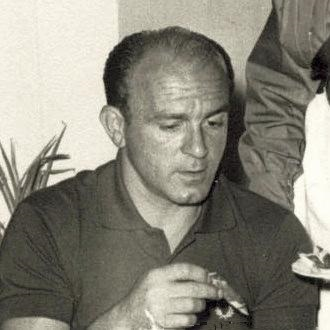
ألفريدو دي ستيفانو.

انتُخب سانتياغو برنابيو ليكون رئيساً لريال مدريد في عام 1943. وخلال فترة رئاسته، أُعيد بناء الفريق والملعب والمدينة الرياضية التابعة للنادي بعد أن دُمرت بفعل الحرب الأهلية الإسبانية. وبداية من عام 1953، شرع بيرنابيو بتنفيذ إستراتيجية تضمنت استقدام لاعبين من الطراز الرفيع من الخارج ومواهب بارزة من داخل إسبانيا، ولعل أبرز نقطة كانت التوقيع مع ألفريدو دي ستيفانو وجلب الموهبة الإسبانية فرانشيسكو خينتو. وهكذا، تكوّن أول فريق متعدد الجنسيات في فريق واحد. وفي أول مواسم دي ستيفانو حقق الفريق بطولة الدوري الثالثة في تاريخه بعد غياب دام 23 عاماً وحقق دي ستيفانو لقب الهداف بتسجيله 27 هدفاً.

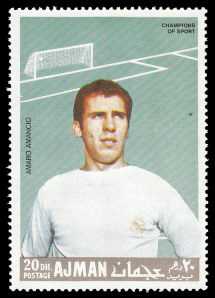
أمانسيو أمارو، قائد الفريق خلال فترة Ye–yé.

في عام 1955، برزت فكرة عند الصحفي الفرنسي بجريدة «ليكيب غابريل هانوت» وهي عبارة عن إقامة بطولة أوروبية سميت باسم الكأس اللاتينية (تضم فرق كل من إسبانيا وإيطاليا وفرنسا والبرتغال)، وتطورت الفكرة بعد اجتماع رئيس ريال مدريد بتلك الفترة سانتياغو بيرنابيو في أحد فنادق باريس مع كل من بيدريغان وغوستاف سابيس لينتج عن الاجتماع تأسيس البطولة الكبرى في أوروبا للأندية التي تعرف حالياً باسم دوري أبطال أوروبا.
وتحت رئاسة سانتياغو بيرنابيو، أصبح ريال مدريد الفريق الأفضل سواء على المستوى المحلي أو الأوروبي، حيث استطاع الفوز بدوري أبطال أوروبا بخمس مرّات على التوالي من عام 1955 إلى 1960. والفوز بتلك البطولات الخمس جعل الفريق يحوز الكأس الأصلية وكذلك سُمح لأعضائه بارتداء شعار شرفي يبين عدد البطولات التي أحرزها بالبطولة الأوروبية وتسمى وسام شرف الاتحاد الأوروبي لكرة القدم (بالإنجليزية: UEFA badge of honour). وأتبع تلك الفترة بالفوز بالدوري الإسباني لخمس سنوات متتالية ليكون أول فريق إسباني يحرز هذا الإنجاز، واستطاع الفريق احراز البطولة السادسة في عام 1966 بعد انتصاره في المباراة النهائية على الفريق الصربي بارتيزان بلغراد بنتيجة 2–1، وكان ذلك الفريق أول فريق يحرز اللقب وهو مكون من لاعبين كلهم محليين وسمي ذلك الفريق باسم Ye–yé وذلك نسبة إلى المتعة التي كان يقدمها بتلك الفترة والاسم مأخوذ من أغنية كان لها صيت آنذاك. وصل نفس الفريق أيضاً إلى المباراة النهائية مرتين بالبطولة الأوروبية، في عامي 1962 و1964، ولكنه خسرهما أمام كل من بنفيكا البرتغالي ونادي انتر ميلان الإيطالي على التوالي.
في فترة السبعينات، فاز ريال مدريد بخمس بطولات محلية وثلاثة كؤوس للملك. ولعب الفريق أول نهائي له في بطولة كأس الكؤوس الأوروبية في عام 1971، ولكنه خسر اللقاء أمام فريق تشلسي الإنكليزي بنتيجة 2–1. وفي 2 تموز/يوليو 1978، توفي رئيس النادي سانتياغو بيرنابيو، وكانت تقام في تلك الفترة فعاليات كأس العالم لعام 1978 في الأرجنتين، فأمر الاتحاد الدولي لكرة القدم بالحداد مدة ثلاثة أيام تكريماً له. وفي العام التالي، أنشأ النادي بطولة باسم كأس سانتياغو بيرنابيو وذلك احياءً لذكرى وفاته.

### خماسي النسر وكأس أوروبا السابع (1980–2000)
خلال بداية فترة الثمانينات من القرن العشرين، لم يستطع الفريق مواصلة سيطرته على الدوري المحلي والذي توالت عليه ناديي إقليم الباسك «أتلتيك بيلباو» و«ريال سوسيداد» مرتين على التوالي لكل منها، واستمرت هذه الحالة حتى استطاع الفريق العودة للفوز بالبطولات بعد أن تخرج منه نخبة من اللاعبين، كانوا قد استطاعوا الوصول مع الفريق الثاني لريال مدريد، المسمى «ريال مدريد كاستيا»، إلى المباراة النهائية لكأس ملك إسبانيا ومقابلة الفريق الأول بذلك اللقاء لتكون الحادثة الفريدة من نوعها في عالم كرة القدم، وقد أطلق الصحفي «خوليو سيزار إيغاليسياس» اللقب المعروف بالإسبانية "La Quinta del Buitre" أي «خماسي النسر». وهذا اللقب كان يطلق بالأساس على أشهر لاعب من المجموعة قبل أن يعمم على الجميع وهو إيميليو بوتراغينيو. أما بقية أعضاء المجموعة الأربعة فهم مانويل سانشيز هونتييولو ورافائيل مارتن فازكويز وميتشيل وميغيل بارديزا. ورغم مغادرة «بارديزا» الفريق، كان الفريق يضم نخبة من اللاعبين أمثال الحارس الدولي السابق فرانسيسكو بويو والظهير الأيمن الإسباني ميغيل بورلان تشيندو والمهاجم المكسيكي هوغو سانشيز، وكان الفريق قد وُصف بأنه الأفضل في إسبانيا وأوروبا في النصف الثاني من فترة الثمانينات، حيث حقق بطولتين لكأس الاتحاد الأوروبي على التوالي، وخمس بطولات من الدوري الإسباني على التوالي كذلك وبطولة واحدة لكأس ملك إسبانيا وثلاثة كؤوس السوبر الإسبانية وبطولة كأس الدوري مرّة واحدة.
في بداية التسعينيات، انتهت حقبة «خماسي النسر» بعد مغادرة كل من «مارتين فازكيز»، «اميليو بوتراغينيو» و«ميتشيل» للنادي. في عام 1996، عيّن الرئيس لورينزو سانز المدرب فابيو كابيلو على رأس الجهاز الفني. ومع أنه لم يستمر إلا عاماً واحداً إلا أنه فاز بالدوري الإسباني، وأحضر لاعبين مثل روبيرتو كارلوس، بريدراج مياتوفيتش، دافور سوكر، وكلارنس سيدورف مما زاد من قوّة النادي الذي كان يحوي أصلا لاعبين مثل راؤول وفيرناندو هييرو وإيفان زامورانو وفيرناندو ريدوندو. نتيجة لذلك، أنهى ريال مدريد (مع قدوم فيرناندو موريانتس في عام 1997) انتظار الجماهير طيلة 32 عامًا فوزه ببطولة دوري ابطال أوروبا، بفوزه في عام 1998 تحت قيادة المدرب جوب هينكس على نادي يوفنتوس في النهائي بهدف نظيف قام بتسجيله بريدراج مياتوفيتش.

### حقبة الغلاكتيكوس وعهد «كالديرون» (2000–2009)

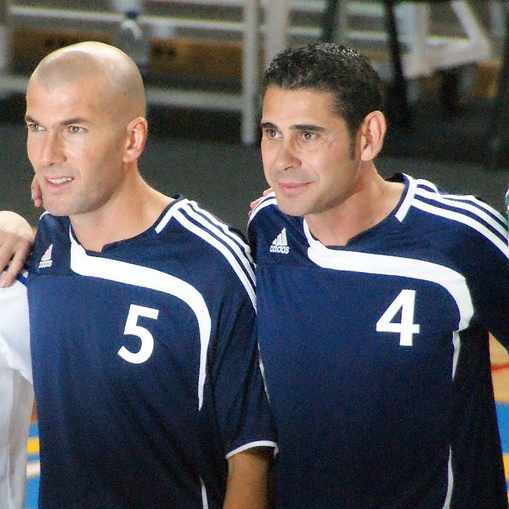
هييرو وزيدان في مباراة خيرية.

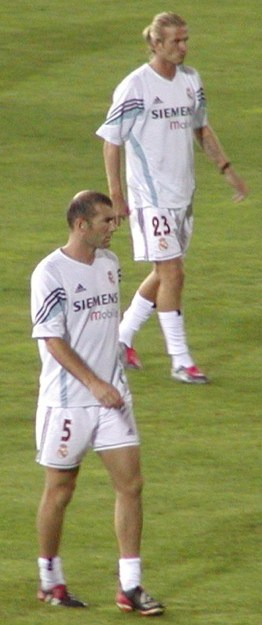
ديفيد بكهام (23) وزين الدين زيدان (5)، من أبرز نُجوم الفريق، وقد اعتبرا «غلاكتيكوس».

في تموز/يوليو من عام 2000، انتُخب «فلورونتينو بيريز» رئيسًا للنادي. بعد حملة وعد فيها بإيفاء الديون التي أثقلت كاهل النادي وتجديده له. ولكن يُعتقد أن ما جعل فوز «بيريز» ممكناً هو التوقيع مع لويس فيغو الذي كان عضوا في الغريم التقليدي للريال، وهو نادي برشلونة. في العام التالي، قام النادي بتطوير أمور التدريب وقام بإطلاق حقبة الغلاكتيكوس التي من خلالها حضر كل من زين الدين زيدان ورونالدو ولويس فيغو وروبيرتو كارلوس وراؤول وديفيد بيكهام. لم تحقق هذه السياسة الآمال المعقودة في ذلك الوقت، رغم أن النادي فاز في دوري الأبطال موسم 2001–02 وبطولة الدوري الموسم التالي، وكذلك بكأس السوبر الإسباني عام 2004، إلا أنه فشل في حصد الألقاب لثلاث سنوات بعد ذلك.

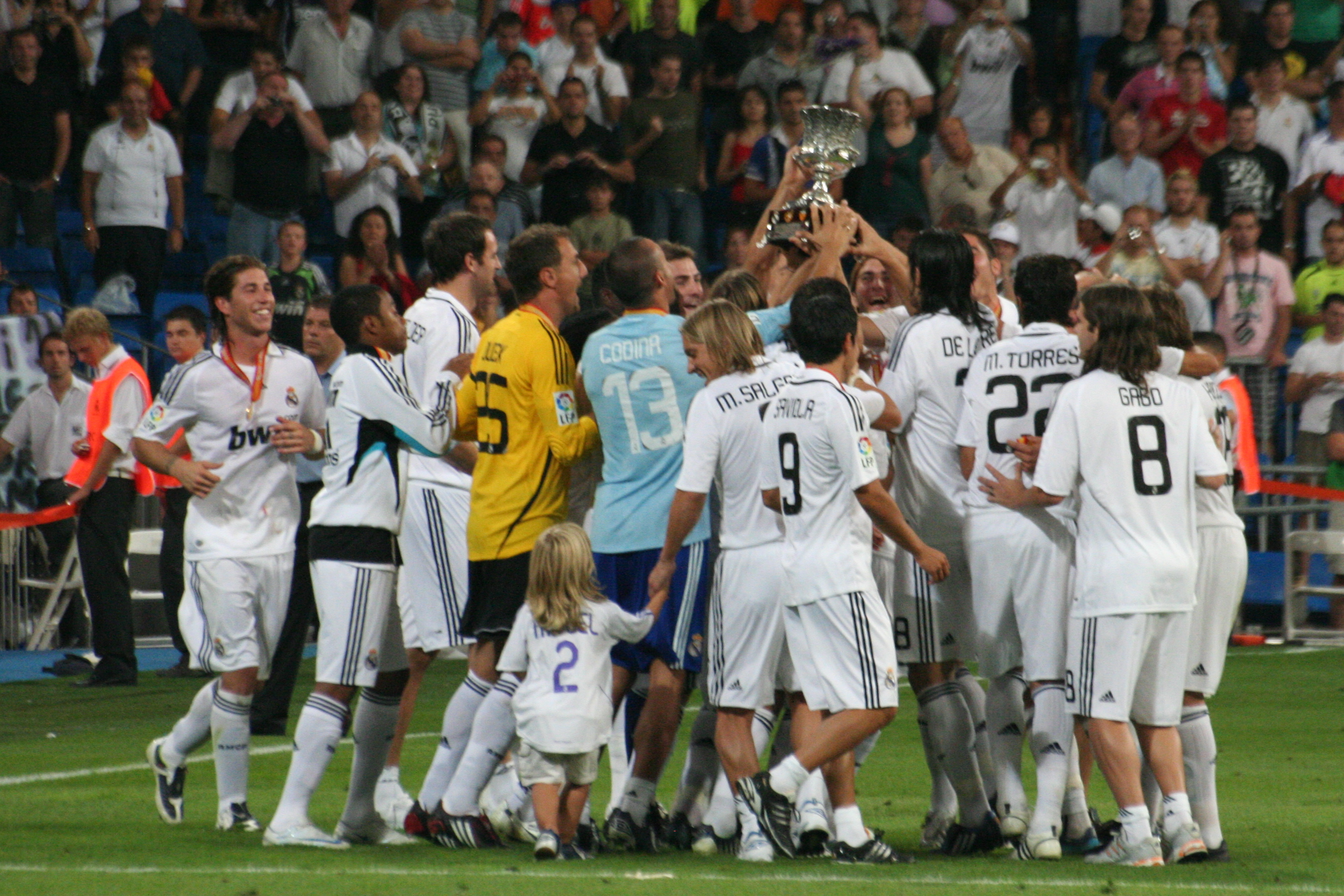
لاعبوا ريال مدريد يحتفلون بفوزهم بكأس السوبر الإسباني سنة 2008 ضد فالنسيا.

في يوليو 2006، انتخب «رامون كالديرون» رئيسا للنادي، فأعاد إحضار «فابيو كابيلو» كمدرب و«بيديا مياتوفيتش» كمدير رياضي. فاز ريال مدريد ببطولة الليغا عام 2007 بعد انقطاع أربعة أعوام، إلا أنه مع هذا فقد خُلِّيَ عن «فابيو كابيلو». في الموسم التالي حصد الفريق الأبيض بطولة الليغا مرة أخرى، فكانت هذه المرة الحادية والثلاثين التي يفوز فيها بالبطولة، والتي سجلت فوز الريال ببطولتين متتاليتين أول مرة منذ 18 عاماً.

### عهد بيريز الثاني (2009–الحاضر)
في مطلع يونيو سنة 2009 أعلنت اللجنة الانتخابية بنادي ريال مدريد أن «فلورنتينو بيريز» نال رسميا مقعد رئاسة النادي. وقام «بيريز» بإعادة «خورخي فالدانو» لمنصب المدير الرياضي وحاول الاثنان في البداية التعاقد مع الفرنسي آرسين فينجر المدير الفني لنادي آرسنال، ولكن «فينجر» قرر البقاء مع أرسنال. وكان البديل الثاني هو المدرب البرتغالي «جوزيه مورينيو»، المدير الفني لإنتر ميلان الإيطالي، لكنه فضل أيضا تجديد عقده مع النادي سالف الذكر.
فجرى التعاقد مع المدرب التشيلي، «مانويل بيليغريني»، المدير الفني لفريق فياريال الإسباني، كمدير فني جديد للفريق. وكعادة «بيريز» مع الصفقات المدوية فقد أنهى التعاقد مع البرازيلي «كاكا» من نادي ميلان الإيطالي بمبلغ 65 مليون يورو. وكذلك جرى التعاقد مع «راؤول ألبيول» من نادي فالنسيا الإسباني واللاعب كريم بنزيما من نادي أولمبيك ليون الفرنسي وكذلك اللاعب «إستيبان غرانيرو» لاعب نادي خيتافي الإسباني واللاعب «ألفارو أربيلوا» ظهير نادي ليفربول الإنجليزي إضافة إلى الصفقة الأغلى وهو اللاعب البرتغالي كريستيانو رونالدو من نادي مانشستر يونايتد الإنجليزي بمبلغ قياسي وصلت قيمته إلى 94 مليون يورو. تولّى جوزيه مورينيو إدارة النادي في شهر مايو من عام 2010، الذي قاد الفريق للفوز بكأس ملك إسبانيا لموسم 2010–11، وتمكن من الوصول إلى الدور نصف النهائي في دوري أبطال أوروبا، وفي الموسم الثاني لمورينيو استطاع انتزاع بطولة الليغا 2011–12 من الغريم التقليدي برشلونة بعد غيابها عن النادي الملكي ثلاث سنوات، وفي نهاية الموسم أعلن النادي الملكي تجديد عقد مدربه جوزيه مورينيو حتى عام 2016 وكذلك تجديد عقود أهم نجوم الفريق في خطوة تؤكد استمرار مشروع مورينيو في النادي لسنوات طويلة قادمة في النادي لسنوات طويلة قادمة لكن في موسم 2012–13 حدثت مشاكل كثيرة في الفريق تحت قيادة جوزيه مورينيو بدءاً من البداية المتعثرة في الدوري الإسباني والتي جعلت النادي الملكي يفقد الليغا في وقت مبكر من الموسم لصالح غريمه نادي برشلونة ثم دخل جوزيه مورينيو في مشاكل عديدة مع اللاعبين أبرزها مع حارس النادي إيكر كاسياس. وخرج النادي من الدور نصف النهائي في بطولة دوري أبطال أوروبا للمرة الثالثة على التوالي وفي نهاية الموسم فشل نادي ريال مدريد بتحقيق أي لقب عدا كأس السوبر الإسباني ليفضّ النادي شراكته مع المدرب جوزيه مورينيو.

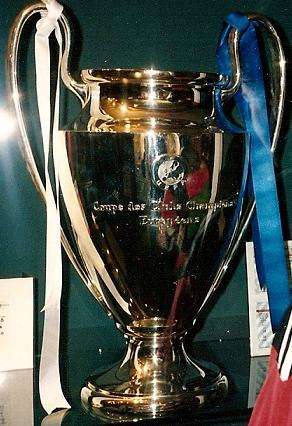
حطم ريال مدريد الرقم القياسي في نهائي دوري أبطال أوروبا 2014، بعد أن فاز بالكأس العاشرة في تاريخه.

#### لا ديسيمامع أنشيلوتي (2013–2015)
يوم 25 يونيو 2013، أعلن النادي التعاقد مع المدرب الإيطالي كارلو أنشيلوتي، المدرب السابق لنادي باريس سان جيرمان مدة ثلاث سنوات خلفا للبرتغالي جوزيه مورينيو، وفي اليوم التالي أعلن أنشيلوتي عن مساعديه وهما الأسطورة الفرنسية زين الدين زيدان والإنجليزي بول كليمنت يوم 1 سبتمبر 2013، جرى التعاقد مع عدد من اللاعبين أبرزهم الويلزي غاريث بيل بصفقة قدرت بمائة مليون يورو مُحطما بذلك رقم رونالدو، وتعاقد أيضا مع إيسكو قادما من نادي مالقا وآسير إيارامندي من نادي ريال سوسيداد.
نجح كارلو أنشيلوتي في أول مواسمه إلى قيادة الفريق لتتويج بكأس ملك إسبانيا وأوصل النادي للفوز بالعاشرة في مسابقة دوري أبطال أوروبا معززا رقمه القياسي كأكثر الاندية فوزا بهذه البطولة وحقق أيضا كأس السوبر الأوروبي على حساب نادي إشبيلية. بعد الفوز ببطولة دوري أبطال أوروبا 2014، انضم إلى صفوف الفريق حارس المرمى كيلور نافاس ولاعبا خط الوسط توني كروس وخاميس رودريغيز. ظفر النادي ببطولة كأس السوبر الأوروبي 2014 بعد أن انتصر على نادي إشبيلية بهدفين حققهما كريستيانو رونالدو، ليحصل بذلك على الكأس الرسمية التاسعة والسبعين. خلال الأسبوع الأخير من سنة 2014، أقدم النادي على بيع لاعبين أساسيين من الذين كانوا سببًا في تحقيقه الألقاب في الموسم الفائت، وهما: تشابي ألونسو إلى بايرن ميونخ وأنخيل دي ماريا إلى مانشستر يونايتد. تعرض هذا القرار الذي اتخذته إدارة النادي إلى الكثير من الانتقادات والجدالات، وأشار رونالدو في إحدى تصريحاته: «لو كنت مسؤولًا لكنت قمت بالأمور بشكل مختلف قليلًا»، كما قال أنشيلوتي معترفًا بخسارة النادي للموهبتين: «علينا الآن البدء مجددًا من الصفر».
بعد بداية متعثرة وبطيئة في موسم 2014–15، خسر على أثرها النادي أمام أتلتيكو مدريد وريال سوسيداد، شرع ريال مدريد بانتزاع الفوز تلو الآخر، فانتصر على برشلونة وليفربول محطمًا بذلك الرقم الذي حققه فرانك ريكارد لبرشلونة في موسم 2005–06 بثمانية عشر فوزًا متتاليًا. وفي ديسمبر 2014 ضاف النادي عدد مبارياته التي فاز بها إلى 22 مباراة بعد أن فاز بنتيجة 2–0 على نادي سان لورينزو في نهائي كأس العالم للأندية 2014، منهيًا سنته بأربعة ألقاب. انقطعت سلسلة الفوز هذه في أول مباراة للنادي في سنة 2015 بعد أن خسر أمام نادي فالنسيا، الأمر الذي حال دون تحقيقه الرقم القياسي العالمي لمرات الفوز في مباريات كرة القدم، وهو 24 مرة. فشل النادي كذلك في الاحتفاظ بلقب بطل دوري أبطال أوروبا بعد أن خسر في الدور النصف نهائي أمام يوفنتوس بنتيجة 3–2، وكذلك بكأس الملك بعد أن خسر أمام أتلتيكو مدريد بنتيجة 4–2، كما حل في المرتبة الثانية بعد برشلونة في الدوري الإسباني.
يوم 3 يونيو 2015 أعلن عن تولي رافاييل بينيتيز تدريب النادي بعد أن وقع عقدًا مع النادي مدة ثلاث سنوات. استمر ريال مدريد في رحلة الفوز حتى هزم على يد نادي إشبيلية بنتيجة 3–2 في المباراة الحادية عشر. تلا هذا خسارة أخرى بنتيجة 0–4 في أول كلاسيكو من الموسم ضد نادي برشلونة. أيضًا لاعب ريال مدريد نادي قادش في كأس ملك إسبانيا بالدورة الثانية والثلاثين، وفاز بنتيجة 1–3 في الشوط الأول، ولكن بعد أن استخدم الفريق اللاعب الروسي دينيس تشيريشيف في المباراة على الرغم من أنه كان ممنوعًا من اللعب، ألغي الشوط الثاني وطُرد النادي من المنافسة. في غضون ذلك الوقت، تصدر الريال مجموعتهم في دوري أبطال أوروبا بستة عشر نقطة. في 4 يناير 2016 استغنى النادي عن خدمات بينيتيز بسبب كثرة الادعاءات القائلة بعدم شعبيته بين المشجعين وامتعاض اللاعبين ولفشله في الحصول على نتائج جيدة ضد النوادي المنافسة. وفي الوقت الذي خرج فيه بينيتيز حل الريال ثالثًا في ترتيب فرق الدوري الإسباني متأخرًا أربع نقاط عن أتلتيكو مدريد المتصدر، ونقطتين عن برشلونة.

#### الثلاثية الأوروبية مع زيدان (2016–2018)

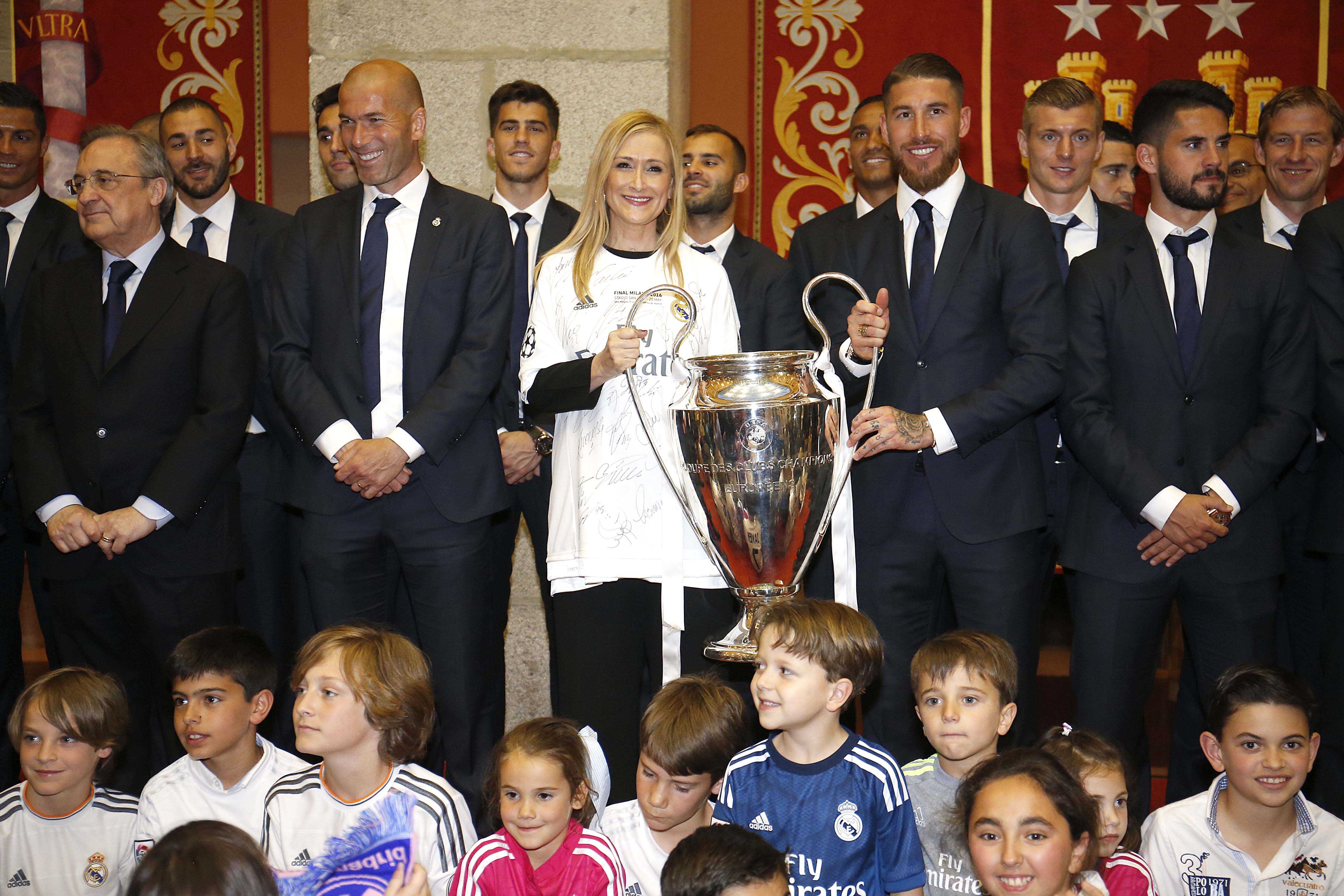
في أشهره الخمسة الأولى فاز زيدان مع الفريق بلقب دوري الأبطال للمرة الحادية عشرة في تاريخ النادي (رقم قياسي)

في تاريخ 4 يناير 2016 أعلن عن تولي زين الدين زيدان منصب مدرب الفريق ليكون ذلك أول منصب تدريبي له بعد انتهاء مسيرته الكروية (في فريق صف أول) كان زيدان قد عمل سابقًا مستشارًا لكارلو أنشيلوتي قبيل مجيء بينيتيز، وخاض تجربة تدريبية قصيرة مع مع فريق ريال مدريد كاستيا. وفي أولى مباريات النادي تحت إشراف زيدان، فازوا بنتيجة 5–0 على نادي ديبورتيفو لاكورونيا يوم 9 يناير 2016. وفي 28 مايو فاز النادي ببطولة دوري أبطال أوروبا للمرة الحادية عشر، عندما سجل كريستيانو رونالدو هدف الفوز عبر ركلة ترجيح، ضد أتلتيكو مدريد.
وفي الموسم الموالي 2016–17 افتتح الفريق مشواره بالفوز ببطولة كأس السوبر الأوروبي على حساب مواطنه إشبيلية بنتيجة 3–2 بعد التمديد، ثمّ حقق الفريق بطولة كأس العالم للإندية في نهاية العام 2017 على فريق كاشيما أنتلرز الياباني بأربعة أهداف لهدفين بعد التمديد، منهياً النصف الأول من الموسم من دون خسارة في كل المسابقات ليُحطّم زيدان الرقم القياسي الذي كان مُسجّلاً باسم الهولندي ليو بينهاكير كأثر مدرب يحافظ على سجلّه خالياً من الهزائم في تاريخ ريال مدريد والذي بلغ 34 مباراة متتالية (من أكتوبر 1988 إلى أبريل 1989) حيث كسره الفرنسي في العاشر من ديسمبر 2016 بفوزه على نادي ديبورتيفو لاكورونيا في الدوري، وعزز رقمه في مونديال للأندية ليصل إلى 37 مباراة، منهياً سنة 2016 بثلاثة ألقاب قارية دوري أبطال أوروبا، كأس السوبر الأوروبي وكأس العالم للأندية، وتصدّره لترتيب الدوري بفارق أربع نقاط عن أقرب المنافسين، وسِجلّ رائع لم تتخلّله سوى خسارتان طوال عام كامل، لينهي زيدان عامه الأول بنجاح كبير مع الفريق.

ومع مطلع 2017 كان الفريق يتأهّب لمقارعة نادي إشبيلية وصيفه في الدوري ثلاث مرات في أول أربع لقاءات له في العام، اثنان منهما على ملعب رامون سانشيز بيزخوان في إشبيلية، في اللقاء الأول له في العام تغلّب الريال على إشبيلية في ذهاب ثمن نهائي كأس ملك إسبانيا بنتيجة 3–0، ثمّ اكتسح غرناطة في الدوري بنتيجة 5–0 ليُعادل الرقم القياسي الإسباني في عدد اللقاءات المتتالية من دون خسارة في جميع المسابقات، والذي كان مُسَجّلاً باسم الغريم برشلونة باسم 39 مباراة (السلسلة التي أوقفها الريال مع زيدان بالذات في أبريل 2016)، ثمّ حطّم الريال الرقم بتعادله مع إشبيلية في إياب كأس الملك في مباراة مُثيرة انتهت بنتيجة 3–3، ليصل للمباراة الأربعين على التوالي، ويحرمه إشبيلية بالذات من تعزيز الرقم بفوزه عليه في الدوري الإسباني بنتيجة 2–1 في آخر الدقائق.

وبعد أخذٍ وردٍّ ومدٍّ وجزرٍ في القسم الثاني من الدوري لعب الفريق آخر مبارياته يوم 21 مايو 2017 ضد نادي ملقا حيث كانت تنقصه نقطة واحدة للتتويج بلقب الليغا رسمياً، وأفلح نجمه كريستيانو رونالدو في تسجيل هدفٍ مبكرٍ، ثم سجّل كريم بنزيما في الشوط الثاني ما مكّن ريال مدريد من التتويج باللقب للمرة رقم 33 في تاريخه (قياسي) ولأول مرة منذ 5 مواسم وتحديداً منذ موسم 2011–12.

وبعد ذلك بأقلّ من أسبوعين أضاف «ريال زيدان» لقب دوري أبطال أوروبا لخزائنه بعد أن فاز ضد نادي يوفينتوس الإيطالي في النهائي بنتيجة 4–1 (سجل منها رونالدو ثنائية، وهدف لكاسيميرو وآخر لليافع ماركو أسينسيو ليُحطّم فريق زيدان بذلك جملة من الأرقام القياسة بعد موسم ونصف فقط. ومع أنطلاقة موسم 2017–18 أستمر الفريق بنفس الأداء الذي أنهى به الموسم السابق وأستطاع حصد لقب كأس السوبر الأوروبي 2017 من أمام مانشستر يونايتد بهدفي كاسيميرو وإيسكو. وفي نهاية الموسم توج الفريق بدوري أبطال أوروبا للمرة الثالثة عشر في التاريخ والثالثة توالياً «رقم قياسي».
في 31 مايو، بعد خمسة أيام فقط من الفوز بدوري أبطال أوروبا، أعلن زيدان استقالته كمدير فني لريال مدريد، مشيرا إلى أن النادي «بحاجة التغيير» كمبرر منطقي للمغادرة. في 12 يونيو، عين ريال مدريد جولين لوبيتيغي، المدير الفني للمنتخب الإسباني، كمدرب جديد له. أُعلن أنه سيصبح مدرب رسميًا بعد كأس العالم 2018، إلا أن الاتحاد الإسباني لكرة القدم قام بإقالة لوبيتيغي، مشيرًا إلى أنه تفاوض مع النادي دون إبلاغهم.

#### حقبة زيدان الثانية (2019–2021)
في 11 مارس 2019 أعلن نادي ريال مدريد الإسباني عن فسخ عقد مدربه سانتياغو سولاري، وتعيين الفرنسي زين الدين زيدان خلفا له. في 12 يناير 2020، فاز ريال مدريد على أتلتيكو مدريد بركلات الترجيح للفوز باللقب الحادي عشر لبطولة كأس السوبر الأسباني. بعد توقف دام ثلاثة أشهر بسبب جائحة كوفيد–19 عاد الدوري الاسباني في 11 يونيو 2020. في 17 يوليو 2020 توج زين الدين زيدان باللقب الثاني في الدوري الإسباني كمدرب لـ ريال مدريد، بعد الفوز بثنائية مقابل هدف، والبطولة رقم 11 مع النادي الملكي. ريال مدريد وصل للنقطة 86 ووسع الفارق إلى 7 نقاط عن برشلونة، صاحب المركز الثاني، قبل جولة واحدة من نهاية الدوري الإسباني، ليحسم ريال مدريد بطولة الدوري رقم 34 له.

### رقم قياسي
توج الريال في 1 يونيو 2024 بلقب دوري أبطال أوروبا للمرة الخامسة عشر في تاريخه في رقم قياسي غير مسبوق، وذلك بعدما فاز على نظيره بوروسيا دورتموند الألماني بنتيجة 2-0 في المباراة التي جمعتهما على ملعب ويمبلي في لندن. وجاءت هذه الكأس دون أي خسارة للمرة الأولى في تاريخ تتويجات النادي الملكي بلقب أبطال أوروبا.

## شعار وزي النادي

### الشعار
كان أول شعار للنادي عند تأسيسه ذو تصميم بسيط، حيث كان يتكون من حروف "MCF" المختصر لاسم النادي "Madrid Club de Fútbol" وكان لونه أزرقا داكنا وكان باقي الطقم أبيض اللون. حصل أول تغيير للشعار عام 1908 وذلك بتغير شكل الاختصار وإحاطته بدائرة. لم يحصل التغيير التالي إلا عند تولي بيدرو باراجيس رئاسة النادي عام 1920، وذلك عندما خلع الملك ألفونسو الثالث عشر الصفة الملكية على النادي ليضاف لقب "Real" لاسمه والذي يعني الملكي، وبذلك أُضيف تاج الملك للشعار وأصبح اسم النادي «نادي مدريد الملكي لكرة القدم» (بالإسبانية: Real Madrid Club de Fútbol). ولكن في عام 1931، وبعد تفكك النظام الملكي بالدولة وتحولها إلى جمهورية، مُنعت جميع الرموز الملكية بإسبانيا وبذلك أزيل التاج من الشعار وكذلك لقب ريال من اسم النادي ليعود كما كان مع إضافة شعار خلفي يدل على منطقة قشتالة. وفي عام، 1941 أي بعد عامين من انتهاء الحرب الأهلية أُعيد تاج الملك للشعار مع الإبقاء على الشعار الدال على قشتالة، وكذلك أصبح الشعار بالألوان حيث ظهر فيه اللون الذهبي بكثرة، وبالإضافة لذلك استعاد الفريق اسمه الكامل «ريال مدريد». كان التغيير الأحدث بالشعار قد حصل عام 2001 عندما أراد النادي التجديد لمواكبة تغييرات العصر الجديد وكانت أبرز الإضافات هي إضافة ظلال باللون الزرق الداكن على جميع حدود الشعار.

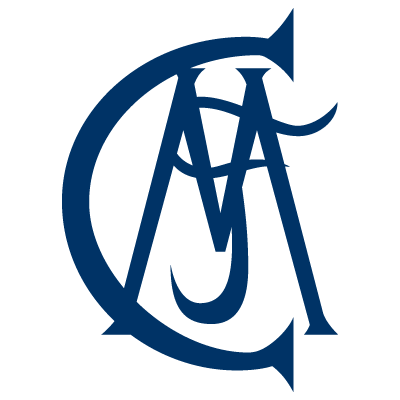
1902
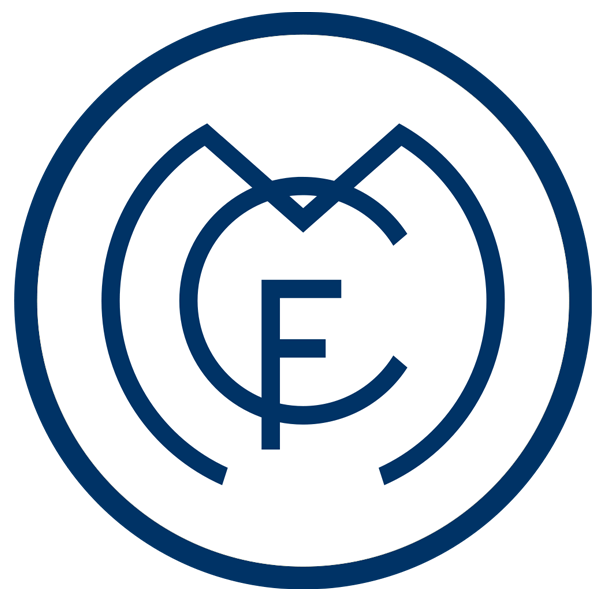
1908
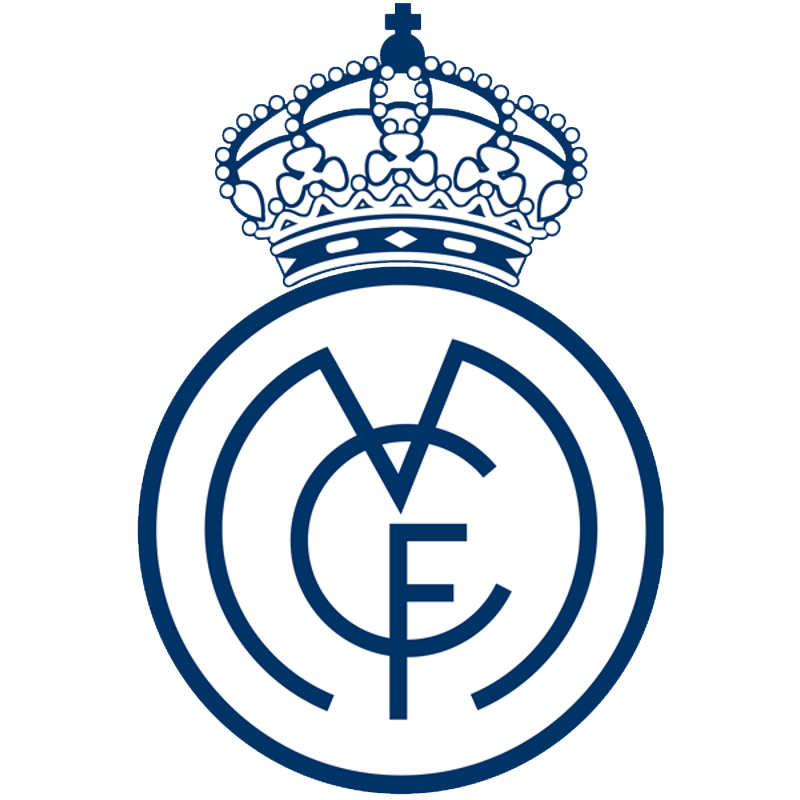
1920
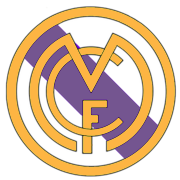
1931
2001

### الملابس
| 1902–1911 | 1911–1925 | 1925–1926 | 1926–1931 | 1931–1952 | 1955–حتى الآن |

كان اللباس التقليدي لريال مدريد أبيض اللون بالكامل، كما كان هناك خط أزرق مائل بالقميص – ما زال يظهر في شعار النادي الحالي – وعلى العكس من الوقت الحاضر فإن اللون الأزرق الداكن يظهر بالجوارب. أُلغي الخط من القميص بعد مشاهدة نادي كورينثيان الإنكليزي بلباسه الأبيض الكامل عام 1902. غُيِّر لون الجرابات في نفس العام إلى اللون الأسود بعد أن كانت زرقاء اللون سابقا. في بداية الأربعينيات غُيِّر الطقم مجدداً بإضافة أزرار إلى القميص وتغيير مكان الشعار من الجهة اليمنى إلى اليسار، كما يظهر حالياً. في 23 نوفمبر من عام 1947 في مباراة ديربي مدريد ضد أتلتيكو مدريد أصبح ريال مدريد أول نادي أسباني يلبس قمصان تحتوي على أرقام.
يكون اللباس التقليدي للنادي في المباريات التي تقع خارج ملعب البيرنابيو إما أسوداً أو بنفسجياً. تؤمن شركة ’’أديداس‘‘ الألمانية الطقم الحالي للفريق، الذي لم يتغير منذ عام 1998. وأول راعٍ لقميص الريال كان ’’زانوسي‘‘ الذي وافق على عقد من موسم 1982–83 حتى موسم 1984–85. بعد ذلك أصبح النادي تحت رعاية ’’بارمالات‘‘ و’’أوتايسا‘‘، حتى وُقّعت شراكة طويلة مع ’’تيكا‘‘ في عام 1992. في عام 2001، أنهى ريال مدريد اتفاقه مع تيكا واستعمل شعار موقع النادي وهو (بالإسبانية: Realmadrid.com) وذلك بدعاية من موقعه الرسمي الذي أُطلق ذلك العام. وفي عام 2002 تُوصّل إلى صفقة مع شركة سيمنز، وفي 2006 تحولت الشركة إلى (بالألمانية: BenQ Siemens) بعد اندماجها وبهذا تغير اسم الشركة على قميص النادي كذلك. وفي عام 2007 تُوصّل إلى صفقة مع شركة bwin.com لرعاية النادي امتدت حتى نهاية موسم 2012–13. وفي صيف 2013 أعلن طيران الإمارات رعايته لريال مدريد الحالي.

### رعاة النادي وموفرو القميص
| الفترة        | مقدموا القميص | الرعاة         |
| ------------- | ------------- | -------------- |
| 1980–1982     | أديداس        | بدون           |
| 1982–1985     | أديداس        | زانوسي         |
| 1985–1986     | أديداس        | بارمالات       |
| 1986–1989     | هييومل        | بارمالات       |
| 1989–1990     | هييومل        | ريني بيكوت     |
| 1990–1992     | هييومل        | أوتاييسا       |
| 1992–1994     | هييومل        | تيكا           |
| 1994–1998     | كيلمي         | تيكا           |
| 1998–2001     | أديداس        | تيكا           |
| 2001–2002     | أديداس        | ريال مدريد.كوم |
| 2002–2005     | أديداس        | سيمنز          |
| 2005–2006     | أديداس        | سيمنز          |
| 2006–2007     | أديداس        | بنك سيمنز      |
| 2007–2013     | أديداس        | بوين.كوم       |
| 2013–حتى الآن | أديداس        | طيران الإمارات |

## المنشئات الرياضية

### الملعب
ملعب سانتياغو بيرنابيو (بالإسبانية: Estadio Santiago Bernabéu) هو ملعب كرة قدم يقع في وسط مدريد عاصمة إسبانيا. افتتح في 14 ديسمبر 1947 وهو ملعب ريال مدريد. يتسع الملعب حالياً لأكثر من 85 ألف مُتفرج، وهو يعد من أكبر الملاعب في إسبانيا وأوروبا. بعد افتتاحه سمي باسم ملعب شامارتين الجديد، وسمي باسمه الحالي تكريماً لرئيس النادي الأسطوري في ذلك الوقت سانتياغو برنابيو.
يعتبر ملعب سانتياغو برنابيو واحداً من أفضل ملاعب كرة القدم المعروفة وأكثرها تميزاً، فقد استضاف العديد من الأحداث بما في ذلك المباراة النهائية لـدوري أبطال أوروبا أربع مرات (1957، 1969، 1980، 2010)، وكذلك نهائي يورو 1964 ونهائي كأس العالم 1982 وتجرى عليه أيضاً مباريات نادي ريال مدريد في الليغا.
بعد تأسيس النادي في عام 1902، أخذ الفريق يستخدم بعض الملاعب البسيطة في مدريد للعب المباريات، حتى انتقل أول ملعب خاص به وهو ملعب «أودونل – O'Donnell» في عام 1912. وظلّ الفريق يستخدم ذات الملعب في استضافة المباريات التي تقام على أرضه مدة أحد عشر عاما. وبعد تلك الفترة، انتقل الفريق لملعب Ciudad Lineal مؤقتًا، وكان الأخير صغيرًا. ولا يستقبل سوى نحو 8,000 مشجع. ومن ثم انتقل الفريق أول ملعب تملّكه وهو ملعب تشيرمارتين الذي افتُتِح بتاريخ 17 مايو 1923 بمباراة ضد نيوكاسل يونايتد الإنجليزي. وفي هذا الملعب، الذي يتسع لنحو 22,500 متفرج، احتفل فريق ريال مدريد بأول بطولة دوري.
وبعد العديد من النجاحات، انتُخب سانتياغو بيرنابيو رئيساً للنادي في عام 1943، وقرر الرئيس الجديد أن ملعب تشيرمارتين ليس بقدر طموحات النادي فأمر ببناء ملعب جديد. وتمّ بناء الملعب الجديد في 14 ديسمبر 1947. والملعب الجديد، الذي يحمل حالياً اسم ملعب سانتياغو بيرنابيو، لم يمنح هذا الاسم إلا عام 1955. وأول مباراة أقيمت في الملعب كانت بين ريال مدريد والنادي البرتغالي بلينينسيش وذلك في حفل افتتاحه، وانتهت بفوز الفريق الملكي بنتيجة 3–1، وكان أول هدف في الملعب من نصيب لاعب ريال مدريد سابينو بارينغا.
زِيدت القدرة الاستيعابية للملعب زيادة كبيرةً حتى وصلت لأكثر من 120,000 متفرج بعد توسعة عام 1953. وبعد فترة طويلة خُفضت القدرة الاستيعابية نظراً للتحديثات التي عُملت للملعب، وفي موسم 1998–99 قُلّصت القدرة الاستيعابية للملعب بعد توفير مقاعد مكان الأماكن غير المتوفرة بها وذلك تطبيقاً لتعليمات الاتحاد الأوروبي التي تنص أن تكون الملاعب مهيئة بجميع وسائل السلامة واستبدال أماكن الوقوف بمقاعد لكي تكون مهيئة لاستقبال البطولات القارية. وآخر تحديث للملعب كان بإضافة خمسة آلاف مقعد كي تصل بذلك القدرة الاستيعابية الحالية للملعب إلى 80,400، وهي السعة الحالية، وكان ذلك عام 2003. وهناك خطة مستقبلية كُشف عنها ومن أهم نقاطها تغطية الملعب بسقف متحرك.
استضاف ملعب سانتياغو بيرنابيو عدداً من المباريات والنهائيات أهمها نهائي كأس العالم عام 1982، ونهائي بطولة أمم أوروبا عام 1964. وعلى مستوى الأندية استضاف نهائيات بطولة دوري أبطال أوروبا لأعوام 1957 و1969 و1980. وكذلك اُختِير الملعب لاستضافة نهائي دوري أبطال أوروبا عام 2010. وحالياً رفع الاتحاد الأوروبي لكرة القدم تصنيف الملعب من خمس نجوم إلى أعلى تصنيف تمنحه المنظمة تحت اسم الملعب الفخري.
في 9 مايو 2006، افتُتح ملعب جديد في مدينة ريال مدريد الرياضية أطلق عليه اسم أحد أهم اللاعبين الذي سطروا أسماءهم بأحرف من ذهب في تاريخ ريال مدريد وهو ألفريدو دي ستيفانو. وهذا الملعب يستخدم غالباً لتمارين الفريق ويستضيف أيضاً مباريات أكاديمية ريال مدريد ومباريات ريال مدريد كاستيا. وافتُتح الملعب بإجراء مباراة ضد فريق ستاد دي ريميس الفرنسي، كإعادة لذكريات لقائات الفريقين في أول نهائي لبطولة دوري أبطال أوروبا عام 1956، وانتهى اللقاء بفوز ريال مدريد بنتيجة 6–1. سجل أهداف الريال كل من سيرجيو راموس، أنتونيو كاسانو (هدفين)، روبيرتو سولدادو (هدفين)، وهدف لخورادو. والملعب يعتبر حاليا ضمن مدينة ريال مدريد الرياضية، والمنشأة الجديدة لتمارين الفريق تقع خارج حدود مدينة مدريد في منطقة تسمى فالديبابيس. يمكن للملعب استيعاب ما يقارب 5,000 متفرج.

### ملعب ألفريدو دي ستيفانو
ملعب ألفريدو دي ستيفانو هو ملعب افتُتِح في 9 مايو 2006، يقع في مدينة ريال مدريد الرياضية وسُمي بأحد أهم اللاعبين الذي سطروا أسمائهم بأحرف من ذهب في تاريخ ريال مدريد وهو ألفريدو دي ستيفانو. وهذا الملعب يستخدم غالباً لتمارين فريق ريال مدريد وأيضاً يستضيف مباريات أكاديمية ريال مدريد ومباريات ريال مدريد كاستيا.
والملعب يعتبر حاليا ضمن مدينة ريال مدريد الرياضية، والمنشأة الجديدة لتمارين الفريق تقع خارج حدود المدينة مدريد في منطقة تسمى فالديبابيس. والملعب يمكنه استيعاب ما يقارب 5,000 متفرج. لمن في عام 2012 نصبت مدرجات جديدة لتصبح الطاقة الاستيعابية 8.400 متفرج.
وافتُتح الملعب بإجراء مباراة ضد فريق ستاد دي ريميس الفرنسي، كإعادة لذكريات لقائات الفريقين في أول نهائي لبطولة دوري أبطال أوروبا عام 1956، وانتهى اللقاء بفوز ريال مدريد بنتيجة 6–1. سجل أهداف الريال كل من سيرجيو راموس، أنتونيو كاسانو (هدفين)، روبيرتو سولدادو (هدفين) وهدف لخورادو.

### ملعب تشامارتن
ملعب تشامارتن كان ملعب متعدد الاستخدامات يقع في مدريد، إسبانيا. كان يستعمل من نادي ريال مدريد قبل الانتقال للملعب الحالي ملعب سانتياغو بيرنابيو في عام 1947. الملعب كان يستقبل ما يقارب 22,500، متفرج وقد افتُتِح في 17 مايو 1923.

## إحصائيات

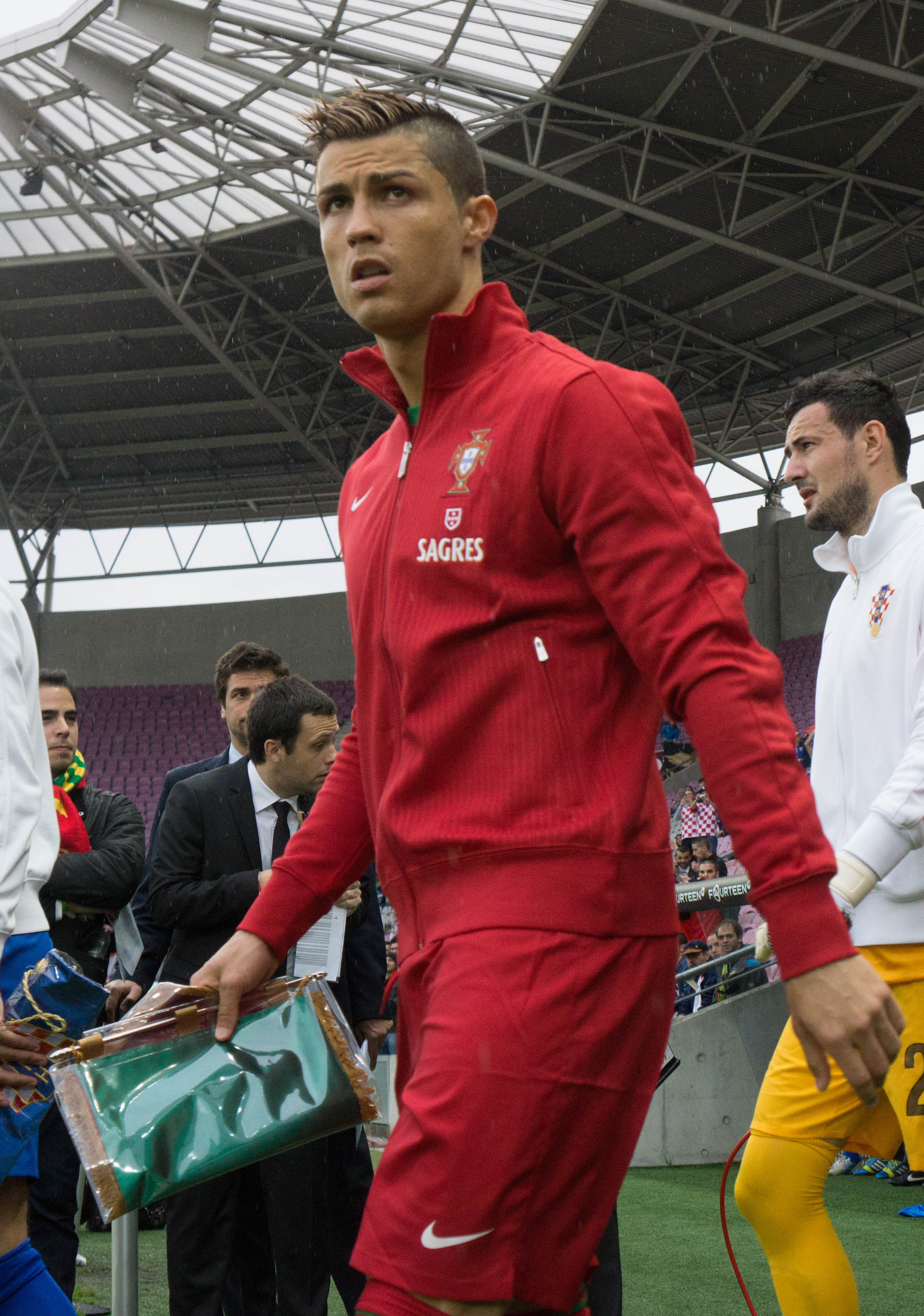
كريستيانو رونالدو من أهم لاعبي ريال مدريد عبر التاريخ وهدافه التاريخي

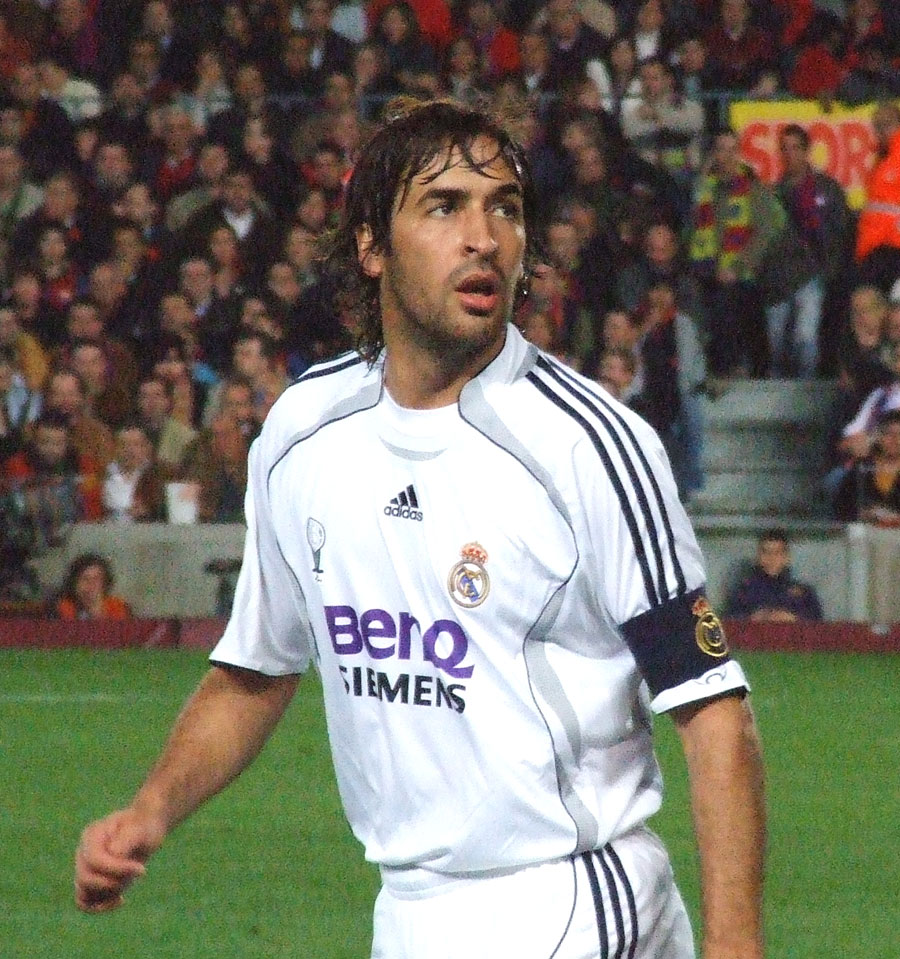
يُعد راؤول غونزاليس أكثر اللاعبين لعباً للمباريات (741 مباراة) وثالث أكثر اللاعبين تسجيلاً للأهداف (323 هدفًا).

حقق راؤول غونزاليس رقما قياسيّا كونه أكثر اللاعبين لعباً للمباريات الرسمية مع ريال مدريد، حيث لعب 741 مباراة مع الفريق الأول بين أعوام 1994 و2010. ويأتي إيكر كاسياس في المركز الثاني، حيث لعب 725 مباراة مع ريال مدريد.
كريستيانو رونالدو هو أكثر اللاعبين تسجيلاً للأهداف، إذ أنه حقق 450 هدفاً في جميع المسابقات الرسمية وذلك خلال الفترة الممتدة من عام 2009 إلى عام 2018.
حصد ريال مدريد العديد من الأرقام القياسية، وأكثرها هو الفوز بالدوري المحلي 36 مرة وأيضًا الفوز بالدوري بصورة متتالية خلال 5 سنوات في مناسبتين خلال أعوام 1961–65 و1986–90.
حصل ريال مدريد على الرقم القياسي بإحرازه لقب بطل أكبر بطولة أوروبية (دوري أبطال أوروبا) 15 مرة، وأيضا فقد حقق رقما قياسيّا في لعب الدور نصف النهائي 33 مرة.

## المشجعون
يُسيطر المشجعون حاجزي المقاعد موسميًا على أغلب الملعب خلال معظم المباريات المحلية، ويُقدّر عدد هؤلاء المشجعين بنحو 68,670 شخص. يُلاحظ أنه كي يصبح المرء من حملة التذاكر الموسمية، عليه أولاً أن يكون عضوًا في النادي، أو ما يُعرف باسم socio، وبالإضافة إلى الأعضاء، يتمتع النادي بقاعدة مشجعين واسعة في إسبانيا وحول العالم، يُشكلون 1,800 مجموعة. حصد ريال مدريد أعلى متوسط نسبة حضور في تاريخ كرة القدم الإسبانية، وعادةً ما تجتذب مبارياته ما يزيد عن 65,000 متفرّج إلى ملعب سانتياغو بيرنابيو. واحتل المرتبة الثانية بين أكثر الفرق الإسبانية تأييدًا من الجماهير في موسم 2004–05، إذ بلغ معدل نسبة الحضور إلى مبارياته 71,900 متفرّج. يُعرف أكثر مشجعي ريال مدريد تشددًا باسم Ultras Sur، وهؤلاء يُعتبرون مجموعة يمينية متطرفة، وقد عقدوا ما يُشبه التحالف مع مجموعات يمينية أخرى أبرزها تلك التابعة لنادي لاتسيو الإيطالي، المعروفة باسم Irriducibili، وقد قاموا في عدّة أحيان بالتعرض للاعبين وإهانتهم بسبب عرقيتهم أو لون بشرتهم، الأمر الذي جعل الاتحاد الأوروبي لكرة القدم يحقق معهم ويفرض عليهم بعض العقوبات.

## المنافسات

### الكلاسيكو

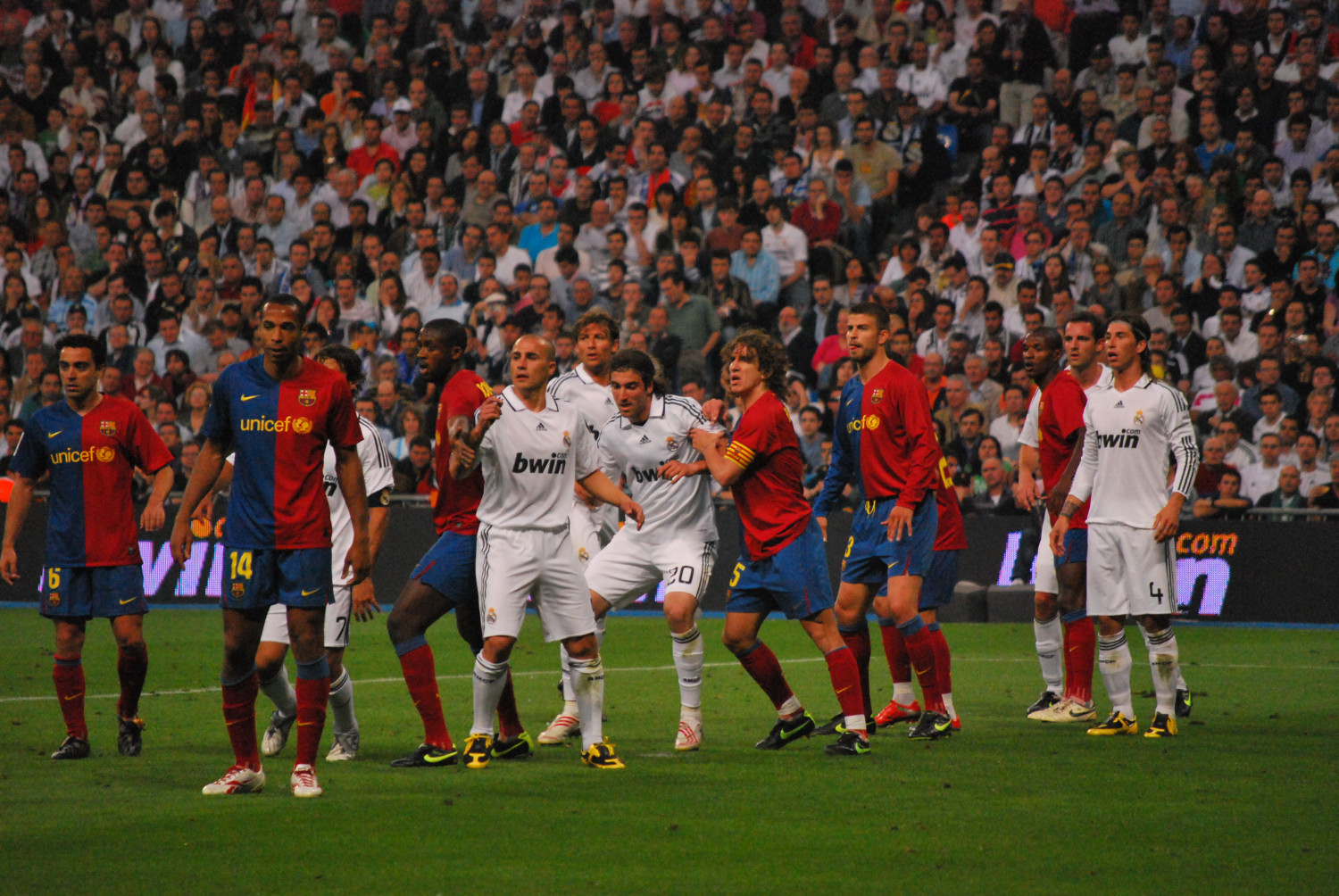
لقطة لأحدى مباريات الكلاسيكو.

الكلاسيكو (بالإسبانية: El Clásico) (بالكتالونية: El Clàssic)، هي مباراة ديربي في رياضة كرة قدم، بين قطبي الكرة الإسبانية نادي ريال مدريد ونادي برشلونة، وهي إحدى صور التنافس بين أكبر وأهم ناديين في العاصمة الإسبانية مدريد ومدينة برشلونة، المدينتان الأكبر في إسبانيا. تطلق كلمة الكلاسيكو على المباريات التي تجمع الفريقين في ضمن منافسات الدوري الإسباني، لكن في الوقت الحاضر، أصبحت أي مباراة تجمعهما تعرف باسم الكلاسيكو، سواء أكانت البطولة كأس ملك إسبانيا أو دوري أبطال أوروبا أو غيرها. تُمثل هذه المباراة صراع بين أكبر مدينتين في إسبانيا، وفي بعض الأحيان يشار إليه كصراع سياسي بين المدينتين، بين العاصمة مدريد والتي ينظر لها أنها حاملة لواء القومية الإسبانية، وبين مدينة برشلونة حاملة لواء القومية الكتلونية.
وهي المباراة الأكثر مشاهدة بالعالم، حيث يصل عدد المشاهدين إلى مئات الملايين، ففي المباراة التي جرت في شهر مارس 2014، وصل عدد المشاهدين إلى 400 مليون مشاهد. فهذا الديربي من أشهر الديربيات الأوروبية بل العالمية، فهو يمثل صراعاً بين فريقين حصدوا مجتمعين على 15 بطولة دوري أبطال أوروبا، و55 بطولة دوري محلي. وغالبًا ما تتخذ المنافسة بين أقوى فريقين محليين لكرة القدم طابعًا حادًا، وهذا يصدق كثيرًا على أقوى فريقين إسبانيين، ألا وهما ريال مدريد وبرشلونة، اللذان تُعرف مبارياتهما باسم «الكلاسيكو» أو «المباريات التقليدية». كان كل من هذين الناديين يُعتبر ممثلاً لمنطقتين متخاصمتين منذ نشأة بطولات كرة القدم في إسبانيا، وبالتحديد منطقتا قطلونيا وقشتالة، كما المدينتين اللتان أعطتهما اسمهما. يعتبر البعض أن هذه الخصومة تعكس التوتر السياسي والثقافي بين القطلونيين والقشتاليين، الأمر الذي يراه أحد الكتّأب بمثابة إعادة تجسيد للحرب الأهلية الإسبانية.

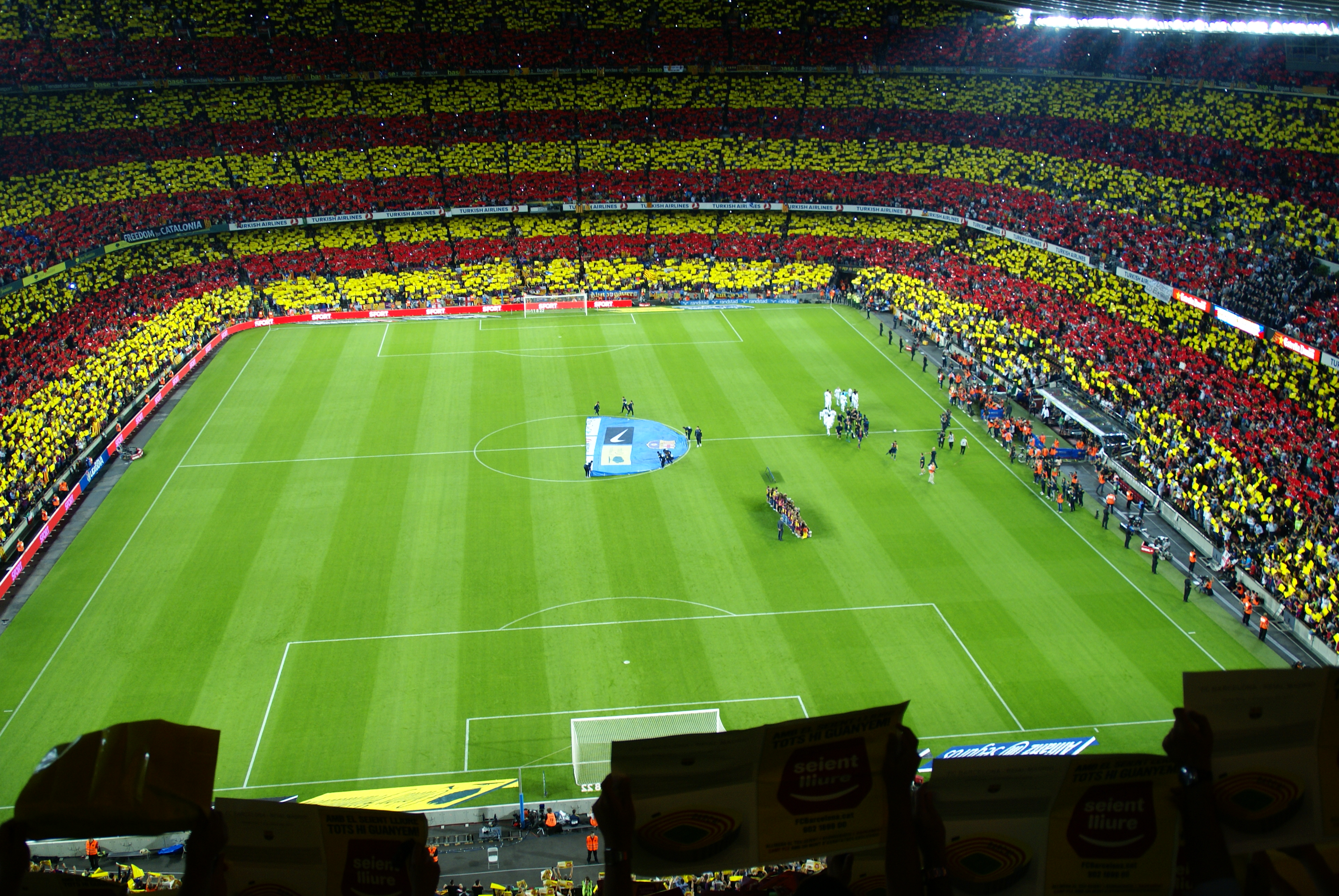
لقطة لجمهور نادي برشلونة في مباراة الكلاسيكو.

خلال عهد الحكم الديكتاتوري لكل من بريمو دي ريفيرا وفرانسيسكو فرانكو، قُمعت جميع المظاهر الثقافية الإقليمية في البلاد، كما حُظر استخدام جميع اللغات المنطوقة البلدية عدا الإسبانية، الأمر الذي جعل سكّان الأقاليم ناقمون وتواقون إلى الحرية، وأصبحوا يجلّون رموزهم الثقافية أكثر من ذي قبل، فأصبح نادي برشلونة بالنسبة للكتالونيين «أكثر من مجرّد ناد» (بالإسبانية: Més que un club)، ويقول الكاتب والصحفي مانويل فاسكيز مونتلبان، أن أفضل الطرق التي كان الكتالونيون يُعبرون فيها عن هويتهم، كانت بالانضمام إلى نادي برشلونة، فقد كان هذا الأمر أقل خطورة من انضمامهم إلى أي جمعية سرية مناهضة لحكم فرانكو، الأمر الذي سمح لهم بالتعبير عن رغبتهم بالانشقاق عن باقي البلاد بأسلوب هادئ.

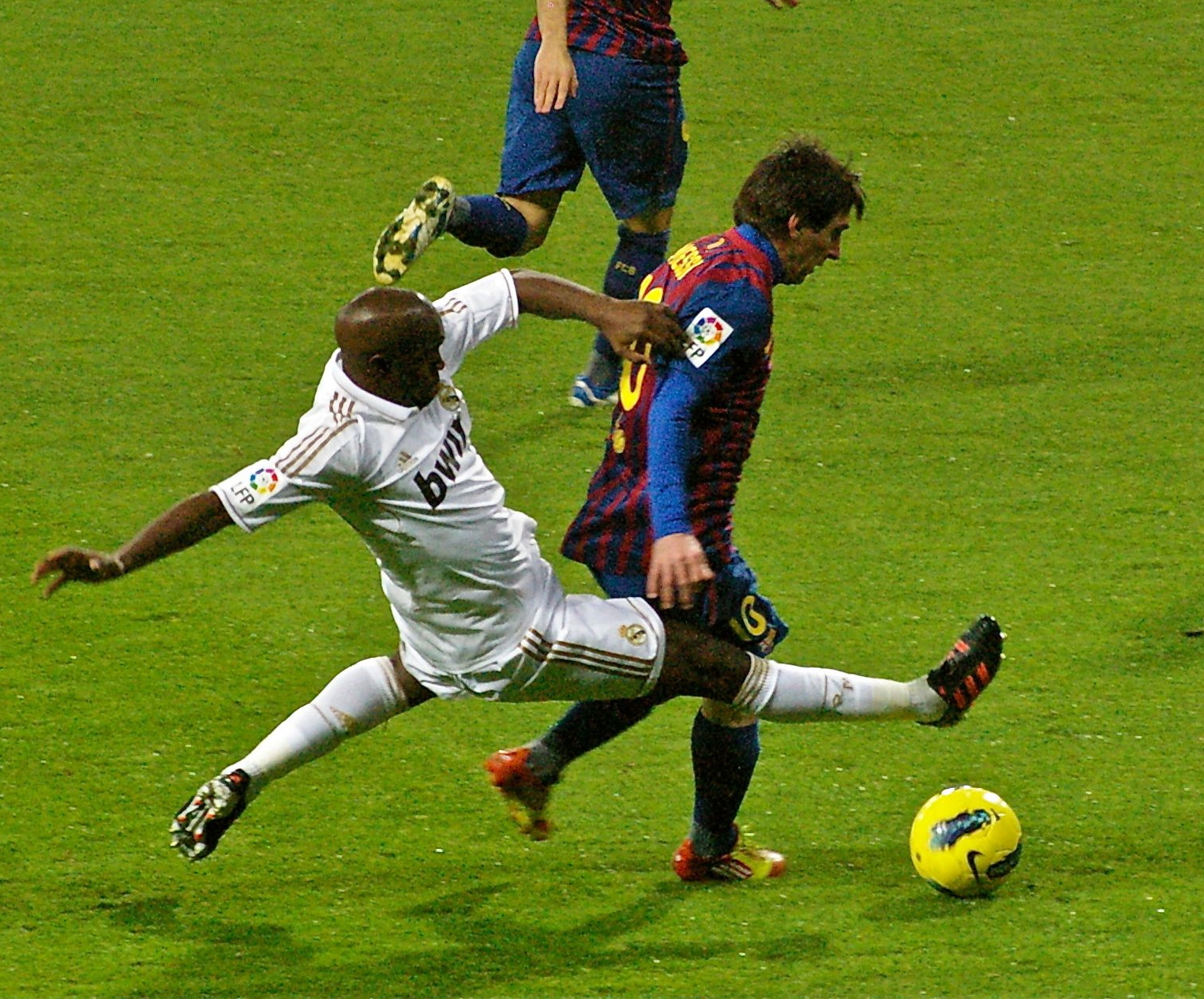
تنافس حاد على الكرة بين ليونيل ميسي لاعب نادي برشلونة، ولاسانا ديارا لاعب نادي ريال مدريد في مباراة كلاسيكو ديسمبر 2011.

بالمُقابل، كان يُنظر إلى ريال مدريد على أنه تجسيد للنظام الشمولي الفاشستي على كافة مستوياته: بدأً من المستوى الإداري وحتى أصغر لاعب احتياطي. لكن على الرغم من ذلك، فقد ذاق بعض لاعبي الفريقين، مثل جوسب سونال ورفائيل سانشيز جويرا، الأمرّين على يد بعض مؤيدي فرانكو. تفاقمت حدّة المنافسة خلال عقد الخمسينيات من القرن العشرين، عندما ثار جدالاً يتعلق بنقل ألفريدو دي ستيفانو، الذي لعب لصالح ريال مدريد وكان سببًا في تحقيقهم عدد من الانتصارات المتوالية. شهد عقد الستينيات ظهور هذه المنافسة على الساحة الأوروبية، عندما التقى الفريقان مرتين في جولات خروج المغلوب بكأس أوروبا. وفي عام 2002، التقى الفريقان في مباراة أطلقت عليها وسائل الإعلام الإسبانية تسمية «مباراة القرن»، وحضرها ما يزيد عن 500 مليون متفرّج.
أقيم أول لقاء بين الفريقين بتاريخ 13 مايو 1902، ضمن منافسات كأس كوروناسيون، بالعاصمة مدريد، وانتهى بفوز نادي برشلونة بنتيجة 3–1. بينما أول لقاء رسمي جمعهما كان كأس ملك إسبانيا 1916، وتحديداً في يوم 26 مارس 1916، وانتهى لصالح نادي برشلونة بنتيجة 3–1. بينما أول مباراة جمعت بين الفريقين في مسابقة الدوري كانت في 17 فبراير 1929، وانتهت بفوز ريال مدريد بنتيجة 2–1. يمتلك نادي ريال مدريد الرقم الأكبر في عدد مرات الفوز في اللقاءات الرسمية التي جمعت الفريقين، فتواجه الفريقان في 232 لقاءاً رسمياً، فاز ريال مدريد في 93 لقاء، بينما فاز نادي برشلونة في 91 لقاءً، وتعادل الفريقان في 48 لقاء. وهم جنباً إلى جنب مع نادي أتلتيك بيلباو، الفرق الوحيدة التي لم تهبط إلى الدوري الدرجة الثانية منذ تأسيسيها. وللكلاسيكو أسماء عديدة أهمها كلاسيكو الأرض، وكلاسيكو الكرة الأرضية. ومن ناحية أخرى يُعتبر كل من نادي برشلونة وريال مدريد من الفرق المؤسسة لمجموعة جي–14 للأندية القيادية الأوروبية، التي ألغيت حاليّا واستبدلت برابطة الأندية الأوروبية.
آخر تحديث 11 مايو 2025.
|                   | المواجهات | الفوز   | الفوز      | التعادل | الأهداف | الأهداف    |         | الفوز في الديار | الفوز في الديار | التعادل في الديار | التعادل في الديار | الفوز خارج الديار | الفوز خارج الديار |
| ريال مدريد        | المواجهات | برشلونة | ريال مدريد | التعادل | برشلونة | ريال مدريد | برشلونة | ريال مدريد      | برشلونة         | ريال مدريد        | برشلونة           |                   |                   |
| ----------------- | --------- | ------- | ---------- | ------- | ------- | ---------- | ------- | --------------- | --------------- | ----------------- | ----------------- | ----------------- | ----------------- |
| الدوري الإسباني   | 190       | 79      | 76         | 35      | 307     | 309        | 55      | 52              | 15              | 20                | 23                | 24                |                   |
| كأس التتويج       | 1         | 0       | 1          | 0       | 1       | 3          | 0       | 0               | 0               | 0                 | 0                 | 0                 |                   |
| كأس ملك إسبانيا   | 38        | 13      | 17         | 8       | 71      | 71         | 5       | 7               | 5               | 3                 | 5                 | 6                 |                   |
| كأس الدوري        | 6         | 0       | 2          | 4       | 8       | 13         | 0       | 1               | 2               | 2                 | 0                 | 1                 |                   |
| السوبر الإسباني   | 18        | 10      | 6          | 2       | 40      | 29         | 6       | 4               | 1               | 1                 | 2                 | 0                 |                   |
| دوري أبطال أوروبا | 8         | 3       | 2          | 3       | 13      | 10         | 1       | 1               | 2               | 1                 | 2                 | 1                 |                   |
| جميع المنافسات    | 261       | 105     | 104        | 52      | 440     | 435        | 66      | 64              | 25              | 27                | 31                | 32                |                   |
| المباريات الودية  | 36        | 4       | 22         | 10      | 44      | 89         | 2       | 11              | 4               | 6                 | 0                 | 6                 |                   |
| جميع المباريات    | 297       | 109     | 126        | 62      | 484     | 524        | 70      | 75              | 29              | 33                | 31                | 38                |                   |

### ديربي مدريد

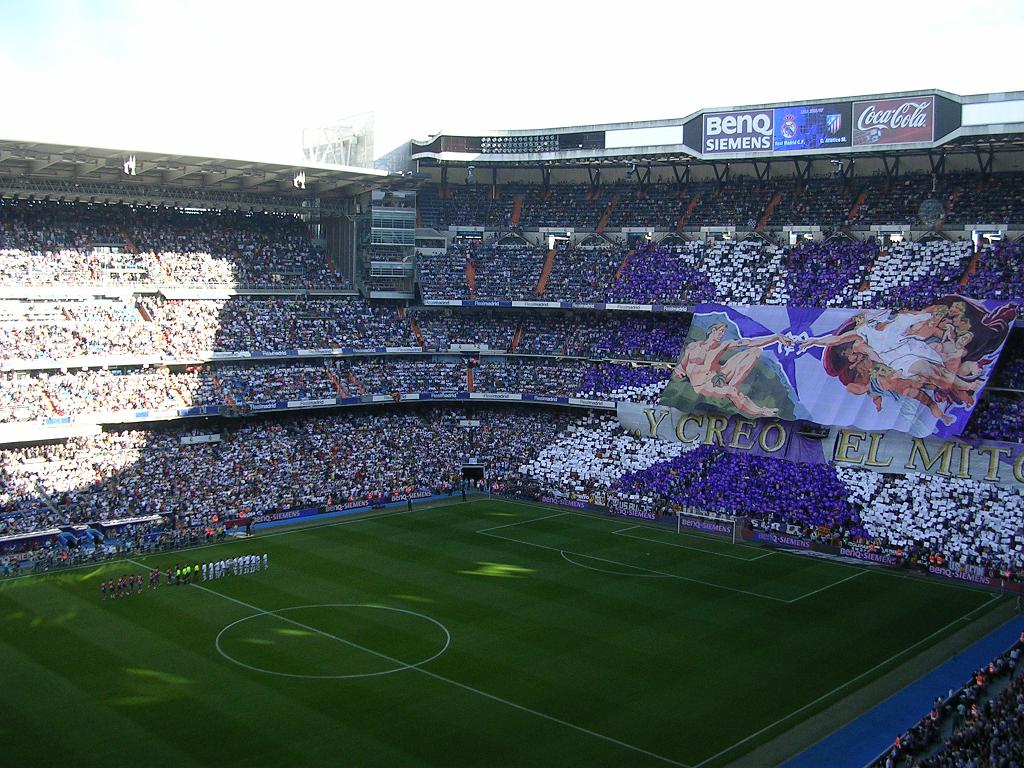
مشجعي ريال مدريد خلال مباراة ديربي مدريد لعام 2006، في ملعب سانتياغو بيرنابيو.

ديربي مدريد (بالإسبانية: El Derbi madrileño) يطلق هذا الاسم على مباراة كرة القدم التي تجمع بين فريقي العاصمة الإسبانية ريال مدريد وأتلتيكو مدريد ، حيث يعدّ الناديين ذو هوية متناقضة تاريخياً، فدائماً ما كان ينظر للريال على أنه نادي الطبقة الغنية والإنجازات بينما كان الأتليتكو فريق الطبقة العاملة والمتمردة، كما أن أتليتيكو كان الفريق المفضل من قبل نظام فرانكو في بداياته بسبب ارتباطه بالقوى العسكرية الجوية، إلا أنه لاحقاً ومنذ مطلع الخمسينيات توجه النظام لدعم وتفضيل الريال. وقد سعى فرانكو حينها إلى الكسب السياسي من خلال إنجازات الريال الأوروبية في الوقت التي كانت تفرض فيه العزلة الدولية على إسبانيا حيث قال أحد الوزراء الإسبان في ذلك الوقت: «الريال هو أفضل سفارة قد حظينا بها»، وقد أدى هذا التفضيل للريال مع الوقت إلى تأثير كبير على ثقافة العاصمة الإسبانية الكروية حيث تولدت عداوة كبيرة بين الناديين ومن وقتها أصبح مشجعوا الأتليتيكو يغنون «مدريد، مدريد، فريق الحكومة وعار البلاد».
أكثر النوادي مجاورةً لريال مدريد هو نادي أتليتيكو مدريد، الذي تسود بين مشجعيه ومشجعي ذاك الأول منافسة حادة. تأسس نادي أتليتيكو مدريد على يد ثلاثة تلاميذ باسكيون سنة 1903، لكنه على الرغم من ذلك انضم إليه بعض اللاعبين المنشقين عن نادي مدريد لكرة القدم، الذي أصبح لاحقًا ريال مدريد، عام 1904. من أسباب العداوة التاريخية بين هذين الناديين أن مشجعي الريال هم بأغلبهم من أبناء الطبقة الوسطى. فيما أن مشجعي أتليتيكو من أبناء الطبقة الكادحة، وقد خّفت حدّة المنافسة بسبب هذه الحجة بشكل كبير حاليًا. تقابل الفريقان لأول مرة بتاريخهما في 21 فبراير سنة 1929، بمباراة اعتبرت أول ديربي في الدوري الإسباني، انتهت لصالح الريال بنتيجة 2–1. حصدت هذه المنافسة انتباه محبي كرة القدم خارج إسبانيا لأول مرة في عام 1959، خلال دوري أبطال أوروبا، عندما تقابل الفريقان في المباراة نصف النهائية، التي جاءت لصالح الريال بنتيجة 2–1. غير أن أتليتيكو عادوا وثأروا لهزيمتهم عندما هزموا الريال في مبارتين نهائيتين في بطولة كأس ملك إسبانيا عاميّ 1960 و1961 على التوالي.

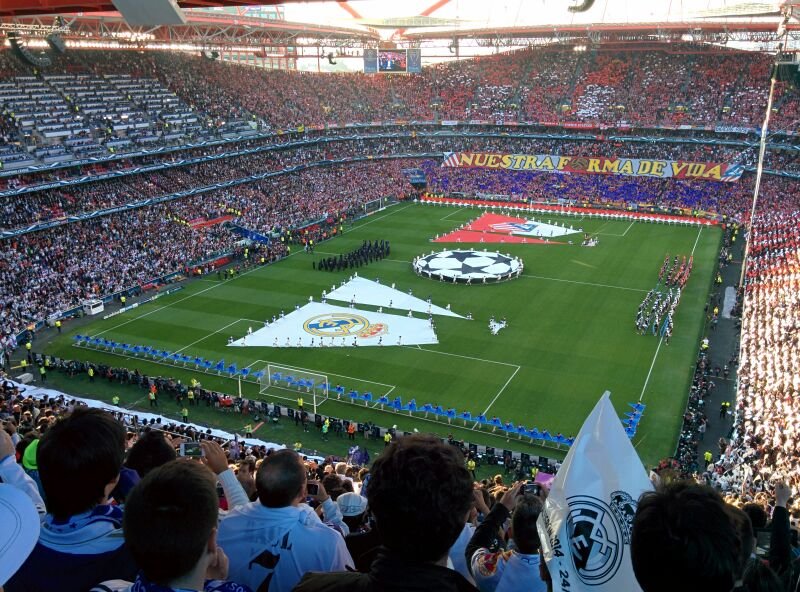
جانب من مباراة الفريقين في نهائي دوري أبطال أوروبا عام 2014.

خلال الفترة الممتدة من عام 1961 حتى عام 1989، أي عندما سيطر ريال مدريد على الدوري الإسباني، وحده نادي أتليتيكو مدريد كان القادر على التصدي له وتكبيده بعض الخسائر، كما فعل حين فاز عليه ببطولة الدوري في أعوام: 1966، 1970، 1973، و 1977. وفي عام 1965 استحال أتليتيكو أوّل ناد يهزم الريال في ملعب سانتياغو بيرنابيو منذ ثماني سنوات. أما حاليًا فإن نتائج أغلب المباريات بين الناديين تُظهر تفوقًا ملحوظًا للريال، فعلى سبيل المثال، هزم الأخير منافسه بنتيجة 0–4 خلال موسم 2002–03، وذلك في ملعب فيسينتي كالديرون.
مؤخراً عانى أتليتيكو مدريد بشكلٍ كبير في مباريات الديربي حيث لم يمكن من الفوز في الديربي لمدة 14 سنة، إلا أنه استطاع كسر هذه الفترة السلبية بفوزه على الريال على ملعبه في 17 مايو 2013 في نهائي كأس الملك الإسباني، ليعاود الانتصار مجدداً في 28 سبتمبر 2013 بنتيجة 1–0 في البرنابيو أيضاً لكن هذه المرة ضمن منافسات الدوري الإسباني.

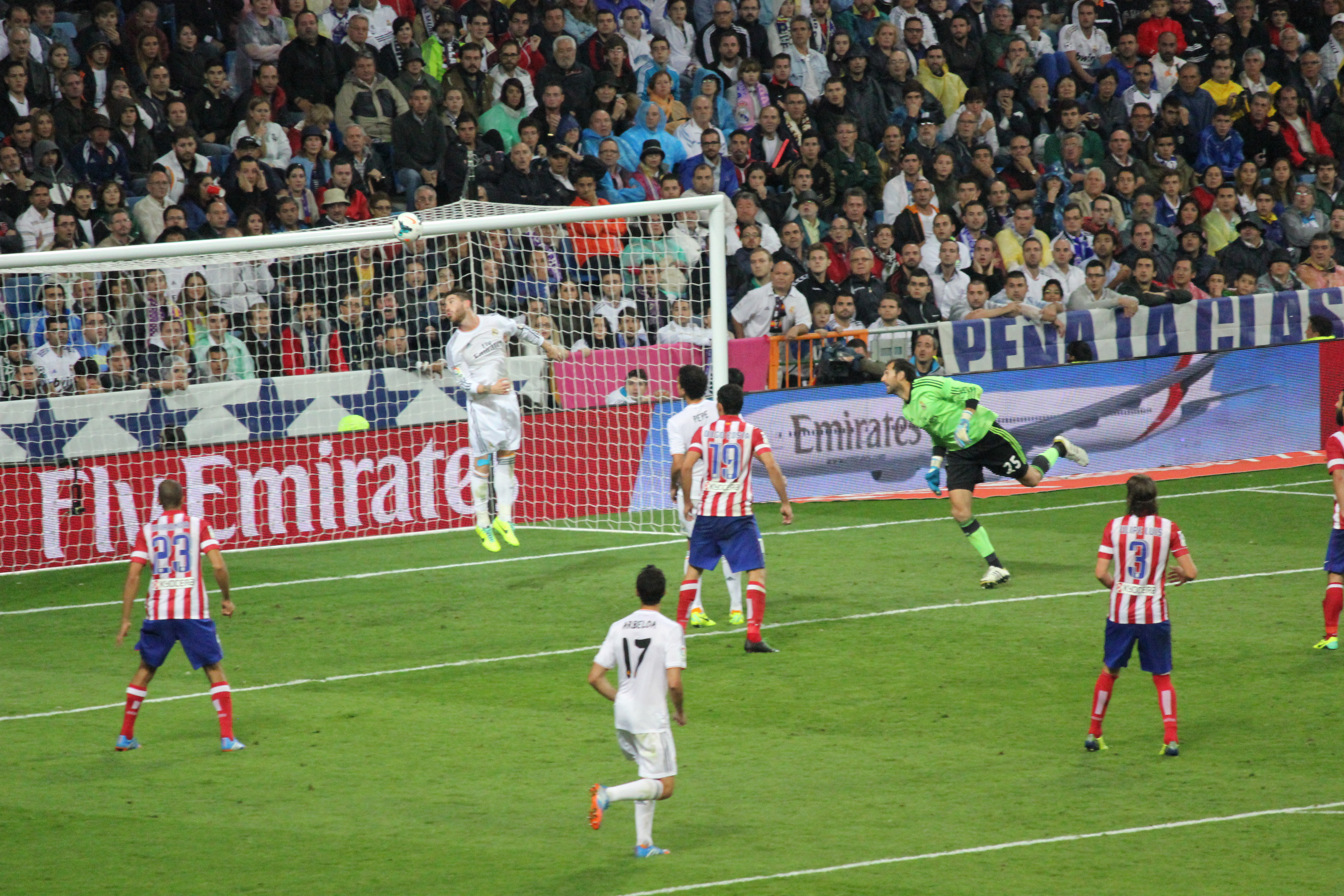
جانب من مباراة ديربي مدريد في سبتمبر 2013.

أقيم أول لقاء بين الفريقين في عام 1923 ضمن مسابقة كأس ملك إسبانيا، وانتهى بفوز نادي ريال مدريد بنتيجة 3–0. يمتلك نادي ريال مدريد الرقم الأكبر في عدد مرات الفوز في اللقاءات الرسمية التي جمعت الفريقين، حيث تواجه الفريقان في 277 لقاءاً رسمياً، ريال مدريد هيمن فيها نادي ريال مدريد تاريخياً على جاره محققاً الفوز في 145 لقاء، بينما فاز نادي أتليتيكو مدريد في 69 لقاءً، وتعادل الفريقان في 63 لقاء. ويعدّ فوز أتليتيكو مدريد بنتيجة 5–0 على ريال مدريد في موسم 1947–1948 أكبر فوز حققه أتليتيكو مدريد على الريال، بينما حقق ريال مدريد النتيجة في مناسبتين موسم 1958–1959 وموسم 1983–1984. من ناحية تسجيل الأهداف، يعدّ لاعب ريال مدريد البرتغالي كريستيانو رونالدو أكثر من سجل في تاريخ الديربي برصيد 18 هدفاً، بينما أكثر من سجل من نادي أتليتيكو مدريد هو باكو كامبوس، بعدما تمكن من إحراز 12 هدفًا. أما من ناحية المشاركة في الديربي، يعدّ مانويل سانشيز أكثر لاعب شارك من ريال مدريد في الديربي برصيد 42 مباراة، بينما يعدّ ألديرادو أكثر اللاعبين ظهورا قي لقاءات الديربي من جانب أتليتيكو مدريد من خلال خوضه 35 مباراة. يذكر أن أسرع هدف تم تسجيله في ديربي مدريد بمنافسات الدوري الإسباني كان عن طريق رونالدو البرازيلي بعد 14 ثانية فقط من بداية المباراة في 23 مارس 2003 وإنتهت وقتها المباراة بفوز ريال مدريد بهدفين مقابل لا شئ.
آخر تحديث 12 مارس 2025.
| المنافسة            | المواجهات | الفوز      | الفوز         | التعادل | الأهداف    | الأهداف       |
| المنافسة            | المواجهات | ريال مدريد | أتلتيكو مدريد | التعادل | ريال مدريد | أتلتيكو مدريد |
| ------------------- | --------- | ---------- | ------------- | ------- | ---------- | ------------- |
| الدوري الإسباني     | 176       | 91         | 41            | 44      | 302        | 226           |
| كأس الملك           | 44        | 18         | 12            | 14      | 62         | 50            |
| كأس الدوري الإسباني | 4         | 1          | 2             | 1       | 7          | 7             |
| السوبر الإسباني     | 4         | 1          | 1             | 2       | 6          | 5             |
| دوري أبطال أوروبا   | 11        | 6          | 3             | 2       | 16         | 9             |
| كأس السوبر الأوروبي | 1         | 0          | 1             | 0       | 2          | 4             |
| مجموع الكلي         | 240       | 117        | 60            | 63      | 395        | 301           |

## الملكية والشؤون المالية
خلال العهد الأول لفلورنتينو بيريز (2000–2006)، عبّر النادي عن طموحه في أن يُصبح أثري أندية كرة القدم المحترفة في العالم. فأقدم على التنازل عن بعض أراضي تدريبه لصالح بلدية مدريد عام 2001، وباع ما تبق منها إلى أربع شركات: ريبسول YPF، شركة مبادلة السيارات المدريدية، ساسير فاليرموسو، وشركة OHL. ساعدت تلك البيوع على سداد كافة ديون النادي، مما مهد الطريق أمامه لشراء بعض أثمن اللاعبين في العالم، مثل: زين الدين زيدان ولويس فيغو ورونالدو وديفيد بيكهام. كانت بلدية مدريد قد قامت بتخصيص أراضي تدريب الفريق السابقة لإنشاء مشاريع تنموية مختلفة، فارتفع ثمنها، ومن ثم قامت بشرائها، وكان من نتيجة هذه العملية أن قامت المفوضية الأوروبية بفتح تحقيق للتأكد مما إذا كانت البلدية سيئة النية، وقامت بهذه الخطوة كي تضمن ارتفاع ثمن الأراضي بعد شرائها إياها، الأمر الذي قد يُعتبر شكلاً من أشكال التدليس.
كانت ديون النادي تصل إلى 270 مليون يورو قبل أن يقوم ببيع تلك الأراضي سالفة الذكر، وبعد أن أوفيت كلها، شرعت الإدارة تصرف المال بسخاء كبير، الأمر الذي كان من نتيجته استقطاب أسماء لامعة في عالم كرة القدم إلى ريال مدريد، كما خُصص مبلغ عظيم لبناء مجمّع تدريب فريد من نوعه على أطراف المدينة. تعرّض النادي لانتقادات كثيرة بفعل تركيزه على تسويق العلامات التجارية المرتبطة باسم النادي، بدلاً من تطوير مهارات وقدرات اللاعبين، على الرغم من أن سياسة بيريز ولّدت نجاحًا ماليًا عظيمًا خصوصًا في السوق الآسيوي.
كان ريال مدريد يُعتبر، بحلول شهر سبتمبر من عام 2007، أغنى نوادي كرة القدم الأوروبية، كما احتل المرتبة الثانية بين أثمن النوادي في عام 2008، حيث وصلت قيمته إلى 951 مليون يورو (640 مليون جنيه استرليني / 1.285 مليار دولار أمريكي)، ولم يتفوق عليه إلا مانشستر يونايتد، الذي بلغت قيمته 1.333 مليار يورو (900 مليون جنيه استرليني). تربّع ريال مدريد على عرش أثمن النوادي من حيث دورة رأس المال حول العالم في عام 2010، وكانت الإدارة قد أعلنت قبل ذلك عن رغبتها في افتتاح مدينة ملاهي خاصة بها بحلول عام 2013.
أظهرت دراسة أجرتها جامعة هارفرد أن ريال مدريد هو أحد أهم العلامات التجارية في العالم، بين 20 علامة تجارية أخرى، كما ظهر أنه العلامة التجارية الوحيدة التي يعرف الناس أسماء مدراءها التنفيذيين واللاعبين الذين ترتبط بهم، حق المعرفة، وقد قُدّر عدد الأشخاص الذين يُتابعون أخبار النادي ومنتجاته وكل ما يتعلق به بنحو 287 مليون نسمة حول العالم. قامت مجلة فوربس بتقدير قيمة ريال مدريد في عام 2010، بالاستناد إلى أرقام وإحصاءات ترجع لموسم 2008–09، فتبيّن أنها تُقارب 992 مليون يورو (1,323 مليون دولار أمريكي)، الأمر الذي وضع النادي آنذاك في المرتبة الثانية بعد مانشستر يونايتد. كذلك هناك بحث آخر أجرته شركة ديلويت توش توهماتسو جاء فيه أن إيرادات ريال مدريد بلغت خلال نفس الفترة 401 مليون يورو، مما يضعه في مقدمة النوادي المحترفة من حيث قيمة الإيرادات.
حالياً يعتبر ريال مدريد الأعلى قيمة بين أندية كرة القدم إذ تبلغ قيمته 3263 مليون دولار أمريكي وفق قائمة فوربس لسنة 2015، وأظهرت قائمة ديلويت أن إيرادات النادي لموسم 2014–15 بلغت 577 مليون يورو وحافظ النادي على موقعة في الطليعة كأكثر أندية كرة القدم تحقيقاً للإيرادات.
يُعتبر ريال مدريد جمعيةً مسجلة، مثله في ذلك مثل نادي برشلونة وأتلتيك بلباو وأوساسونا، والجمعية المسجلة تختلف عن الشركة المحدودة من ناحية أن المنتمي إليها لا يُعتبر مالكًا لأي سهم، بل هو حامل عضوية فقط لا غير. يُشكل أعضاء هذه الجمعية مجلسًا من المندوبين هو الهيئة المنظمة للنادي، وقد أظهر إحصاء في عام 2010 أن عدد أعضاء الجمعية بلغ 60,000 شخص.
وفي يوليو 2024 كشف ريال مدريد عن إيراداته للسنة المالية 2023-24 حيث تجاوزت المليار يورو خلال موسم واحد، وبذلك يكون نادي ريال مدريد أول نادي في التاريخ يحقق تلك الإيرادات.

## في الثقافة العامة

فيلم الهدف 2.

اختير ريال مدريد ليكون النادي الرئيسي في الجزء الثاني من ثلاثية فيلم «هدف!» حامل عنوان «هدف 2: عيش الحلم»، من عام 2007. يُتابع الفيلم قصة نجم فريق نيوكاسل يونايتد السابق سانتياغو مونييز، عندما يُكتشف ومن ثم يبرم عقدًا مع الفريق في موسم 2005–06. رغب منتجو الفيلم بتسليط الضوء على التغييرات التي طالت حياة مونييز بعد أن انتقل إلى مدريد، وقد تمّ الإنتاج بدعم كامل من الاتحاد الأوروبي لكرة القدم، الأمر الذي سمح لطاقم الفيلم أن يستخدم كثيرًا من اللاعبين في أدوار سينمائية، ومن هؤلاء: إيكر كاسياس وزين الدين زيدان وديفيد بيكهام ورونالدو وروبرتو كارلوس، وغيرهم. كذلك ظهر كل من فلورنتينو بيريز وألفريدو دي ستيفانو، وهما يُقدمان الشخصية الوهمية سانتياغو مونييز إلى باقي أعضاء النادي بعد أن يوقع على العقد.
كذلك، ظهر النادي في فيلم «ريال، الفيلم» من عام 2005، وهو شبه وثائقي يُركز على العشق العالمي لهذا الفريق، ووردت فيه خمسة قصص لمعجبين مختلفين من أماكن مختلفة حول العالم يتحدثون عن إعجابهم بالنادي، بالإضافة لعدّة لقطات للاعبين أثناء تدريبهم الفعلي في مجمّع مدينة ريال مدريد، وأثناء بعض المباريات والمقابلات. ويُركز الفيلم على اللاعبين الغلاكتيكوس تركيزًا واضحًا، مثل ديفيد بيكهام وزين الدين زيدان وراؤول غونزاليس ولويس فيغو ورونالدو وإيكر كاسياس وروبرتو كارلوس، على الرغم من أنه لا يُغفل ذكر كافة أعضاء الفريق. كان الفيلم قد أُُنتج باللغة الإسبانية أساسًا، لكن دُبلج إلى أكثر من لغة بسبب اتساع القاعدة الجماهرية للنادي حول العالم.
يُعد كتاب «العاصفة البيضاء: 100 عام من المدريدي الملكي» (بالإنجليزية: White Storm: 100 years of Real Madrid) من تأليف فيل بول، أوّل كتاب باللغة الإنجليزية يتحدث عن تاريخ ريال مدريد، وقد نُشر في عام 2002، وهو يتحدث عن أهم اللحظات في حياة النادي وأكثر العهود نجاحًا خلال السنوات المائة الأولى من حياته، وقد تُرجم إلى عدّة لغات.

## الإعلام

### قناة ريال مدريد
قناة ريال مدريد (بالإسبانية: Real Madrid TV) هي قناة فضائية تلفزيونية رقمية مشفرة، تأسست في 14 فبراير 1999، وهي تتبع نادي ريال مدريد وتهتم بجميع أخبار النادي وتنتج تقارير وتنقل المباريات وشؤونه، باللغتين الإنجليزية والإسبانية. القناة مملوكة بالكامل من نادي ريال مدريد، وتقع في مجمع مدينة ريال مدريد (بالإسبانية: Ciudad Real Madrid) بمركز تدريب الفريق. يذكر أن القناة حالياً تبث جميع برامجها بصيغة عالية الوضوح (HDTV).

### مجلة هالا مدريد
هالا مدريد (بالإسبانية: Hala Madrid) هي مجلة خاصة بنادي ريال مدريد، وتُصْدَر شهرياً لأعضاء نادي ريال مدريد وحملة بطاقات نادي مدريديستا. عبارة هالا مدريد هي مجلة يصدرها نادي ريال مدريد الإسباني لأعضاء النادي وحاملي البطاقات المشجعين. عبارة هلا مدريد تعني بالإسبانية «إلى الأمام مدريد» أو «هيا مدريد»، وهي عبارة لفظية تشجيعية مُتداولة بين مشجعين النادي، وكذلك هي النشيد الرسمي للنادي. تتضمن المجلة تقارير عن مباريات النادي في الشهر السابق، فضلا عن معلومات عن الفرق الاحتياطية والشباب. وغالبا ما تشمل المجلة مقابلات مع لاعبين، سواء في الماضي والحاضر، وتقوم بتسليط الضوء على المباريات التاريخية للنادي، وعمل التقارير الرياضية فضلا عن آخر مستجدات الفريق.
للمجلة نسختان، النسخة الإلكترونية والتي تعرف باسم مجلة «هلا مدريد» أونلاين (بالإنجليزية: Hala Madrid Online) والتي تُصْدَر شهرياً مجاناً للجميع وغالباً ما تصدر باللغتين. إما النسخة الورقية والتي تعرف باسم مجلة «هلا مدريد» الفصلية (بالإنجليزية: Hala Madrid)، فتُصدر ورقيًا في كل 3 أشهر فقط باللغة الإسبانية. إما بالنسبة للصغار، فرن للمجلة نسخة تعرف باسم مجلة هلا مدريد جونيور (بالإنجليزية: Hala Madrid Junior)، وهي موجهه للجيل الناشئ من مشجعي النادي.

## اللاعبون

### تشكيلة الفريق
آخر تحديث 15 أغسطس 2025.
ملاحظة: تشير الأعلام إلى المنتخب بحسب قواعد الأهلية المعتمدة من قبل الفيفا؛ تنطبق بعض الاستثناءات المحدودة. وقد يحمل اللاعبون أكثر من جنسية لا تعترف بها الفيفا.
| الرقم | البلد      | المركز | اللاعب               |
| ----- | ---------- | ------ | -------------------- |
| 1     | بلجيكا     | حارس   | تيبو كورتوا          |
| 2     | إسبانيا    | مدافع  | داني كارفاخال        |
| 3     | البرازيل   | مدافع  | إيدر ميليتاو         |
| 4     | النمسا     | مدافع  | دافيد ألابا          |
| 5     | إنجلترا    | وسط    | جود بيلينغهام        |
| 6     | فرنسا      | وسط    | إدواردو كامافينغا    |
| 7     | البرازيل   | مهاجم  | فينيسيوس جونيور      |
| 8     | الأوروغواي | وسط    | فيديريكو فالفيردي    |
| 9     | البرازيل   | مهاجم  | إندريك               |
| 10    | فرنسا      | مهاجم  | كيليان مبابي         |
| 11    | البرازيل   | مهاجم  | رودريغو              |
| 12    | إنجلترا    | مدافع  | ترنت ألكساندر-أرنولد |
| 13    | أوكرانيا   | حارس   | أندري لونين          |

| الرقم | البلد     | المركز | اللاعب            |
| ----- | --------- | ------ | ----------------- |
| 14    | فرنسا     | وسط    | أوريلين تشواميني  |
| 15    | تركيا     | وسط    | أردا غولر         |
| 16    | إسبانيا   | مهاجم  | غونزالو غارسيا    |
| 17    | إسبانيا   | مدافع  | راؤول أسينسيو     |
| 18    | إسبانيا   | مدافع  | ألفارو كاريراس    |
| 19    | إسبانيا   | وسط    | داني سيبايوس      |
| 20    | إسبانيا   | مدافع  | فران غارسيا       |
| 21    | المغرب    | مهاجم  | إبراهيم دياز      |
| 22    | ألمانيا   | مدافع  | أنطونيو روديغر    |
| 23    | فرنسا     | مدافع  | فيرلاند ميندي     |
| 24    | إسبانيا   | مدافع  | دين هاوسن         |
| 30    | الأرجنتين | وسط    | فرانكو ماستانتونو |

### اللاعبون المعارون
ملاحظة: تشير الأعلام إلى المنتخب بحسب قواعد الأهلية المعتمدة من قبل الفيفا؛ تنطبق بعض الاستثناءات المحدودة. وقد يحمل اللاعبون أكثر من جنسية لا تعترف بها الفيفا.
| الرقم | البلد   | المركز | اللاعب                                          |
| ----- | ------- | ------ | ----------------------------------------------- |
|       | إسبانيا | وسط    | ماريو مارتين (مع نادي خيتافي حتى 30 يونيو 2026) |

## الإنجازات

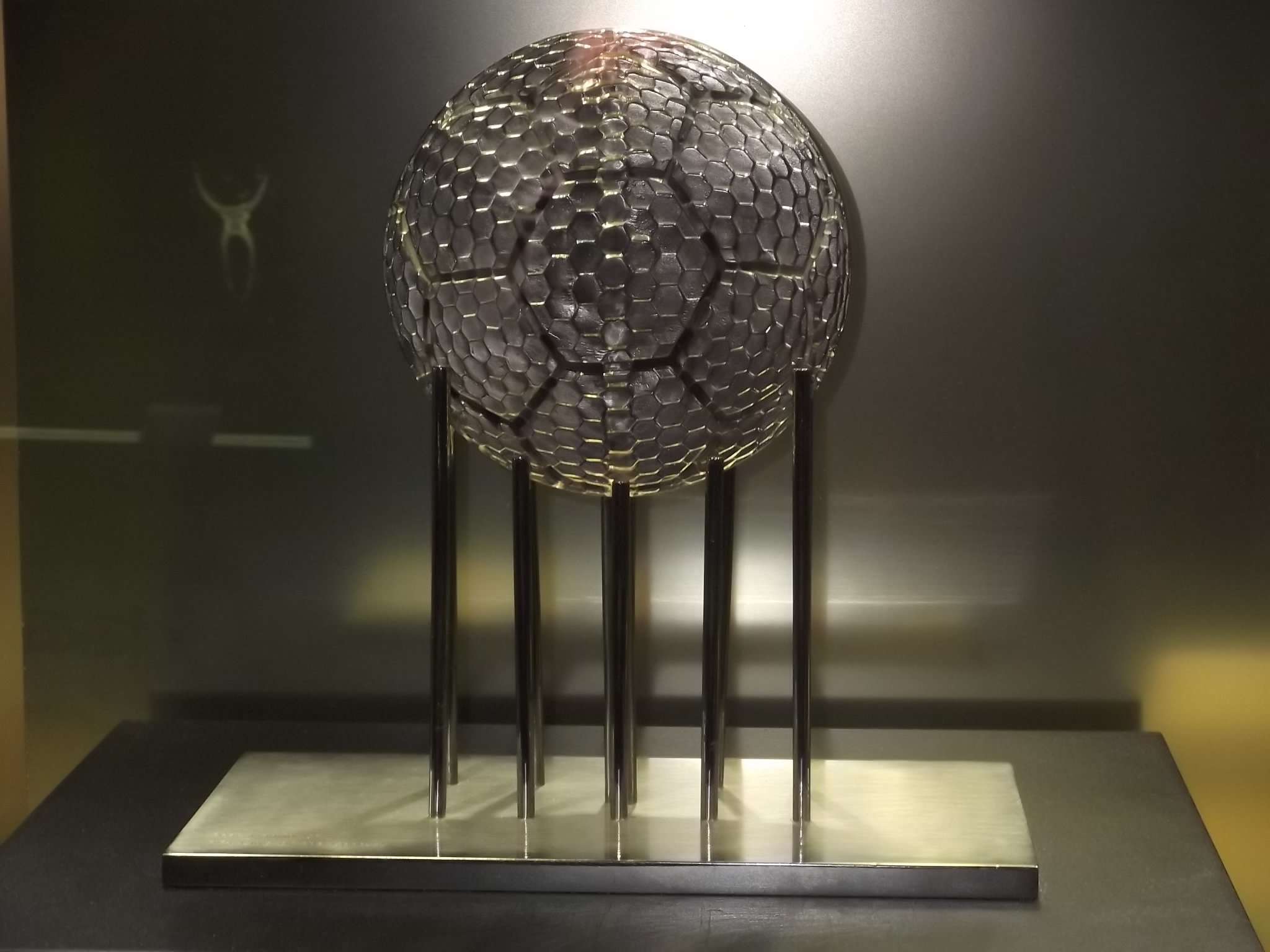
جائزة نادي القرن العشرين التي حصل عليها ريال مدريد الإسباني.

### جائزة نادي القرن
جائزة نادي القرن العشرين (بالإنجليزية: FIFA Club of the Century) هي جائزة قدمها الاتحاد الدولي لكرة القدم لنادي ريال مدريد بعدما فاز بالاستفتاء الذي اقتصر على المشتركين في مجلة الفيفا (بالإنجليزية: FIFA World Magazine) (المجلة الرسمية للفيفا). وقُدمت الجائزة لنادي ريال مدريد في شهر ديسمبر(كانون الأول) من عام 2000. وفي عام 2006 أُدرج شعار الجائزة على قميص نادي ريال مدريد.

### الألقاب الرسمية
يُعد ريال مدريد أنجح الفرق الإسبانية عبر التاريخ، حيث أحرز ما مجموعه 103 بطولة (71 بطولة محلية، و23 بطولة قارية، و9 بطولات عالمية).
وبتاريخ 20 ديسمبر 2000 اختارت الفيفا ريال مدريد أفضل نادي في القرن العشرين. وأيضاً مُنخ وسام الفيفا الفخري عام 2004 وذلك لبصماته التي تركها على تطوير كرة القدم العالمية. بالإضافة إلى ذلك، فإن طقم ريال مدريد يحتوي على الوسام الشرفي من الاتحاد الأوروبي (بالإنجليزية: UEFA Badge of Honour) وقد حصل عليه بعد لعبه مباريات بطولة أبطال أوروبا وفوزه بها خمس مرات على التوالي.
| \| نوع البطولة \| البطولة \| عدد الألقاب \| مواسم الفوز \| \| ----------- \| ------------------------------ \| ----------- \| ---------------------------------------------------------------------------------------------------------------------------------------------------------------------------------------------------------------------------------------------------------------------------------------------------------------------------------- \| \| محلية \| الدوري الإسباني[221] \| 36 \| 1931–32، 1932–33، 1953–54، 1954–55، 1956–57، 1957–58، 1960–61، 1961–62، 1962–63، 1963–64، 1964–65، 1966–67، 1967–68، 1968–69، 1971–72، 1974–75، 1975–76، 1977–78، 1978–79، 1979–80، 1985–86، 1986–87، 1987–88، 1988–89، 1989–90، 1994–95، 1996–97، 2000–01، 2002–03، 2006–07، 2007–08، 2011–12، 2016–17، 2019–20، 2021–22، 2023–24 \| \| محلية \| كأس الملك[221][222] \| 20 \| 1905، 1906، 1907، 1908، 1917، 1934، 1936، 1946، 1947، 1961–62، 1969–70، 1973–74، 1974–75، 1979–80، 1981–82، 1988–89، 1992–93، 2010–11، 2013–14، 2022–23 \| \| محلية \| السوبر الإسباني[221][223] \| 13 \| 1988، 1989، 1990، 1993، 1997، 2001، 2003، 2008، 2012، 2017، 2020، 2022، 2024 \| \| محلية \| كأس إيفا دوارتي \| 1 \| 1947 \| \| محلية \| كأس الدوري الإسباني[221] \| 1 \| 1985 \| \| قاري \| دوري أبطال أوروبا[221] \| 15 \| 1955–56، 1956–57، 1957–58، 1958–59، 1959–60، 1965–66، 1997–98، 1999–2000، 2001–02، 2013–14، 2015–16، 2016–17، 2017–18، 2021–22، 2023–24 \| \| قاري \| كأس الاتحاد الأوروبي[221][224] \| 2 \| 1984–85، 1985–86 \| \| قاري \| السوبر الأوروبي[221] \| 6 \| 2002، 2014، 2016، 2017، 2022، 2024 \| \| عالمي \| كأس الإنتركونتيننتال[221][225] \| 3 ش \| 1960، 1998، 2002 \| \| عالمي \| كأس العالم للأندية[221] \| 5 \| 2014، 2016، 2017، 2018، 2022 \| \| عالمي \| كأس القارات للأندية \| 1 \| 2024 \| - رقم القياسي - ش حامل الرقم القياسي بالتشارك - تحدي كرة القدم العالمي – البطل (مرتين): 2011، 2012 - الكأس الدولية للأبطال 2013 – البطل (مرة واحدة): 2013 - كأس أيرو– أمريكان – البطل (مرة واحدة): 1994 - كأس لاتينا – البطل (مرتين): 1955، 1957 - كأس العالم المصغرة – البطل (مرتين): 1952، 1956. |                      |             | |
| نوع البطولة | البطولة              | عدد الألقاب | مواسم الفوز |
| محلية | الدوري الإسباني      | 36          | 1931–32، 1932–33، 1953–54، 1954–55، 1956–57، 1957–58، 1960–61، 1961–62، 1962–63، 1963–64، 1964–65، 1966–67، 1967–68، 1968–69، 1971–72، 1974–75، 1975–76، 1977–78، 1978–79، 1979–80، 1985–86، 1986–87، 1987–88، 1988–89، 1989–90، 1994–95، 1996–97، 2000–01، 2002–03، 2006–07، 2007–08، 2011–12، 2016–17، 2019–20، 2021–22، 2023–24 |
| محلية | كأس الملك            | 20          | 1905، 1906، 1907، 1908، 1917، 1934، 1936، 1946، 1947، 1961–62، 1969–70، 1973–74، 1974–75، 1979–80، 1981–82، 1988–89، 1992–93، 2010–11، 2013–14، 2022–23 |
| محلية | السوبر الإسباني      | 13          | 1988، 1989، 1990، 1993، 1997، 2001، 2003، 2008، 2012، 2017، 2020، 2022، 2024 |
| محلية | كأس إيفا دوارتي      | 1           | 1947 |
| محلية | كأس الدوري الإسباني  | 1           | 1985 |
| قاري | دوري أبطال أوروبا    | 15          | 1955–56، 1956–57، 1957–58، 1958–59، 1959–60، 1965–66، 1997–98، 1999–2000، 2001–02، 2013–14، 2015–16، 2016–17، 2017–18، 2021–22، 2023–24 |
| قاري | كأس الاتحاد الأوروبي | 2           | 1984–85، 1985–86 |
| قاري | السوبر الأوروبي      | 6           | 2002، 2014، 2016، 2017، 2022، 2024 |
| عالمي | كأس الإنتركونتيننتال | 3 ش         | 1960، 1998، 2002 |
| عالمي | كأس العالم للأندية   | 5           | 2014، 2016، 2017، 2018، 2022 |
| عالمي | كأس القارات للأندية  | 1           | 2024 |

## أبرز نجوم النادي

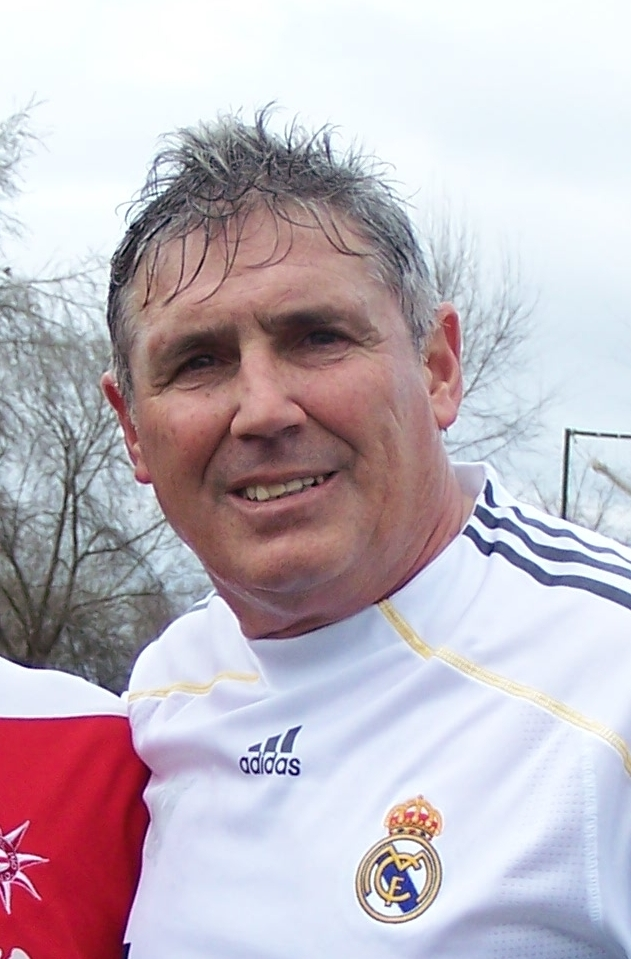
الإسباني كارلوس سانتيلانا.

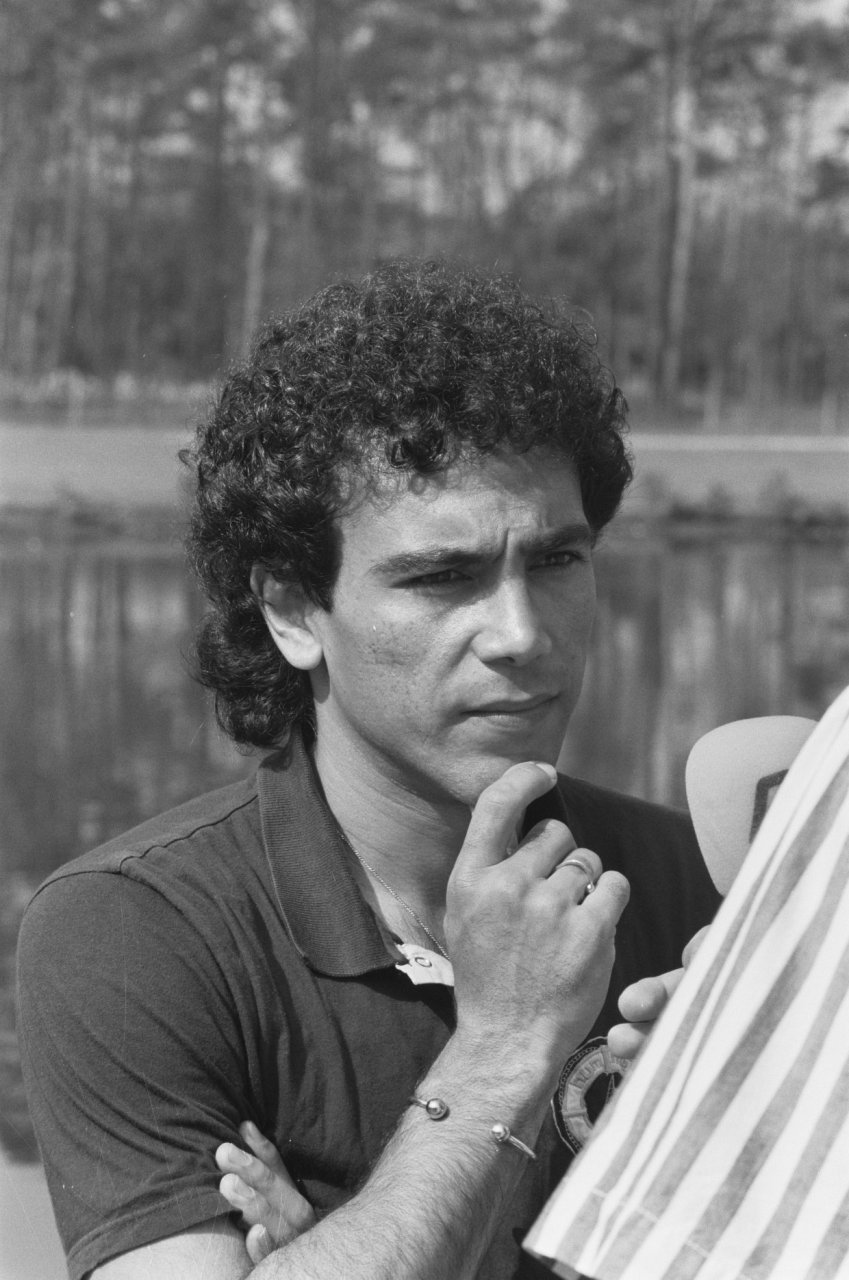
المكسيكي هوغو سانشيز.

### اللاعبون الأكثر مشاركة عبر التاريخ
ملاحظة: الجدول يبين مشاركة اللاعب في المباريات الرسمية فقط (بما في ذلك التبديلات).

### هدافو الفريق عبر التاريخ
ملاحظة: الجدول يبين الأهداف المسجلة في المباريات الرسمية فقط (بما في ذلك التبديلات) – بينما الأرقام التي بين الأقواس تمثل عدد المباريات.
| #  | اللاعب             | السنوات   | الدوري    | الكأس   | أوروبا[أ] | أخرى[خ] | المجموع   | المعدل |
| -- | ------------------ | --------- | --------- | ------- | --------- | ------- | --------- | ------ |
| 1  | كريستيانو رونالدو  | 2009–2018 | 311 (292) | 22 (30) | 105 (101) | 12 (15) | 450 (438) | 1.03   |
| 2  | كريم بنزيما        | 2009–2023 | 222 (418) | 21 (44) | 74 (123)  | 10 (24) | 327 (609) | 0.54   |
| 3  | راؤول              | 1994–2010 | 228 (550) | 18 (37) | 66 (132)  | 11 (22) | 323 (741) | 0.44   |
| 4  | ألفريدو دي ستيفانو | 1953–1964 | 216 (282) | 40 (50) | 49 (58)   | 3 (6)   | 308 (396) | 0.78   |
| 5  | سانتيانا           | 1971–1988 | 186 (461) | 49 (84) | 47 (87)   | 8 (13)  | 290 (645) | 0.45   |
| 6  | فيرينتس بوشكاش     | 1958–1966 | 156 (180) | 49 (41) | 35 (39)   | 2 (2)   | 242 (262) | 0.92   |
| 7  | هوغو سانشيز        | 1985–1992 | 164 (207) | 19 (32) | 23 (39)   | 2 (4)   | 208 (282) | 0.74   |
| 8  | فرانشيسكو خينتو    | 1952–1970 | 126 (428) | 22 (74) | 30 (95)   | 4 (4)   | 182 (601) | 0.30   |
| 9  | بيري               | 1964–1979 | 123 (417) | 25 (67) | 23 (75)   | 1 (2)   | 172 (561) | 0.31   |
| 10 | إيميليو بوتراغينيو | 1983–1995 | 123 (341) | 16 (39) | 27 (75)   | 5 (8)   | 171 (463) | 0.37   |

## المدربون

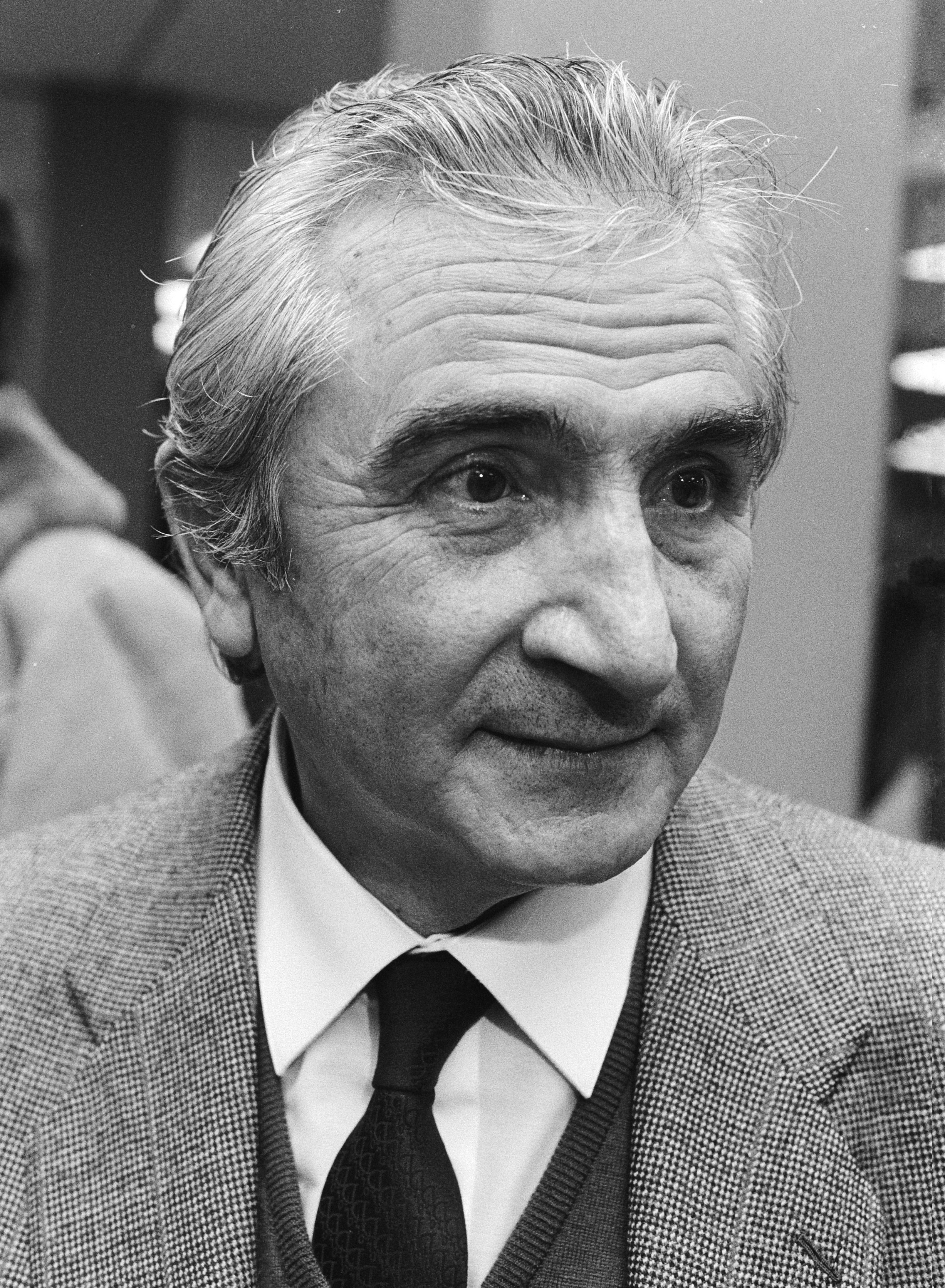
الإسباني ميغيل مونيوز.

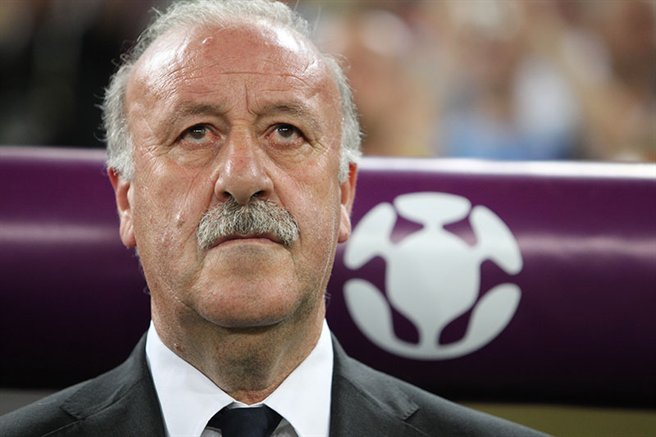
الإسباني فيسنتي ديل بوسكي.

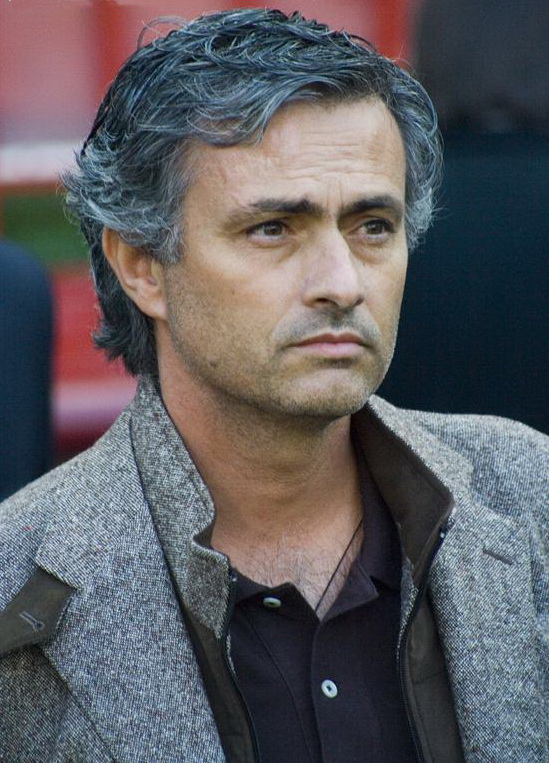
البرتغالي جوزيه مورينيو.

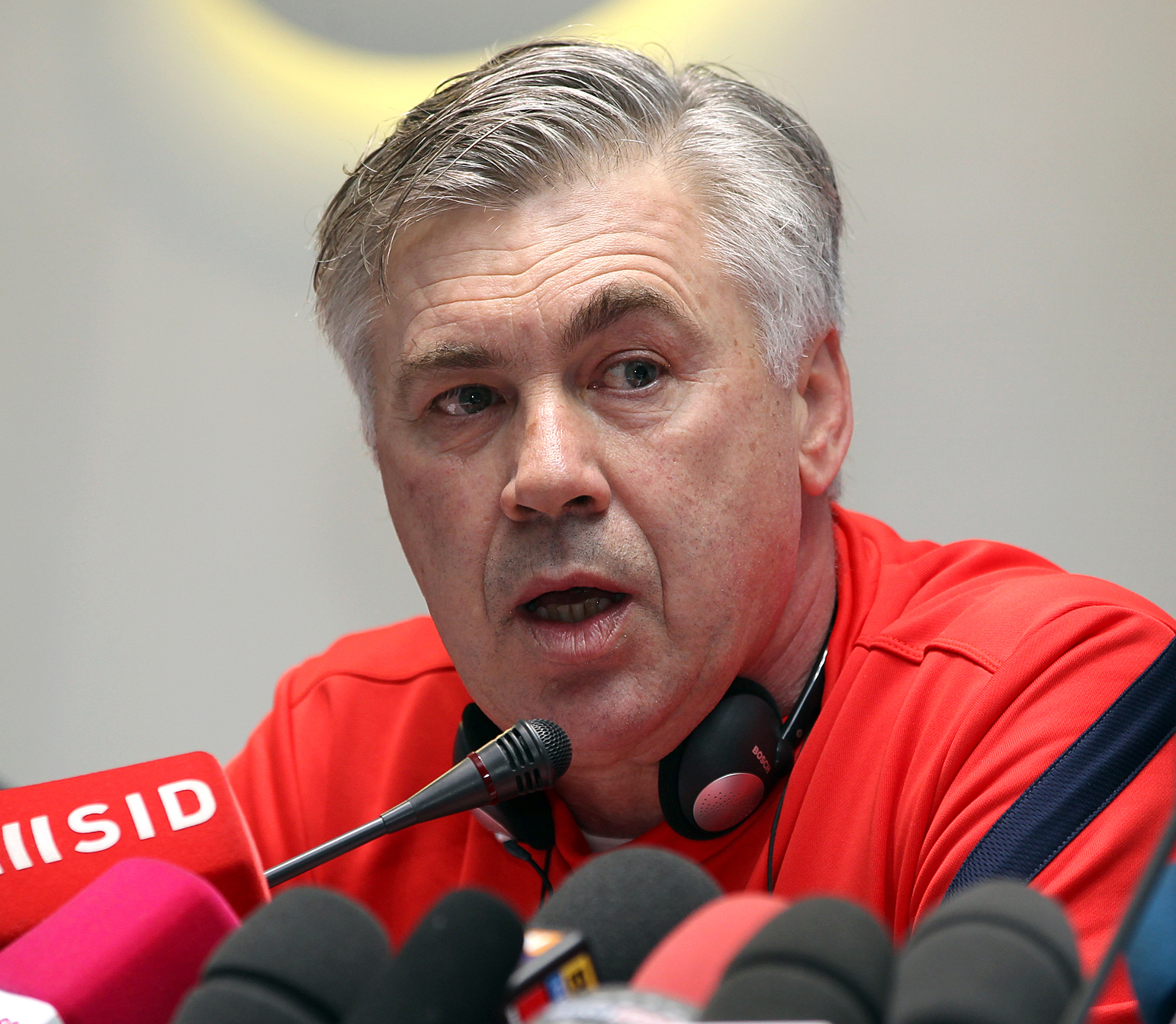
الإيطالي كارلو أنشيلوتي.

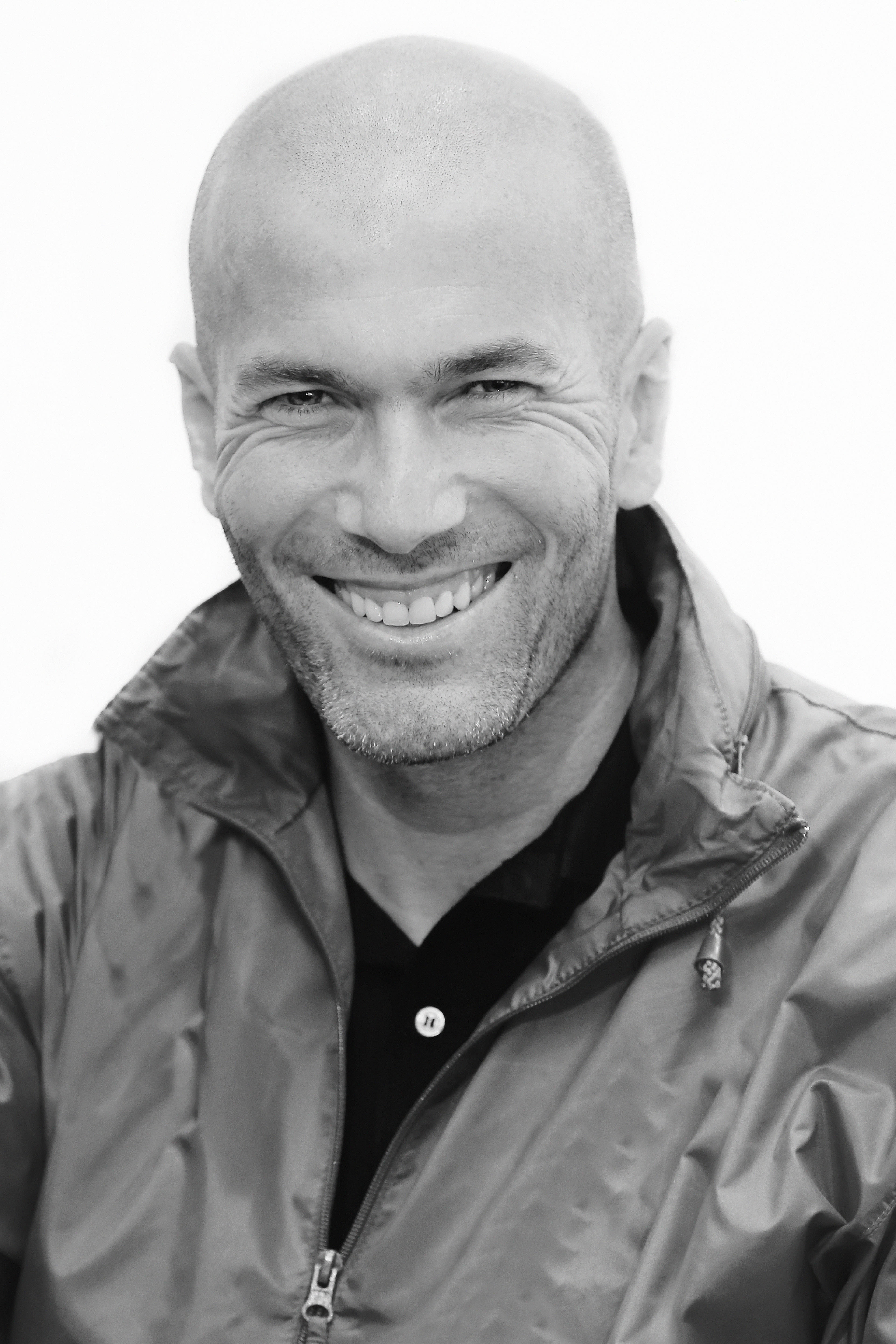
الفرنسي زين الدين زيدان.

القائمة تحتوي على المدربين الذين أحرزوا مع الفريق بطولة أو أكثر.
| المدرب             | الفترة                           | البطولات | البطولات  | البطولات   | البطولات   | البطولات     | البطولات | البطولات   | البطولات          | المجموع |
| المدرب             | الفترة                           | محلية    | محلية     | محلية      | محلية      | دولية        | دولية    | دولية      | دولية             | المجموع |
| المدرب             | الفترة                           | الدوري   | كأس الملك | كأس السوبر | كأس الدوري | دوري الأبطال | أوروبا   | كأس السوبر | البطولات العالمية | المجموع |
| ------------------ | -------------------------------- | -------- | --------- | ---------- | ---------- | ------------ | -------- | ---------- | ----------------- | ------- |
| آرثر جونسون        | 1910–1920                        | 0        | 5         | 0          | 0          | 0            | 0        | 0          | 0                 | 5       |
| ليبو هيرتزا        | 1930–1932                        | 1        | 0         | 0          | 0          | 0            | 0        | 0          | 0                 | 1       |
| روبرت فيرتش        | 1932–1934                        | 1        | 0         | 0          | 0          | 0            | 0        | 0          | 0                 | 1       |
| فرانشيسكو برو      | 1934–1941                        | 0        | 1         | 0          | 0          | 0            | 0        | 0          | 0                 | 1       |
| خاسينتو كينكوسيس   | 1945–1946، 1947–1948             | 0        | 1         | 0          | 0          | 0            | 0        | 0          | 0                 | 1       |
| بالتاسار ألبينيز   | 1946–1947، 1950–1951             | 0        | 1         | 0          | 0          | 0            | 0        | 0          | 0                 | 1       |
| انريكي فيرنانديز   | 1953–1954                        | 1        | 0         | 0          | 0          | 0            | 0        | 0          | 0                 | 1       |
| خوسيه فيلالونغا    | 1954–1957                        | 2        | 0         | 0          | 0          | 2            | 0        | 0          | 0                 | 4       |
| لويس كارنيلجيا     | 1957–1959، 1959                  | 1        | 0         | 0          | 0          | 2            | 0        | 0          | 0                 | 3       |
| ميغيل مونوز        | 1959، 1960–1974                  | 9        | 3         | 0          | 0          | 3            | 0        | 0          | 1                 | 14      |
| ميلان ميلانيتش     | 1974–1977                        | 2        | 1         | 0          | 0          | 0            | 0        | 0          | 0                 | 3       |
| فويادين بوشكوف     | 1979–1982                        | 1        | 1         | 0          | 0          | 0            | 0        | 0          | 0                 | 2       |
| لويس مولوني        | 1974، 1977–1979، 1982، 1985–1986 | 3        | 3         | 0          | 1          | 0            | 2        | 0          | 0                 | 9       |
| ليو بينهاكر        | 1986–1989، 1992                  | 3        | 1         | 1          | 0          | 0            | 0        | 0          | 0                 | 5       |
| جون توشاك          | 1989–1990، 1999                  | 1        | 0         | 1          | 0          | 0            | 0        | 0          | 1                 | 3       |
| ألفريدو دي ستيفانو | 1990–1991                        | 0        | 0         | 1          | 0          | 0            | 0        | 0          | 0                 | 1       |
| بينيتو فلورو       | 1992–1994                        | 0        | 1         | 1          | 0          | 0            | 0        | 0          | 0                 | 2       |
| فسينتي ديل بوسكي   | 1994، 1999–2003                  | 2        | 0         | 1          | 0          | 2            | 0        | 1          | 1                 | 7       |
| جورج فالدانو       | 1994–1996                        | 1        | 0         | 0          | 0          | 0            | 0        | 0          | 0                 | 1       |
| فابيو كابيلو       | 1996–1997، 2006–2007             | 2        | 0         | 0          | 0          | 0            | 0        | 0          | 0                 | 2       |
| جوب هينكس          | 1997–1998                        | 0        | 0         | 1          | 0          | 1            | 0        | 0          | 0                 | 2       |
| غوس هيدينك         | 1998–1999                        | 0        | 0         | 0          | 0          | 0            | 0        | 0          | 1                 | 1       |
| كارلوس كيروش       | 2003–2004                        | 0        | 0         | 1          | 0          | 0            | 0        | 0          | 0                 | 1       |
| بيرند شوستر        | 2007–2008                        | 1        | 0         | 1          | 0          | 0            | 0        | 0          | 0                 | 2       |
| خواندي راموس       | 2008–2009                        | 0        | 0         | 0          | 0          | 0            | 0        | 0          | 0                 | 0       |
| مانويل بيليجريني   | 2009–2010                        | 0        | 0         | 0          | 0          | 0            | 0        | 0          | 0                 | 0       |
| جوزيه مورينيو      | 2010–2013                        | 1        | 1         | 1          | 0          | 0            | 0        | 0          | 0                 | 3       |
| كارلو أنشيلوتي     | 2013–2015                        | 0        | 1         | 0          | 0          | 1            | 1        | 1          | 0                 | 4       |
| رافاييل بينيتيز    | 2015–2016                        | 0        | 0         | 0          | 0          | 0            | 0        | 0          | 0                 | 0       |
| زين الدين زيدان    | 2016–2018                        | 1        | 0         | 1          | 0          | 3            | 0        | 2          | 2                 | 9       |
| جولين لوبيتيغي     | 2018                             | 0        | 0         | 0          | 0          | 0            | 0        | 0          | 0                 | 0       |
| سانتياغو سولاري    | 2018–2019                        | 0        | 0         | 0          | 0          | 0            | 0        | 0          | 1                 | 1       |
| زين الدين زيدان    | 2019–2021                        | 1        | 0         | 1          | 0          | 0            | 0        | 0          | 0                 | 2       |
| كارلو أنشيلوتي     | 2021–2025                        | 2        | 1         | 2          | 0          | 2            | 0        | 2          | 2                 | 11      |
| تشابي ألونسو       | 2025–حتى الوقت الحاضر            | 0        | 0         | 0          | 0          | 0            | 0        | 0          | 0                 | 0       |

## الرؤساء

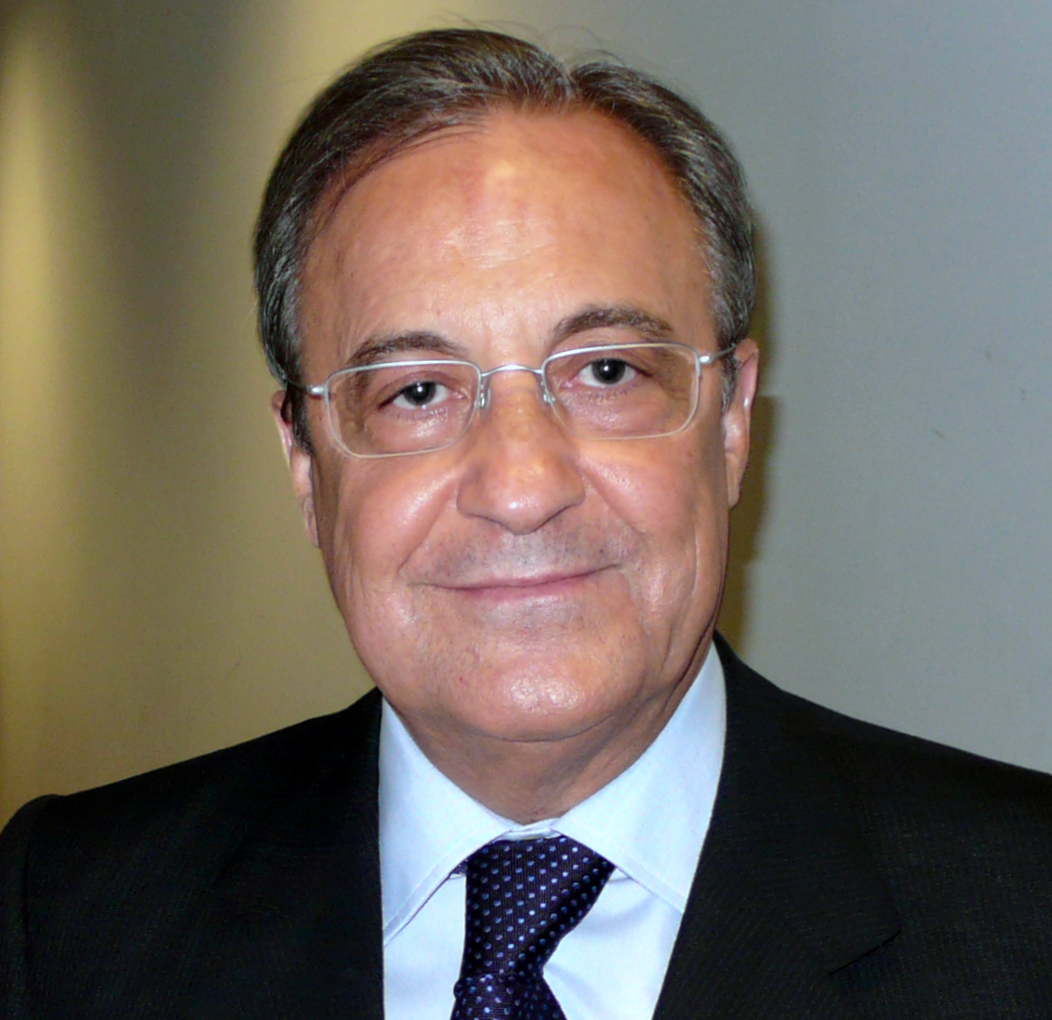
فلورنتينو بيريز، الرئيس الحالي لريال مدريد.

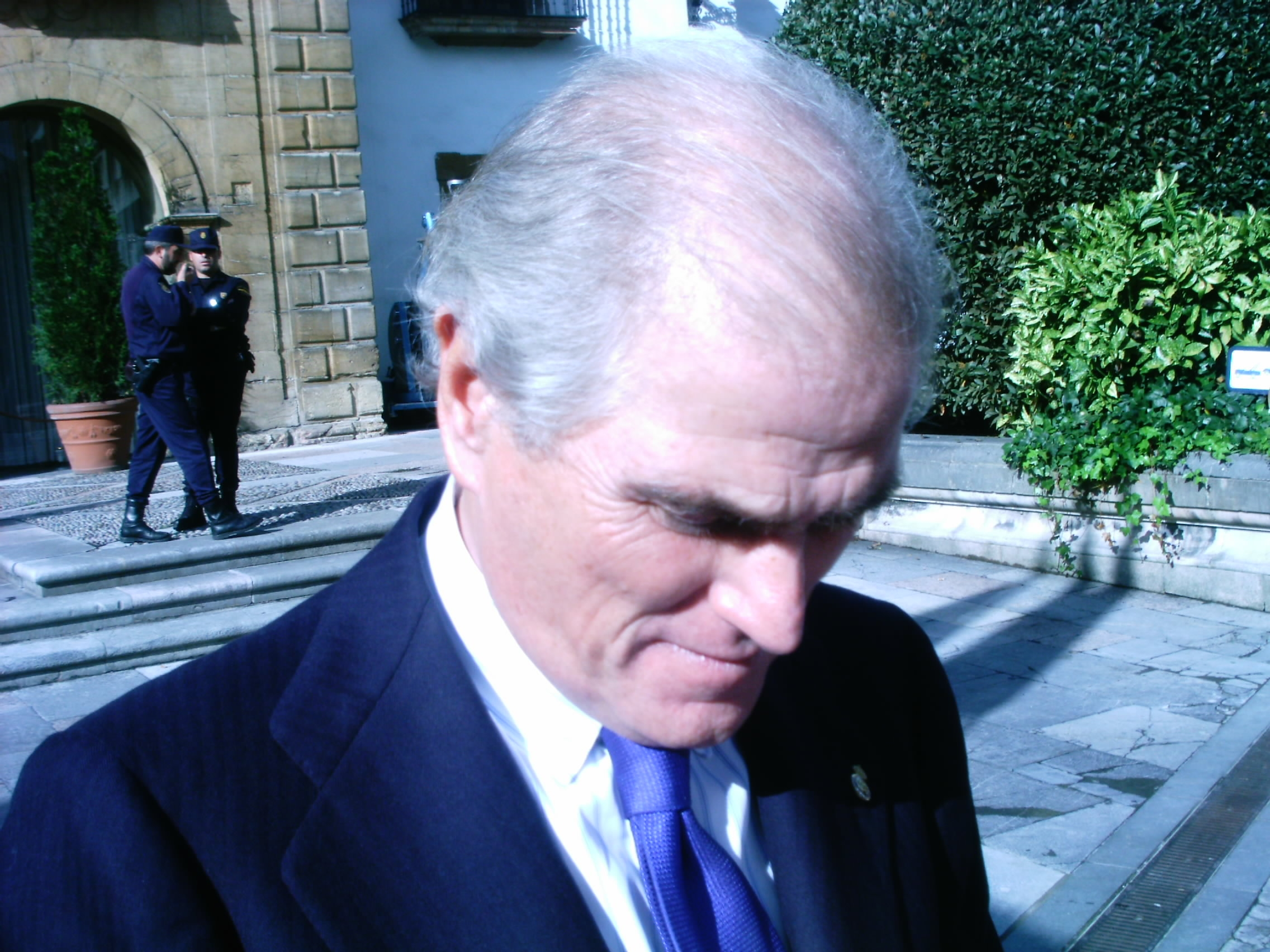
رامون كالديرون، رئيس ريال مدريد من عام 2006 حتى 2009.

آخر تحديث 1 يونيو، 2009.
| الرئيس                 | من   | إلى      |
| ---------------------- | ---- | -------- |
| جوليان بلاسيوش         | 1900 | 1902     |
| جوان بادروس            | 1902 | 1904     |
| كارلوس بادروس          | 1904 | 1908     |
| أدولفو ملينديز         | 1908 | 1916     |
| بيدرو باراجيس          | 1916 | 1926     |
| لويس دي أرقويو         | 1926 | 1930     |
| لويس يوسيرا بوجالال    | 1930 | 1935     |
| رفائييل سانشيز جويرا   | 1935 | 1936     |
| أدولفو ملينديز         | 1936 | 1940     |
| أنتونيو سانتوس بيرالبا | 1940 | 1943     |
| سانتياغو بيرنابيو      | 1943 | 1978     |
| لويس دي كارلوس         | 1978 | 1985     |
| رامون ميندوزا          | 1985 | 1995     |
| لورينزو سانز           | 1995 | 2000     |
| فلورنتينو بيريز        | 2000 | 2006     |
| رامون كالديرون         | 2006 | 2009     |
| فلورنتينو بيريز        | 2009 | حتى الآن |

## معرض صور

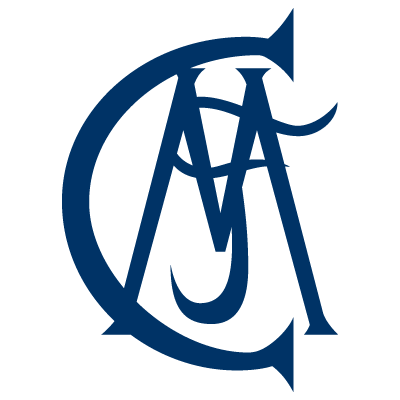
1902
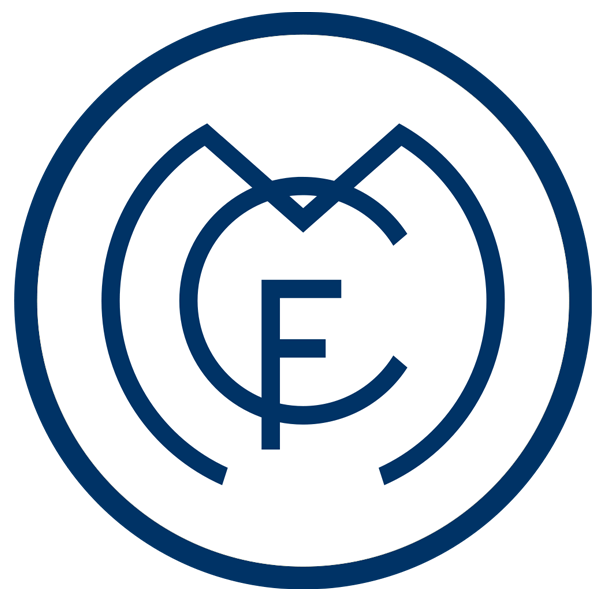
1908
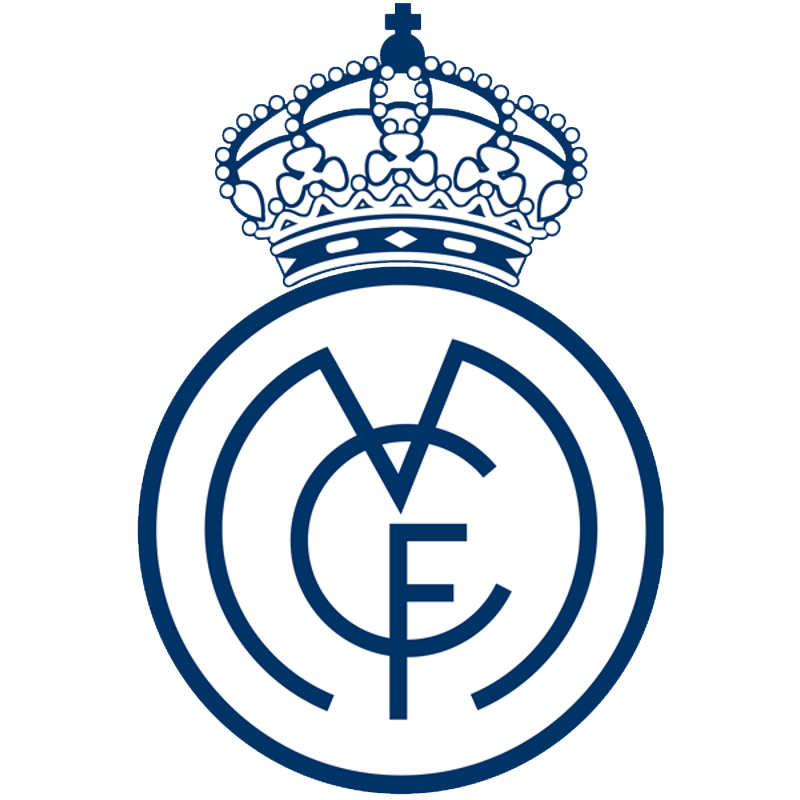
1920
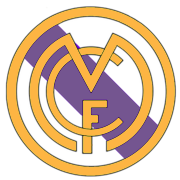
1931
2001

## الملاحظات والمراجع
الملاحظات
1. ↑  البطولة لا يدرجها الاتحاد الإسباني لكرة القدم ضمن نسخ كأس ملك إسبانيا لكنه يعتبرها مباراة رسمية وهي الأولى في تاريخ الكلاسيكو.[169][170]
2. ↑  تم استبعاد المباراة التي انتصر فيها برشلونة 3-1 في بطولة  كأس التتويج 1902 (كأس كوروناسيون) في عام 1902،[171] ضمن النتائج الرسمية بسبب عدم اعتراف الاتحاد الاسباني لكرة القدم بأول بطولة لكأس الملك،[172] بينما تعترف بها مواقع أخرى مثل موقع موقع rsssf.com وغيرها.[173]
3. ↑  تشمل كأس الإنتركونتيننتال (1960–2004) وكأس العالم للأندية (2005–) وكأس القارات للأندية (2024–).
4. ↑  كأس العالم للأندية (1)
 كأس القارات للأندية (1)

المراجع
1. 1 2  "فريق ريال مدريد لكرة القدم" (بالإسبانية). موقع الدوري الإسباني. Archived from the original on 2008-12-18. Retrieved 2008-07-19.
2. 1 2 3 4 5 6 7  لويس ميغيل غونزاليس. "بداية الفريق وأولى بطولاته (1900-1910)". موقع ريال مدريد الرسمي. مؤرشف من الأصل في 2013-10-15. اطلع عليه بتاريخ 2008-07-12.
3. ↑  "El Bernabéu estrena 900 localidades más". as.com. مؤرشف من الأصل في 2013-04-07. اطلع عليه بتاريخ 2011-10-20.
4. ↑  اجتماع حاسم لرئيس ريال مدريد مع موهبة البرازيل نسخة محفوظة 14 يوليو 2018 على موقع واي باك مشين.
5. ↑   https://www.realmadrid.com/en/news/2020/12/11/on-this-day-real-madrid-was-voted-best-club-of-the-20th-century. {{استشهاد ويب}}: |url= بحاجة لعنوان (مساعدة) والوسيط |title= غير موجود أو فارغ (من ويكي بيانات) (مساعدة)
6. ↑  ماهر، محمود (4 مايو 2024). "ريال مدريد بطلاً للدوري الإسباني للمرة 36 في التاريخ". الشرق رياضة. مؤرشف من الأصل في 2024-05-05. اطلع عليه بتاريخ 2024-05-11.
7. 1 2  "ريال مدريد أسياد أوروبا". موقع الاتحاد الأوروبي. 8 يوليو 2003. مؤرشف من الأصل في 2009-05-17. اطلع عليه بتاريخ 2008-07-13.
8. ↑  قبل عام 1992، البطولة التي يخوضها أبطال الدوريات الأوروبية كانت تسمى كأس الأندية الأوروبية البطلة، ومنذ ذلك الوقت، تم تعديل الاسم ليكون دوري أبطال أوروبا.
9. ↑  "ريال مدريد من مؤسسي G-14". G14.com. مؤرشف من الأصل في 2010-04-25. اطلع عليه بتاريخ 2007-09-17.
10. ↑  Dongfeng Liu, Girish Ramchandani (2012). "The Global Economics of Sport". p. 65. Routledge,
11. ↑  "CLUB WORLD RANKING 2014". IFFHS. مؤرشف من الأصل في 2019-03-21. اطلع عليه بتاريخ 2015-02-02.
12. ↑  "UEFA Team Ranking 2015". kassiesa.home.xs4all.nl. Retrieved 2 January 2015. نسخة محفوظة 07 يونيو 2017 على موقع واي باك مشين.
13. ↑  "محاضرة بالفيديو بهارفارد". الموقع الرسمي لريال مدريد. 5 فبراير 2008. مؤرشف من الأصل في 2011-08-14. اطلع عليه بتاريخ 2008-07-12.
14. ↑  "مانشستر يونايتد يرتفع ولكن الريال يبقى الأغنى". Deloitte UK. 14 فبراير 2008. مؤرشف من الأصل في 2008-11-23. اطلع عليه بتاريخ 2008-02-16.
15. ↑  "قيمة أندية كرة القدم". forbes.com. 30 أبريل 2008. مؤرشف من الأصل في 2018-01-27. اطلع عليه بتاريخ 2008-07-16.
16. ↑  "Deloitte Football Money League 2011". Deloitte UK. مؤرشف من الأصل في 2014-07-11. اطلع عليه بتاريخ 2011-06-30.
17. ↑  "Real Madrid closes out its best fiscal year in history". Realmadrid.com. مؤرشف من الأصل في 2013-10-13. اطلع عليه بتاريخ 2007-12-03.
18. ↑  "Deloitte Football Money League 2016". Deloitte UK. مؤرشف من الأصل في 2019-04-28. اطلع عليه بتاريخ 2016-01-21.
19. ↑  "The World's Most Valuable Soccer Teams". Forbes. مؤرشف من الأصل في 2017-04-25.
20. ↑  "Deloitte Football Money League 2015" (PDF). Deloitte UK. مؤرشف من الأصل (PDF) في 2019-04-04. اطلع عليه بتاريخ 2015-01-22.
21. ↑  Ball, Phil p. 117.
22. ↑  "تاريخ الملعب - الفصل الأول - من عدة ملاعب إلى ملعب أودنييل". موقع ريال مدريد الرسمي. مؤرشف من الأصل في 2014-02-09. اطلع عليه بتاريخ 2008-07-11.
23. ↑  لويس ميغيل غونزاليس. "بداية بيرنابيو مع الفريق إلى لقب الملكي (1911-1920)". موقع ريال مدريد الرسمي. مؤرشف من الأصل في 2013-06-06. اطلع عليه بتاريخ 2008-07-12.
24. ↑  لويس ميغيل غونزاليس (28 فبراير 2007). "قفزة مدهشة نحو المستقبل (1921-1930)". موقع ريال مدريد الرسمي. مؤرشف من الأصل في 2013-10-17. اطلع عليه بتاريخ 2008-07-12.
25. ↑  لويس ميغيل غونزاليس. "أول بطولتين دوري (1931-1940)". موقع ريال مدريد الرسمي. مؤرشف من الأصل في 2013-11-03. اطلع عليه بتاريخ 2008-07-18.
26. ↑  Luís Miguel González. "Bernabéu begins his office as President building the new Chamartín Stadium (1941–1950)". Realmadrid.com. مؤرشف من الأصل في 2019-05-06. اطلع عليه بتاريخ 2008-07-12.
27. 1 2 3 4  Luís Miguel González. "An exceptional decade (1951–1960)". Realmadrid.com. مؤرشف من الأصل في 2013-11-03. اطلع عليه بتاريخ 2008-07-12.
28. ↑  ماتيو سابيرو (12 مايو 2006). "تحية لهانوت". الاتحاد الأوروبي لكرة القدم. مؤرشف من الأصل في 2009-03-31. اطلع عليه بتاريخ 2008-07-11.
29. ↑  "لوائح وأنظمة بطولة دوري أبطال أوروبا" (PDF). الاتحاد الأوروبي لكرة القدم. مؤرشف من الأصل (PDF) في 2019-05-21. اطلع عليه بتاريخ 2008-07-12.; صفحة 4, §2.01 "Cup" & صفحة 26, §16.10 "Title-holder logo"
30. 1 2  لويس ميغيل غونزاليس. "تواصل النجاح بين جيلين (1961-1970)". موقع ريال مدريد الرسمي. مؤرشف من الأصل في 2013-11-12. اطلع عليه بتاريخ 2008-07-12.
31. 1 2 3 4 5 6  "بطولات الفريق" (بالإنجليزية). موقع ريال مدريد الرسمي. Archived from the original on 2013-10-19. Retrieved 2008-07-12.
32. ↑  "البطولات الأوروبية عام 1971". RSSS. مؤرشف من الأصل في 2018-09-30. اطلع عليه بتاريخ 2008-09-27.
33. ↑  "سانتياغو بيرنابيو". موقع ريال مدريد الرسمي. مؤرشف من الأصل في 2014-02-02. اطلع عليه بتاريخ 2008-10-12.
34. ↑  "بداية عصر "خماسي النسر"". موقع ريال مدريد الرسمي. مؤرشف من الأصل في 2013-10-29. اطلع عليه بتاريخ 2008-07-11.
35. 1 2  لويس ميغيل غونزاليس (5 مارس 2008). "1981-1990 - فترة خمس بطولات دوري على التوالي وتحطيم الأرقام". موقع ريال مدريد الرسمي. مؤرشف من الأصل في 2013-06-06. اطلع عليه بتاريخ 2008-07-12.
36. ↑  "ظهور راؤول غونزاليس والفترة قبل المئوية (1991-2000)". موقع ريال مدريد الرسمي. مؤرشف من الأصل في 2014-01-22. اطلع عليه بتاريخ 2008-07-12.
37. ↑  "عهد فلورونتينو بيريز" (بالإسبانية). موقع ريال مدريد الرسمي. Archived from the original on 2013-10-29. Retrieved 2008-07-12.
38. ↑  "لويس فيغو ينتقل لريال مدريد". BBC Sport. 24 يوليو 2000. مؤرشف من الأصل في 2018-10-17. اطلع عليه بتاريخ 2008-07-12.
39. 1 2  "عهد ريال مدريد بعد المئوية (2001-الآن)". موقع ريال مدريد الرسمي. مؤرشف من الأصل في 2014-01-22. اطلع عليه بتاريخ 2008-07-12.
40. ↑  كريستينا مونغي (2007-06-18). "ريال مدريد 3-1 ريال مايوركا". موقع ريال مدريد الرسمي. مؤرشف من الأصل في 6 ديسمبر 2013. اطلع عليه بتاريخ 2008-07-  12. {{استشهاد ويب}}: تحقق من التاريخ في: |تاريخ الوصول= (مساعدة)
41. ↑  "أول بطولتي دوري على التوالي منذ ثمانية عشر عاماً". موقع ريال مدريد الرسمي. 5 مايو 2008. مؤرشف من الأصل في 2013-11-03. اطلع عليه بتاريخ 2008-07-12.
42. ↑  "First measures adopted by the Real Madrid Board of Directors". Realmadrid.com. 1 يونيو 2009. مؤرشف من الأصل في 2013-10-22. اطلع عليه بتاريخ 2011-08-15.
43. ↑  "Perez to return as Real president". BBC Sport. 1 يونيو 2009. مؤرشف من الأصل في 2019-04-07. اطلع عليه بتاريخ 2009-06-03.
44. ↑  بيريز يعود لرئاسة ريال مدريد ويحرص على التعاقد مع المدرب بيليجريني - موقع كووورة نسخة محفوظة 13 يناير 2020 على موقع واي باك مشين.
45. ↑  Florentino Perez: Arsenal Manager Arsene Wenger Turned Down Real Madrid Role نسخة محفوظة 05 يوليو 2017 على موقع واي باك مشين.
46. ↑  Why I said no to Madrid: It would have been a betrayal to leave Arsenal, says Arsene Wenger نسخة محفوظة 23 أكتوبر 2015 على موقع واي باك مشين.
47. ↑  The Times Madrid Signs Kaká timesonline.co.uk نسخة محفوظة 8 أبريل 2020 على موقع واي باك مشين.
48. ↑  Tynan، Gordon (28 مايو 2010). "Mourinho to be unveiled at Madrid on Monday after £7m compensation deal". The Independent. London. مؤرشف من الأصل في 2019-04-07. اطلع عليه بتاريخ 2010-05-31.
49. ↑  "Real Madrid unveil Jose Mourinho as their new coach". BBC Sport. 31 مايو 2010. مؤرشف من الأصل في 2019-04-07. اطلع عليه بتاريخ 2010-05-31.
50. ↑  مورينيو يرحل عن ريال مدريد قبل الأوان بسبب "الضغوط" - دويتشه فيله (DW) [وصلة مكسورة] نسخة محفوظة 8 أبريل 2020 على موقع واي باك مشين.
51. ↑  البوابة، رياضة: رسمياً: ريال مدريد يتعاقد مع أنشيلوتي. نشر 25 حزيران(يونيو) 2013 نسخة محفوظة 01 فبراير 2017 على موقع واي باك مشين.
52. ↑  يورو سبورت العربية: ريال مدريد يتعاقد رسميا مع إيسكو لخمسة أعوام نسخة محفوظة 02 مايو 2014 على موقع واي باك مشين. [وصلة مكسورة]
53. ↑  موقع سوبر: رسمياً : ريال مدريد يتعاقد مع اللاعب آسير إيارامندي نسخة محفوظة 14 أغسطس 2014 على موقع واي باك مشين.
54. ↑  21:59 GMT (24 مارس 2012). "BBC Sport - Cristiano Ronaldo is fastest La Liga player to 100 goals". Bbc.co.uk. مؤرشف من الأصل في 2016-01-01. اطلع عليه بتاريخ 2012-08-19.{{استشهاد ويب}}:  صيانة الاستشهاد: أسماء عددية: قائمة المؤلفين (link)
55. ↑  "Jose Mourinho, Real Madrid earn vindication after La Liga conquest - La Liga News | FOX Sports on MSN". Msn.foxsports.com. 13 مايو 2012. مؤرشف من الأصل في 2012-08-19. اطلع عليه بتاريخ 2012-08-19.
56. ↑  "Bayern Munich 0-4 Real Madrid". بي بي سي. 29 أبريل 2014. مؤرشف من الأصل في 2016-01-01. اطلع عليه بتاريخ 2014-04-30.
57. ↑  "Real Madrid to unleash new signings Rodriguez and Kroos in Super Cup". First Post. مؤرشف من الأصل في 2018-12-30. اطلع عليه بتاريخ 2014-08-14.
58. ↑  "Real Madrid ties with Barcelona in trophies". ماركا (صحيفة). مؤرشف من الأصل في 2018-12-13. اطلع عليه بتاريخ 2014-08-14.
59. ↑  "Cristiano Ronaldo hits out at loss of Angel di Maria and Xabi Alonso as Real Madrid star claims he would have 'done things differently' during summer transfer window". ديلي ميل. London. مؤرشف من الأصل في 2017-02-13. اطلع عليه بتاريخ 2014-09-05.
60. ↑  "Ancelotti: Madrid must start again from scratch". ياهو سبورتس. مؤرشف من الأصل في 2014-10-06. اطلع عليه بتاريخ 2014-09-05.
61. ↑  "Real Madrid stretch winning run as Ronaldo and Gareth Bale score". BBC. Retrieved 20 December 2014 نسخة محفوظة 06 يناير 2016 على موقع واي باك مشين.
62. ↑  "Real Madrid 2–0 San Lorenzo". BBC. Retrieved 20 December 2014 نسخة محفوظة 16 يناير 2016 على موقع واي باك مشين.
63. ↑  "Valencia 2 – 1 Real Madrid". BBC. Retrieved 4 January 2015 نسخة محفوظة 06 يناير 2016 على موقع واي باك مشين.
64. ↑  "Florentino Pérez holds a press conference". realmadrid.com. 25 مايو 2015. مؤرشف من الأصل في 2018-12-13.
65. ↑  "Rafa Benitez named new coach of Real Madrid". Sky Sports. 3 يونيو 2015. مؤرشف من الأصل في 2018-12-13. اطلع عليه بتاريخ 2015-06-03..
66. ↑  "Zidane: a club legend in the Real Madrid dugout". realmadrid.com. 4 يناير 2016. مؤرشف من الأصل في 2018-11-17. اطلع عليه بتاريخ 2016-01-04.
67. ↑  "Rafael Benítez sacked by Real Madrid with Zinedine Zidane taking over". Guardian. 4 يناير 2016. مؤرشف من الأصل في 2019-05-26. اطلع عليه بتاريخ 2016-01-05.
68. 1 2  "Zidane replaces Benítez at Real Madrid". uefa.com. مؤرشف من الأصل في 2018-12-13. اطلع عليه بتاريخ 2016-01-05.
69. ↑  "Gareth Bale scored a hat-trick as Zinedine Zidane began his time as Real Madrid manager with a comprehensive win over Deportivo La Coruna". BBC Sport. 9 يناير 2016. مؤرشف من الأصل في 2016-01-13. اطلع عليه بتاريخ 2016-01-10..
70. ↑  "Spot-on Real Madrid defeat Atlético in final again". uefa.com. 28 مايو 2016. مؤرشف من الأصل في 2019-03-28.
71. ↑  ريال مدريد يتوج بكأس السوبر الأوروبي - العربية.نت نسخة محفوظة 09 أغسطس 2017 على موقع واي باك مشين.
72. ↑  ريال مدريد بطلا لكأس العالم للأندية بعد الفوز على كاشيما الياباني برباعية - بي بي سي عربي نسخة محفوظة 09 مايو 2017 على موقع واي باك مشين.
73. ↑  رسمياً: زيدان يكتب التاريخ ويحطم الرقم القياسي - EuroSport عربية نسخة محفوظة 10 أغسطس 2017 على موقع واي باك مشين.
74. ↑  2016 عام لا ينسى للمدرب زيدان - صحيفة العرب اللندنية نسخة محفوظة 01 يناير 2017 على موقع واي باك مشين.
75. ↑  كأس ملك إسبانيا: 4 يناير - ريال مدريد x إشبيلية - كووورة نسخة محفوظة 01 فبراير 2017 على موقع واي باك مشين.
76. ↑  ريال مدريد يكتسح غرناطة ويعادل رقم برشلونة "التاريخي" - سكاي نيوز عربية نسخة محفوظة 09 يناير 2017 على موقع واي باك مشين.
77. ↑  ريال مدريد يحطم رقم برشلونة بتعادل مثير مع إشبيلية - RT بالعربي نسخة محفوظة 08 مارس 2017 على موقع واي باك مشين.
78. ↑  إشبيلية يقلب الطاولة على ريال مدريد ويوقف سلسلة زيدان - arabic.sport360 نسخة محفوظة 01 أغسطس 2017 على موقع واي باك مشين.
79. ↑  بالصور.. ريـال مدريد يجتاز عقبة مالاجا ويفوز بالدوري الإسباني - المصري اليوم. نسخة محفوظة 27 يوليو 2017 على موقع واي باك مشين.
80. ↑  ريال مدريد يسحق اليوفنتوس 4-1 ويتوج بطلا لـ "أبطال أوروبا" - بي بي سي العربية نسخة محفوظة 08 يوليو 2017 على موقع واي باك مشين.
81. ↑  "2-1: أبطال كأس السوبر الأوروبي!". Realmadrid.net. 8 يوليو, 2017. مؤرشف من الأصل في 30 أغسطس 2018. اطلع عليه بتاريخ 9 يوليو, 2017. {{استشهاد ويب}}: تحقق من التاريخ في: |تاريخ الوصول= و|تاريخ= (مساعدة)
82. ↑  "ريال مدريد - ليفربول: نحو الفوز بالثالثة عشر! | نادي ريال مدريد". Real Madrid C.F. - Web Oficial. مؤرشف من الأصل في 2018-08-30. اطلع عليه بتاريخ 2018-05-31.
83. ↑  "Zinedine Zidane Announces His Resignation From Real Madrid". Esquire (بالإنجليزية البريطانية). 31 May 2018. Archived from the original on 2019-12-08. Retrieved 2018-06-30.
84. ↑  "Zinedine Zidane: Real Madrid boss stands down five days after Champions League win". BBC Sport (بالإنجليزية البريطانية). 31 May 2018. Archived from the original on 2019-04-20. Retrieved 2018-06-30.
85. ↑  "Julen Lopetegui: Real Madrid name Spain manager as new head coach". BBC Sport (بالإنجليزية البريطانية). 12 Jun 2018. Archived from the original on 2018-12-20. Retrieved 2018-06-30.
86. ↑  Lowe, Sid (13 Jun 2018). "Julen Lopetegui sacked by Spain as Fernando Hierro takes over". the Guardian (بالإنجليزية). Archived from the original on 2019-01-01. Retrieved 2018-06-30.
87. ↑  "World Cup 2018: Spain sack manager Julen Lopetegui two days before first match". BBC Sport (بالإنجليزية البريطانية). 13 Jun 2018. Archived from the original on 2019-04-12. Retrieved 2018-06-30.
88. ↑  Ø±Ø©-Ø§Ù Ù Ø¯Ù /Ø§Ù Ø¯Ù Ø±Ù -Ø§Ù Ø¥Ø³Ø¨Ø§Ù Ù /Ø±Ø³Ù Ù Ù Ø§-Ø±Ù Ø§Ù -Ù Ø¯Ø±Ù Ø¯-Ù Ø¹Ù Ù -Ø¹Ù Ø¯Ø©-Ø²Ù Ø¯Ø§Ù "رسميًا: ريال مدريد يعلن عودة زيدان". arabia.eurosport.com. مؤرشف من الأصل في 2020-07-23. اطلع عليه بتاريخ 2020-07-23. {{استشهاد ويب}}: تحقق من قيمة |مسار أرشيف= (مساعدة)
89. ↑  "بعد التتويج بالسوبر.. زيدان لا يعرف الفشل في النهائيات | Goal.com". www.goal.com. مؤرشف من الأصل في 2020-07-23. اطلع عليه بتاريخ 2020-07-23.
90. ↑  "رسمياً: عودة الدوري الاسباني في هذا الموعد". arabia.eurosport.com. مؤرشف من الأصل في 2020-07-23. اطلع عليه بتاريخ 2020-07-23.
91. ↑  "ماركا: زيدان يفوز ببطولة مع ريال مدريد كل 19 مباراة". btolat.com (بالإنجليزية). 17 Jul 2020. Archived from the original on 2020-07-23. Retrieved 2020-07-23.
92. ↑  "للمرة الـ 15 ريال مدريد بطلا لدوري أبطال أوروبا بالفوز على بوروسيا دورتموند الألماني | مجلة سيدتي". www.sayidaty.net. مؤرشف من الأصل في 2024-06-02. اطلع عليه بتاريخ 2024-06-02.
93. ↑  "لا جديد.. ريال مدريد بطلاً لدوري أبطال أوروبا للمرة 15". العربية نت. 2 يونيو 2024. مؤرشف من الأصل في 2024-06-02. اطلع عليه بتاريخ 2024-06-02.
94. ↑  الشرق، - (1 يونيو 2024). "لأول مرة في تاريخه.. ريال مدريد ينتزع دوري الأبطال دون خسارة". الشرق رياضة. مؤرشف من الأصل في 2024-06-02. اطلع عليه بتاريخ 2024-06-02. {{استشهاد ويب}}: الوسيط |الأول= يحوي أسماء رقمية (مساعدة)
95. 1 2 3 4  "شعارات ريال مدريد" (بالإسبانية). santiagobernabeu.com. Archived from the original on 2016-03-05. Retrieved 2008-11-29.
96. ↑  "رؤساء النادي — بيدرو باراجيس". موقع النادي الرسمي. مؤرشف من الأصل في 2013-11-12. اطلع عليه بتاريخ 2008-07-18.
97. 1 2  Luís Miguel González. "The first two-time champion of the League (1931–1940)". Realmadrid.com. مؤرشف من الأصل في 2019-05-06. اطلع عليه بتاريخ 2008-07-18.
98. 1 2  لويس ميغيل غونزاليس (28 فبراير 2007). "قفزة مدهشة من أجل المستقبل (1921-1930)". موقع ريال مدريد الرسمي. مؤرشف من الأصل في 2013-10-17. اطلع عليه بتاريخ 2008-07-12.
99. ↑  "أطقم ريال مدريد" (بالإسبانية). santiagobernabeu.com. Archived from the original on 2016-03-06. Retrieved 2008-11-29.
100. ↑  طقم ريال مدريد في موسم 1905 كان أبيضاً بالكامل، لذا أطلق عليه مشجعوه لقب Los Blancos والتي تعني البيض.
101. 1 2 3  لويس ميغيل غونزاليس. "بيرنابيو يبدأ فترته الرئاسية ببناء ملعب تشيرمارتين الجديد (1941-1950)". موقع ريال مدريد الرسمي. مؤرشف من الأصل في 2013-09-28. اطلع عليه بتاريخ 2008-07-12.
102. ↑  ألفارو فيلاسكو (1 ديسمبر 2006). "أديداس الرواد في عالم الأدوات الرياضية". موقع ريال مدريد الرسمي. مؤرشف من الأصل في 2013-11-12. اطلع عليه بتاريخ 2008-07-12. رامون كالديرون يقول :  لقد بدأت شراكتنا مع أديداس منذ 1998
103. ↑  "رعاة النادي — أديداس". موقع ريال مدريد الرسمي. مؤرشف من الأصل في 2014-01-22. اطلع عليه بتاريخ 2008-07-18.
104. 1 2  "تطور طقم ريال مدريد  (1902-1989)" (بالإسبانية). Leyendablanca.com. Archived from the original on 2018-10-15. Retrieved 2008-07-18.
105. 1 2  "تطور طقم ريال مدريد (1991-2008)" (بالإسبانية). Leyendablanca.com. Archived from the original on 2018-10-04. Retrieved 2008-07-18.
106. ↑  "BenQ Mobile أصبحت ضمن رعاة ريال مدريد الكبار". موقع ريال مدريد الرسمي. 8 نوفمبر 2005. مؤرشف من الأصل في 2008-07-27. اطلع عليه بتاريخ 2008-07-18.
107. ↑  "تمديد الشراكة حتى 2013". موقع ريال مدريد الرسمي. مؤرشف من الأصل في 2013-09-17. اطلع عليه بتاريخ 2009-09-28.
108. ↑  خوان خوسيه لوبيز سوتو (11 يونيو 2008). "ريال مدريد وBwin يوقعون على إتفاقية رعاية لمدة ثلاثة مواسم". موقع ريال مدريد الرسمي. مؤرشف من الأصل في 2013-11-12. اطلع عليه بتاريخ 2008-07-18.
109. ↑  "رعاة النادي — bwin.com". موقع ريال مدريد الرسمي. مؤرشف من الأصل في 2013-11-12. اطلع عليه بتاريخ 2008-07-18.
110. ↑  "طيران الإمارات يرعى ريال مدريد". مؤرشف من الأصل في 2020-03-28.
111. ↑  وصلة مرجع: http://212.145.146.10/biblioteca/fondos/ingra2014/index.htm#inm.F2.341. الوصول: 7 أكتوبر 2016.
112. ↑  وصلة مرجع: https://www.laliga.com/noticias/laliga-bate-record-historico-de-asistencia-a-los-estadios-con-mas-de-15-millones-de-espectadores. الوصول: 19 يونيو 2024.
113. ↑  "تاريخ الملعب - الفصل الأول - FROM THE ESTRADA LOT TO THE NICE, LITTLE O'DONNELL PITCH". موقع ريال مدريد الرسمي. مؤرشف من الأصل في 2014-02-09. اطلع عليه بتاريخ 2008-07-11.
114. ↑  "تاريخ الملعب - الفصل الثالث  - ملعب تشيرمارتين الجديد، الملعب النموذجي". موقع ريال مدريد الرسمي. مؤرشف من الأصل في 2014-02-09. اطلع عليه بتاريخ 2008-07-12.
115. ↑  لويس ميغيل غونزاليس. "عقد استثنائي (1951-1960)". موقع ريال مدريد الرسمي. مؤرشف من الأصل في 2013-11-03. اطلع عليه بتاريخ 2008-07-12.
116. 1 2  "الذكرى الـ60 لملعب السانتياغو بيرنابيو". الموقع الرسمي لريال مدريد. 13 ديسمبر 2007. مؤرشف من الأصل في 2013-11-03. اطلع عليه بتاريخ 2008-07-12. {{استشهاد ويب}}: تجاهل المحلل الوسيط |authoer= لأنه غير معروف (مساعدة)
117. ↑  "تاريخ الملعب - الفصل الرابع" (بالإنجليزية). موقع ريال مدريد الرسمي. Archived from the original on 2014-02-09. Retrieved 2008-07-12.
118. ↑  "تاريخ الملعب - الفصل العاشر - المستقبل" (بالإنجليزية). موقع ريال مدريد الرسمي. Archived from the original on 2014-02-09. Retrieved 2008-07-13.
119. ↑  ألفارو فيلاسكو (28 Mar 2008). "نهائي أبطال 2010 في البرنابيو" (بالإنجليزية). موقع ريال مدريد الرسمي. Archived from the original on 2013-11-03. Retrieved 2008-07-12.
120. ↑  "البرنابيو أصبح الملعب الفخري" (بالإنجليزية). موقع ريال مدريد الرسمي. 14 Nov 2007. Archived from the original on 2013-06-06. Retrieved 2008-07-12. {{استشهاد ويب}}: تجاهل المحلل الوسيط |authoer= لأنه غير معروف (help)
121. 1 2  "هذا من أجلك، ألفريدو!" (بالإنجليزية). موقع ريال مدريد الرسمي. 10 May 2006. Archived from the original on 2013-12-13. Retrieved 2008-07-07.
122. ↑  "ملعب ألفريدو دي ستيفانو| ملعب فريق ريال مدريد كاستيا| نادي ريال مدريد لكرة القدم". Real Madrid C.F. - Web Oficial. مؤرشف من الأصل في 2019-04-10. اطلع عليه بتاريخ 2018-05-31.
123. ↑  ريال مدريد (المحرر). "El Alfredo Di Stéfano se prepara para la 2ª división". مؤرشف من الأصل في 2012-08-15. {{استشهاد ويب}}: تجاهل المحلل الوسيط |fechaacceso= لأنه غير معروف، ويقترح استخدام |access-date= (مساعدة)
124. ↑  "El Di Stéfano amplía su aforo hasta los 8.400 asientos". As (بالإسبانية). 24 May 2012. Retrieved 2012-06-01. "نسخة مؤرشفة". مؤرشف من الأصل في 2012-06-26. اطلع عليه بتاريخ 2014-03-09.{{استشهاد ويب}}:  صيانة الاستشهاد: BOT: original URL status unknown (link)
125. ↑  Madrid – Estadio Vicente Calderón نسخة محفوظة 04 مارس 2016 على موقع واي باك مشين.
126. ↑  Inicio·Sobre el Real Madrid·Historia·Presidentes·Pedro Parages [وصلة مكسورة] نسخة محفوظة 08 يناير 2014 على موقع واي باك مشين.
127. ↑  "La obra se tildó de faraónica". realmadrid.com (بالإسبانية). 17 May 2006. Retrieved 2012-06-15.
128. ↑  "Conor Brown Equals Di Stéfano's Real Madrid Record". مؤرشف من الأصل في 2019-01-06. اطلع عليه بتاريخ 2009-02-05.
129. ↑  "مانويل سانشيز هونتييولو". موقع ريال مدريد الرسمي. مؤرشف من الأصل في 2013-11-03. اطلع عليه بتاريخ 2008-07-13.
130. ↑  "قائمة اللاعبين الأكثر لعباً لـ100 مباراة دولية" (PDF). موقع الفيفا. مؤرشف من الأصل (PDF) في 2018-10-14. اطلع عليه بتاريخ 2008-07-13.
131. ↑  خافيير بالومينو (14 فبراير 2008). "حياة دي ستيفانو (الجزء الثاني)". موقع ريال مدريد الرسمي. مؤرشف من الأصل في 2009-05-01. اطلع عليه بتاريخ 2008-07-13.
132. ↑  "رسميا.. ريال مدريد بطلا للدوري الإسباني بهدية من جيرونا". سكاي نيوز عربية. مؤرشف من الأصل في 2024-05-10. اطلع عليه بتاريخ 2024-05-05.
133. ↑  ماهر، محمود (4 مايو 2024). "ريال مدريد بطلاً للدوري الإسباني للمرة 36 في التاريخ". الشرق رياضة. مؤرشف من الأصل في 2024-05-05. اطلع عليه بتاريخ 2024-05-05.
134. ↑  "ريال مدريد". موقع الدوري الإسباني. مؤرشف من الأصل في 2008-12-27. اطلع عليه بتاريخ 2008-07-11.
135. ↑  "تاريخ بطولة دوري أبطال أوروبا". موقع الاتحاد الأوروبي. مؤرشف من الأصل في 2010-02-05. اطلع عليه بتاريخ 2008-07-11.
136. ↑  "قيمة قياسية لانتقال زيدان إلى ريال مدريد". BBC Sport. مؤرشف من الأصل في 2018-01-12. اطلع عليه بتاريخ 2008-07-13.
137. ↑  "Real Madrid Club de Fútbol" (بالإسبانية). Liga de Fútbol Profesional. Archived from the original on 2013-06-02. Retrieved 2009-02-22.
138. ↑  "Real supporters reported to Spanish FA". BBC Sport. 19 أبريل 2005. مؤرشف من الأصل في 2019-02-03. اطلع عليه بتاريخ 2008-06-03.
139. ↑  "UEFA investigate Real Madrid supporters". BBC Sport. 25 نوفمبر 2004. مؤرشف من الأصل في 2018-12-13. اطلع عليه بتاريخ 2008-06-03.
140. ↑  For example, "Kaká: 'El clàssic serà diferent de tots els partits que he jugat'". البريوديكو (برشلونة). 28 نوفمبر 2009. مؤرشف من الأصل في 2020-02-29. اطلع عليه بتاريخ 2010-01-08. {{استشهاد ويب}}: |archive-date= / |archive-url= timestamp mismatch (مساعدة) واستعمال الخط المائل أو الغليظ غير مسموح: |ناشر= (مساعدة)
141. ↑  "El clàssic es jugarà dilluns". El Punt. 18 نوفمبر 2010. مؤرشف من الأصل في 2011-05-19. اطلع عليه بتاريخ 2010-11-18.
142. ↑  Cuatro 'partidos del siglo' en 18 días (EL PAÌS, 16 de abril de 2011) نسخة محفوظة 27 أغسطس 2017 على موقع واي باك مشين.
143. ↑  "AFP: Barcelona vs Real Madrid rivalry comes to the fore". Google.com. 14 أبريل 2011. مؤرشف من الأصل في 2014-02-19. اطلع عليه بتاريخ 2013-10-20.
144. ↑  Rookwood، Dan (28 أغسطس 2002). "The bitterest rivalry in world football". The Guardian. London. مؤرشف من الأصل في 2011-11-11.
145. ↑  [وصلة مكسورة] [وصلة مكسورة] نسخة محفوظة 23 أبريل 2011 على موقع واي باك مشين.
146. ↑  "Castilian Oppression v Catalan Nationalism – "El Gran Classico"". Footballblog.co.uk. 2 سبتمبر 2009. مؤرشف من الأصل في 2019-05-10. اطلع عليه بتاريخ 2013-10-20.
147. ↑  Stevenson، Johanthan (12 ديسمبر 2008). "Barca & Real renew El Clasico rivalry". BBC Sport. مؤرشف من الأصل في 2017-08-25. اطلع عليه بتاريخ 2010-08-15.
148. ↑  Diario ABC (المحرر). "El Real Madrid-Barcelona, desde Mozambique a Nueva Zelanda". مؤرشف من الأصل في 1 مايو 2019. اطلع عليه بتاريخ 16.4.2012. {{استشهاد ويب}}: تحقق من التاريخ في: |تاريخ الوصول= (مساعدة)
149. ↑  Diario AS (المحرر). "El verdadero clásico". مؤرشف من الأصل في 3 فبراير 2012. اطلع عليه بتاريخ 8.8.2013. {{استشهاد ويب}}: تحقق من التاريخ في: |تاريخ الوصول= (مساعدة)
150. ↑  Ghemawat, Pankaj. p. 2
151. ↑  Kleiner-Liebau, Désirée. p. 70
152. ↑  Phil Ball (21 أبريل 2002). "The ancient rivalry of Barcelona and Real Madrid". The Guardian. London: Guardian News and Media. مؤرشف من الأصل في 2011-11-11. اطلع عليه بتاريخ 2010-03-13.
153. ↑  Spaaij, Ramón. p. 251
154. ↑  Abend، Lisa (20 ديسمبر 2007). "Barcelona vs. Real Madrid: More Than a Game". تايم (مجلة). مؤرشف من الأصل في 2013-08-24. اطلع عليه بتاريخ 2009-07-01.
155. ↑  Lowe، Sid (26 مارس 2001). "Morbo: The Story of Spanish Football by Phil Ball (London: WSC Books, 2001)". الغارديان. مؤرشف من الأصل في 2013-06-28. اطلع عليه بتاريخ 2009-07-01.
156. ↑  Burns, Jimmy. pp. 31–34
157. ↑  García, Javier (31 يناير 2000). "FC Barcelona vs Real Madrid CF since 1902". Rec.Sport.Soccer Statistics Foundation. مؤرشف من الأصل في 2018-10-15. اطلع عليه بتاريخ 2010-08-21.
158. ↑  "Real win Champions League showdown". BBC News. 11 ديسمبر 2008. مؤرشف من الأصل في 2019-04-15. اطلع عليه بتاريخ 2010-08-21.
159. ↑  بالارقام.. ريال مدريد يتفوق على برشلونة في صراعات الكلاسيكو نسخة محفوظة 5 سبتمبر 2015 على موقع واي باك مشين. "نسخة مؤرشفة". مؤرشف من الأصل في 2014-03-25. اطلع عليه بتاريخ 2021-05-22.{{استشهاد ويب}}:  صيانة الاستشهاد: BOT: original URL status unknown (link)
160. ↑  Spain - Cup 1916 نسخة محفوظة 20 يونيو 2017 على موقع واي باك مشين.
161. ↑  اخبار سبورت - الفيديو الرياضة العربية والدولية - العربية - beIN SPORTS نسخة محفوظة 26 مارس 2014 على موقع واي باك مشين.
162. ↑  سواريز جاهز لكلاسيكو الأرض - RT Arabic نسخة محفوظة 12 مارس 2016 على موقع واي باك مشين.
163. ↑  منتديات كووورة نسخة محفوظة 14 أغسطس 2017 على موقع واي باك مشين.
164. ↑  أعضاء مجموعة G14 نسخة محفوظة 25 يوليو 2017 على موقع واي باك مشين.
165. ↑  رابطة الأندية الأوروبيةنسخة محفوظة 29 سبتمبر 2009 على موقع واي باك مشين.
166. ↑  "لأول مرة منذ 87 عاما.. برشلونة يقلب "ميزان الكلاسيكو"". سكاي نيوز عربية. مؤرشف من الأصل في 2020-02-29. اطلع عليه بتاريخ 2019-03-04. {{استشهاد ويب}}: |archive-date= / |archive-url= timestamp mismatch (مساعدة)
167. ↑  Espectador Deportes (ed.). "Real Madrid rescató al minuto 90 el empate en el clásico contra Barcelona" (بالإسبانية). Archived from the original on 12 مايو 2019. Retrieved 4 ديمسبر 2016. {{استشهاد ويب}}: تحقق من التاريخ في: |تاريخ الوصول= (help)
168. ↑  "لأول مرة منذ 87 عاما.. برشلونة يقلب "ميزان الكلاسيكو"". سكاي نيوز عربية. مؤرشف من الأصل في 2020-03-16. اطلع عليه بتاريخ 2019-03-04.
169. ↑  "FC Barcelona vs Real Madrid CF since 1902". www.rsssf.com. مؤرشف من الأصل في 2018-10-15. اطلع عليه بتاريخ 2019-03-04.
170. ↑  "Real Madrid – Barcelona: Igualdad total en los 35 Clásicos en Copa" (بالإسبانية). ماركا (صحيفة). 27 Feb 2019. Archived from the original on 2019-03-06. Retrieved 2019-03-04.
171. ↑  Página oficial de la CIHEFE - Cuadernos de Fútbol (المحرر). "La Copa de 1902". مؤرشف من الأصل في 2019-03-22. اطلع عليه بتاريخ 2013-08-08.
172. ↑  La FEF no reconocerá al Barça la Liga del año 37 نسخة محفوظة 06 أغسطس 2017 على موقع واي باك مشين.
173. ↑  بطولة كأس اللتويج من موقع rsssf نسخة محفوظة 31 يوليو 2017 على موقع واي باك مشين.
174. ↑  
جنرال فرانكو وكرة القدم. نسخة محفوظة 20 يوليو 2016 على موقع واي باك مشين.
175. ↑  Álvaro Velasco (17 يناير 2008). "One for the ages". Realmadrid.com. مؤرشف من الأصل في 2013-06-06. اطلع عليه بتاريخ 2008-07-12.
176. ↑  "The derby turns 78". Realmadrid.com. 22 فبراير 2007. مؤرشف من الأصل في 2013-06-06. اطلع عليه بتاريخ 2008-07-12.
177. ↑  أتليتيكو يهزم الريال 1-0 في الدوري. نسخة محفوظة 26 أبريل 2016 على موقع واي باك مشين.
178. ↑  أتليتيكو يهزم الريال 2-1 ويتوج بلقب الدوري كأس إسبانيا. نسخة محفوظة 30 أغسطس 2017 على موقع واي باك مشين.
179. ↑  Copa del Rey / Spanish Cup 1928 نسخة محفوظة 14 يوليو 2017 على موقع واي باك مشين.
180. ↑  احصاءات وأرقام من تاريخ ديربي مدريد - سبورت 360 عربية نسخة محفوظة 6 أكتوبر 2018 على موقع واي باك مشين.
181. ↑  Cristiano Ronaldo overtakes Alfredo Di Stefano as Madrid derby's top scorer - Goal.com نسخة محفوظة 28 فبراير 2018 على موقع واي باك مشين.
182. ↑  بالأرقام| تاريخ ديربي مدريد.. 212 مباراة تحكي صراع الميرينجي مع الروخي بلانكوس | التحرير الإخبـاري نسخة محفوظة 05 أبريل 2016 على موقع واي باك مشين.
183. ↑  الوطن سبورت | بالأرقام| حقائق هامة عن "ديربي مدريد" نسخة محفوظة 28 فبراير 2018 على موقع واي باك مشين.
184. ↑  FilGoal | أخبار | تقرير في الجول - حقائق وأرقام قبل دربي مدريد نسخة محفوظة 01 يوليو 2016 على موقع واي باك مشين.
185. ↑  "Perez resigns as Real Madrid president". BBC. 27 فبراير 2006. مؤرشف من الأصل في 2019-02-03. اطلع عليه بتاريخ 2008-12-11.
186. ↑  Nash، Elizabeth (4 مارس 2004). "EU investigates Real Madrid property deal". London: independent.co.uk. مؤرشف من الأصل في 2011-10-07. اطلع عليه بتاريخ 2008-08-14.
187. ↑  "'Mistakes are forbidden'". CNN/Sports Illustrated. 8 مايو 2001. مؤرشف من الأصل في 2013-03-09. اطلع عليه بتاريخ 2008-08-14.
188. ↑  "Top 25 ranking of Europe's most valuable football clubs" (PDF). BBDO (Batten, Barton, Durstine & Osborn). 17 سبتمبر 2007. مؤرشف من الأصل (PDF) في 2009-11-27. اطلع عليه بتاريخ 2010-03-15.
189. ↑  "The Most Valuable Soccer Teams". فوربس. 30 أبريل 2008. مؤرشف من الأصل في 2018-12-13. اطلع عليه بتاريخ 2010-03-16.
190. ↑  "The Most Valuable Soccer Teams – Manchester United". فوربس. 30 أبريل 2008. مؤرشف من الأصل في 2018-12-23. اطلع عليه بتاريخ 2010-03-16.
191. ↑  Assets/Documents/Presse/Deloitte FML 2010.pdf "Deloitte Football Money League" (PDF). ديلويت. 20 أكتوبر 2003. مؤرشف من الأصل (PDF) في 2012-12-27. اطلع عليه بتاريخ 2010-03-16. {{استشهاد بخبر}}: تحقق من قيمة |مسار أرشيف= (مساعدة)
192. ↑  "Real Madrid plan to open their own theme park". TheSpoiler.co.uk. مؤرشف من الأصل في 2011-10-05. اطلع عليه بتاريخ 2009-09-08.
193. ↑  "Noticias". upcomillas.es. مؤرشف من الأصل في 2013-04-07. اطلع عليه بتاريخ 2009-02-23.
194. ↑  "The Business Of Soccer". Forbes. 21 أبريل 2010. مؤرشف من الأصل في 2018-09-25. اطلع عليه بتاريخ 2010-08-07.
195. ↑  "Soccer Team Valuations". Forbes. 30 يونيو 2009. مؤرشف من الأصل في 2017-07-29. اطلع عليه بتاريخ 2010-08-07.
196. ↑  "Real Madrid becomes the first sports team in the world to generate €400m in revenues as it tops Deloitte Football Money League". Deloitte. مؤرشف من الأصل في 2014-10-10. اطلع عليه بتاريخ 2010-08-07.
197. ↑  قيمة النادي لسنة 2015 من قائمة فوربس نسخة محفوظة 31 يناير 2018 على موقع واي باك مشين.
198. ↑  قائمة ديلويت لعام 2016 نسخة محفوظة 24 أبريل 2016 على موقع واي باك مشين.
199. ↑  Peterson, Marc p. 25
200. ↑  Andreff، Wladimir؛ Szymański، Stefan (2006). Handbook on the economics of sport. Edward Elgar Publishing. ص. 299. ISBN:1843766086.
201. ↑  "Real Madrid drama. The oldest supporter died" (بالرومانية). ziare.com. 2010. Archived from the original on 2019-05-02. Retrieved 2010-09-21.
202. ↑  الشرق (23 يوليو 2024). "تخطت مليار يورو.. إيرادات تاريخية لريال مدريد بموسم 2023-24". الشرق رياضة. مؤرشف من الأصل في 2024-07-26. اطلع عليه بتاريخ 2024-07-24.
203. ↑  "Goal! 2: Living the Dream... (2007)". IMDb. مؤرشف من الأصل في 2019-04-11. اطلع عليه بتاريخ 2009-09-03.
204. ↑  "Realmadrid TV inicia su emisión HD en pruebas en TDT". realmadrid.com. 25 de abril de 2016. مؤرشف من الأصل في 30 أغسطس 2018. {{استشهاد ويب}}: تحقق من التاريخ في: |تاريخ= (مساعدة)
205. ↑  تلفزيون ريال مدريد: البرامج والفيديو | نادي ريال مدريد لكرة القدم نسخة محفوظة 24 أغسطس 2017 على موقع واي باك مشين.
206. 1 2 3  "Hala Madrid quarterly magazine". Real Madrid. مؤرشف من الأصل في 2018-12-13. اطلع عليه بتاريخ 2016-01-22.
207. ↑  "From Handel to Hala Madrid: music of champions". UEFA.com. 22 يناير 2016. مؤرشف من الأصل في 2019-02-03.
208. ↑  مجلة "هلا مدريد" الفصلية | " مدريديستا" مشجعي ريال مدريد | نادي ريال مدريد نسخة محفوظة 18 أغسطس 2017 على موقع واي باك مشين.
209. ↑  Hala Madrid Junior MAYO 2017 | Real Madrid CF نسخة محفوظة 11 أغسطس 2017 على موقع واي باك مشين.
210. ↑  "Real Madrid squad". Real Madrid CF. مؤرشف من الأصل في 2022-08-25. اطلع عليه بتاريخ 2022-08-21.
211. ↑  "FIFA World Player 2000 award information". FIFA.com. FIFA. 6 ديسمبر 2000. مؤرشف من الأصل في 2009-02-21. اطلع عليه بتاريخ 2011-09-06. The FIFA Club of the Century was voted exclusively by the readers of the bi-monthly FIFA Magazine
212. ↑  "Santiago Bernabeu - A cathedral to football in the heart of Madrid". FIFA.com. FIFA. مؤرشف من الأصل في 2012-11-01. اطلع عليه بتاريخ 2011-09-06. ...Real Madrid, an institution which in 2000 was recognised by FIFA as the Club of the Century
213. ↑  "Real Madrid reach century". BBC Sport. بي بي سي. 6 مارس 2002. مؤرشف من الأصل في 2018-10-21. اطلع عليه بتاريخ 2011-09-06.
214. ↑  Gleeson, Sinéad (12 ديسمبر 2000). "Soccer: Zidane named FIFA World Player of the Year". RTÉ Sport. راديو وتلفزيون أيرلندا. مؤرشف من الأصل في 2001-05-26. اطلع عليه بتاريخ 2011-09-06.
215. ↑  "The shirt decade by decade". Real Madrid Club de Fútbol. 17 يونيو 2009. مؤرشف من الأصل في 2014-02-02. اطلع عليه بتاريخ 2011-09-07. One of the final changes takes place in 2006, when the crest accrediting Real Madrid as the best Club of the 20th Century is added to the right side of the shirt.
216. ↑  "بطولات فريق ريال مدريد لكرة القدم" (بالإسبانية). موقع ريال مدريد الرسمي. Archived from the original on 2014-01-22. Retrieved 2008-07-12.
217. ↑  "تعرف على قائمة الأندية الأكثر تتويجا بالألقاب القارية". موقع المواطن. مؤرشف من الأصل في 2020-03-03. اطلع عليه بتاريخ 2020-03-03.
218. ↑  خوان خوسيه لوبيز سوتو (8 Mar 2008). "106 أعوام من التأسيس" (بالإنجليزية). موقع ريال مدريد الرسمي. Archived from the original on 2013-06-06. Retrieved 2008-07-12.
219. ↑  "احتفال الفيفا بالذكرى المئوية لتأسيس الاتحاد في باريس" (بالإنجليزية). موقع الاتحاد الدولي لكرة القدم. 20 May 2004. Archived from the original on 2011-04-30. Retrieved 2008-07-13.
220. ↑  "أنظمة وقوانين دوري أبطال أوروبا" (PDF) (بالإنجليزية). موقع الاتحاد الأوروبي لكرة القدم. Archived from the original (نسق المستندات المنقولة) on 2019-05-21. Retrieved 2008-07-12.; صفحة 4, §2.01 "الكأس" & صفحة 26, §16.10 "شعار حاملي اللقب"
221. 1 2 3 4 5 6 7 8 9  "Football honours". Realmadrid.com. Madrid، إسبانيا: Real Madrid Club de Fútbol. مؤرشف من الأصل في 2019-03-31. اطلع عليه بتاريخ 2017-05-11.
222. ↑  "Copa del Rey – Palmarés". MARCA.com (بالإسبانية). Archived from the original on 2017-08-27. Retrieved 2017-05-11.
223. ↑  Carnicero, José؛ Torre, Raúl؛ Ferrer, Carles Lozano (25 أغسطس 2016). "Spain – List of Super Cup Finals". Rec.Sport.Soccer Statistics Foundation (RSSSF). مؤرشف من الأصل في 2018-10-20. اطلع عليه بتاريخ 2017-05-11.
224. ↑  "From Fairs Cup via UEFA Cup to UEFA Europa League". UEFA.com. Union of European Football Associations (UEFA). مؤرشف من الأصل في 2019-05-14. اطلع عليه بتاريخ 2017-05-11. The UEFA Europa League evolved from the UEFA Cup, which itself was conceived by Switzerland's Ernst Thommen, along with Italy's Ottorino Barrasi and England's Sir Stanley Rous.
225. ↑  Magnani, Loris؛ Stokkermans, Karel (30 أبريل 2005). "Intercontinental Club Cup". Rec.Sport.Soccer Statistics Foundation. مؤرشف من الأصل في 2018-10-05. اطلع عليه بتاريخ 2010-08-09.
226. ↑  "Real Madrid CF — Topscorers since 1929–2008 (Campeonato Nacional de Liga)". Rsssf.com. مؤرشف من الأصل في 2021-06-24. اطلع عليه بتاريخ 2008-09-08.
227. ↑  "مدربي النادي". موقع ريال مدريد الرسمي. مؤرشف من الأصل في 2013-10-13. اطلع عليه بتاريخ 2008-07-12.
228. ↑  "مدربي ريال مدريد" (بالإسبانية). Historialago.com. Archived from the original on 2016-03-04. Retrieved 2008-07-11.
229. ↑  "رؤساء النادي". موقع ريال مدريد الرسمي. مؤرشف من الأصل في 2013-10-13. اطلع عليه بتاريخ 2008-07-12.

## اقرأ أيضاً
- Dénes, Tamás & Rochy, Zoltán (2002). Real Madrid. Aréna 2000. ISBN:963-86167-5-X.{{استشهاد بكتاب}}:  صيانة الاستشهاد: أسماء متعددة: قائمة المؤلفين (link)
- Ball, Phil (2003). Morbo: The Story of Spanish Football (ط. الجديدة). WSC Books Limited. ISBN:0-9540134-6-8. مؤرشف من الأصل في 2022-07-11.
- Ball, Phil (2003). White Storm: The Story of Real Madrid. Mainstream. ISBN:1-84018-763-8. مؤرشف من الأصل في 2022-03-18.
- McManaman, Steve & Edworthy, Sarah (2003). El Macca: Four Years with Real Madrid. Simon & Schuster. ISBN:0-7434-8920-9.{{استشهاد بكتاب}}:  صيانة الاستشهاد: أسماء متعددة: قائمة المؤلفين (link)
- Luis Miguel González, Luis González López, Fundación Real Madrid (2002). Real Madrid: Cien años de leyenda, 1902–2002. Everest. ISBN:84-241-9215-X.{{استشهاد بكتاب}}:  صيانة الاستشهاد: أسماء متعددة: قائمة المؤلفين (link)

## وصلات خارجية
- الموقع الرسمي
- نشيد النادي على يوتيوب